# Liste der Kulturdenkmale in Mitte-West
Die Liste der Kulturdenkmale in Mitte-West enthält die in der amtlichen Denkmalliste des Landesamtes für Denkmalpflege Sachsen ausgewiesenen Kulturdenkmale im Zwickauer Stadtteil Mitte-West.

## Legende
- Bild: Bild des Kulturdenkmals, ggf. zusätzlich mit einem Link zu weiteren Fotos des Kulturdenkmals im Medienarchiv Wikimedia Commons. Wenn man auf das Kamerasymbol klickt, können Fotos zu Kulturdenkmalen aus dieser Liste hochgeladen werden:
- Bezeichnung: Denkmalgeschützte Objekte und ggf. Bauwerksname des Kulturdenkmals
- Lage: Straßenname und Hausnummer oder Flurstücknummer des Kulturdenkmals. Die Grundsortierung der Liste erfolgt nach dieser Adresse. Der Link (Karte) führt zu verschiedenen Kartendiensten mit der Position des Kulturdenkmals. Fehlt dieser Link, wurden die Koordinaten noch nicht eingetragen. Sind diese bekannt, können sie über ein Tool mit einer Kartenansicht einfach nachgetragen werden. In dieser Kartenansicht sind Kulturdenkmale ohne Koordinaten mit einem roten bzw. orangen Marker dargestellt und können durch Verschieben auf die richtige Position in der Karte mit Koordinaten versehen werden. Kulturdenkmale ohne Bild sind an einem blauen bzw. roten Marker erkennbar.
- Datierung: Baubeginn, Fertigstellung, Datum der Erstnennung oder grobe zeitliche Einordnung entsprechend des Eintrags in der sächsischen Denkmaldatenbank
- Beschreibung: Kurzcharakteristik des Kulturdenkmals entsprechend des Eintrags in der sächsischen Denkmaldatenbank, ggf. ergänzt durch die dort nur selten veröffentlichten Erfassungstexte oder zusätzliche Informationen
- ID: Vom Landesamt für Denkmalpflege Sachsen vergebene, das Kulturdenkmal eindeutig identifizierende Objekt-Nummer. Der Link führt zum PDF-Denkmaldokument des Landesamtes für Denkmalpflege Sachsen. Bei ehemaligen Kulturdenkmalen können die Objektnummern unbekannt sein und deshalb fehlen bzw. die Links von aus der Datenbank entfernten Objektnummern ins Leere führen. Ein ggf. vorhandenes Icon  führt zu den Angaben des Kulturdenkmals bei Wikidata.

## Mitte-West
| Bild                                    | Bezeichnung | Lage                                                         | Datierung                                                   | Beschreibung | ID       |
| --------------------------------------- | --- | ------------------------------------------------------------ | ----------------------------------------------------------- | --- | -------- |
|                                         | Einzeldenkmal der Sachgesamtheit Schwanenteichpark: Schwanenbrunnen mit Wasserbecken, Schwanenplastik, umgebender Pergola und Vase auf einem Sockel | Alte Reichenbacher Straße (Karte)                            | 1935                                                        | Teil der Schwanenteichanlage von künstlerischer Bedeutung (siehe Sachgesamtheit 09301889, gleiche Anschrift). Der Teil des Parkes wurde durch das Anlegen eines neuen Abschnittes der Reichenbacher Straße vom ursprünglichen Schwanenteichpark abgetrennt, ist aber in seiner Anlage mit dem alten Baumbestand, dem Brunnen, der Pergola, der Treppenanlage und der Vase im Original erhalten und gehört nach wie vor zu den Schwanenteichanlagen, Sockel der Plastik, Brunnenbecken und Säulen der Pergola aus Muschelkalk, drei Schwäne (im Zweiten Weltkrieg wurden die Schwäne eingeschmolzen und 1945 konnten sie dank einer Stiftung wiederhergestellt werden) und Wasserausläufe der Fontäne aus Bronze, Bronzetafel mit Inschrift: „Diesen Brunnen stiftete Albin Ad. Barth in den Jahren 1932 und 1945 den Bürgern der Stadt Zwickau/Sachsen“, runder Brunnen mittig angeordnet umgeben von einer Pergola aus zwei halbrunden Teilen bestehend sowie Freitreppe im Süden und Einfassungsmauer mit Blick zum Schwanenteichpark, heute Blick auf das VVN-Ehrenmal, Großgrün und Rhododendren von der Ursprungsbepflanzung erhalten, Großgrün größtenteils Eichen, auch Esche und Ahorn. | 09231387 |
|                                         | Wohn- und Geschäftshaus in Ecklage in offener Bebauung, ursprünglich Cafe und Konditorei Weiser, später Gaststätte »Parkcafe« | Alte Reichenbacher Straße 2 (Karte)                          | 1870                                                        | städtebaulich markanter aufwändig gestalteter Putzbau, von städtebaulicher, baugeschichtlicher und baukünstlerischer Bedeutung. Bei dem Kulturdenkmal handelt es sich um ein dreigeschossiges Wohn- und Geschäftshaus in offener Bebauung, mit ausgebautem Dachgeschoss und Gasträumen im Erdgeschoss Es wurde im Jahre 1870 durch den bedeutenden Zwickauer Baumeister Franz Wolf entworfen und im Anschluss unter dessen Leitung errichtet. Auftraggeber war der Zwickauer Bürger Carl Goldammer. 1875 wurde im Erdgeschoss die Conditorei Weiser mit Cafe und Billardsaal eingerichtet. Ab 1885 führte das Lokal den Namen Conditorei und Cafe Bruno Hentsch. Bis in die heutige Zeit ist das Gebäude unter dem späteren Namen „Parkcafe“ bekannt. Diese wechselvolle Geschichte ist mit unzähligen Umbauten verbunden. Der umfangreichste Umbau erfolgte im Jahre 1977 unter der Leitung der HO-Gaststätten. Hierbei ging leider ein großer Teil der Originalsubstanz verloren. Dennoch hat das Gebäude in seiner Kubatur und an seinem Standort eine hohe städtebauliche Bedeutung für die Stadt Zwickau. Direkt an der Gabelung Alte Reichenbacher Straße/Bahnhofstraße gelegen, ist das Gebäude ein markanter Auftakt von der Innenstadt kommend in Richtung Hauptbahnhof. Sanierung 1999/2000. | 09231386 |
|                                         | Villa | Alte Reichenbacher Straße 4 (Karte)                          | bez. 1871 (am Dacherker)                                    | aufwändig dekorierter Putzbau mit gut erhaltener Innenausstattung von bauhistorischer, baukünstlerischer und städtebaulicher Bedeutung. Bei dem Kulturdenkmal handelt es sich um eine zweigeschossige Villa mit ausgebautem Dachgeschoss, Hochparterre und Bauplastik. Sie wurde im Jahre 1870 durch den bedeutenden Zwickauer Baumeister Franz Wolf entworfen, im Anschluss unter dessen Leitung errichtet und im August 1871 fertig gestellt. Bauherr und Auftraggeber war der Zwickauer Fabrikant Charles Brod, Technischer Direktor der Zwickauer Maschinenfabrik AG. Die reich gegliederten Putzfassaden sind geprägt durch Stilelemente der Neorenaissance. Besonders hervorzuheben sind hier der Bereich des straßenseitigen Mittelrisalits, welcher ursprünglich noch mit einem Sandsteinbalkon versehen war, die künstlerisch anspruchsvolle Skulptur in der Mauernische des 1. Obergeschoss an der Süd-West-Seite und das Eingangsportal an der Nord-Ost-Seite des Gebäudes mit der im Original erhalten gebliebenen Hauseingangstür nebst Oberlicht. Im Inneren zeugt leider nur noch das Treppenhaus mit seinen umfangreichen Farbbefunden, den Ornamentfliesen auf den Podesten, den Säulen, Balustraden und Sandsteinstufen von der einstigen überdurchschnittlichen Qualität der Ausstattung. Bei der Rekonstruktion und dem Umbau des Gebäudes zu Gaststätte und Büroräumen 1979/80 sind leider einige Denkmalwerte im Inneren und auch an den Fassaden verloren gegangen. Sanierung 2003. | 09230024 |
| Weitere Bilder                          | Empfangsgebäude (mit Ausstattung: Bleiglasfenster, Plastiken und Wandbild) sowie Aufenthaltsgebäude, Unterführungen, Bahnsteige mit Überdachungen und Einfriedung entlang der Bahnhofstraße, Wärmeverteilerstation (Pumpenkeller), Aufzugsanlage mit Antriebseinrichtung sowie Bahnhofsvorplatz mit kleiner Grünanlage gegenüber dem Bahnhof | Am Bahnhof 1 (Karte)                                         | 1932 (Bahnsteige)                                           | bemerkenswertes Ensemble, stilistisch von Architektur des Dritten Reiches geprägt, in singulärer Gestaltung von eisenbahngeschichtlicher, städtebaulicher, baugeschichtlicher und baukünstlerischer Bedeutung. Empfangsgebäude: Grundsteinlegung im Mai 1933, Einweihung 17. Dezember 1936, mehrflügelige Anlage, Hauptbaukörper mit Empfangshalle, Eingangsbereich mit hohen, sehr schmalen Fenstern zwischen Bruchsteinlisenen aus Grünstein, beiderseits der Fensterfront ungeteilte Wandflächen mit Klinkerverblendern und großer Bahnhofsuhr, flankiert von geschlossenen Seitenrisaliten, über dem Eingang großes Betondach, gestützt durch vier Säulen und vier Wandpfeiler aus Grünstein, Fassaden aus Reduktionsbrand- bzw. Flammziegeln, gegliedert durch Zierklinkerschichten und Ornamente u. a. Kreuzblumen, leicht hervortretende Binderschichten, rechts anschließend an Eingangsbereich breit lagernder dreigeschossiger Seitenflügel mit Durchfahrt und regelmäßig angeordneten Rechteckfenstern, Anzahl und Größe der Fenster differiert pro Etage, links der Eingangshalle kleiner, eingeschossiger Anbau ebenfalls mit Durchfahrt (pergolaartiger Übergang zum ehem. Telegrafenmeistereigebäude), Walmdächer mit Kupferblecheindeckung in Bahnen. Im Inneren: Windfang, Empfangshalle, großzügige Treppenanlagen sowie ehem. großer Gepäckraum, ehemaliger Wartesaal 3. Klasse, ehemaliger Wartesaal 2. Klasse, ehemaliges Speisezimmer, Kaffee, Küchentrakt, Friseurladen, Geschäfte, ehemalige Sperrenhalle, Toiletten, Personal-, Dienst- und Geschäftsräume, diese z. T. noch im Original erhalten. Ausstattung: in der von außen separat zugänglichen Gaststätte im Kellergeschoss Bleiverglasungen mit Malerei – entworfen und ausgeführt von Gebr. Schilling aus Aue, in der Bahnhofshalle zwei Plastiken leicht überlebensgroß aus Meißner Keramik – Bergmann und Autoschlosser – von Georg Türke, Fahrkartenschalter mit „Drängeltischen“, Abdeckung der Drängeltische aus violettem Marienfelser Marmor, Beschriftungen aus plastischen Buchstaben, originale Uhr, originale Handläufe und umlaufend 3 m hohe Wandverkleidung aus Meißner Keramikplatten, in der Sperrenhalle Wandbild mit Stadtsilhouette des Kunstmalers Ricken, in der Gepäckannahme Schwanenbrunnen von Georg Türke, im ehem. Wartesaal 2. Klasse Marmorfußboden aus verschiedenen Formaten und Arten zusammengesetzt, Wandvertäfelung und Heizkörperverkleidungen, in der Wärmeverteilerstation sind nahezu alle Aggregate und Armaturen wie Manometer, Wärmetauscher, Stellventile, Schaltschrank, Gebläse und Ölbad-Wechselluftfilter erhalten (Bestandteile der Erstausstattung voll funktionstüchtig), Aufzugsanlage mit Pumpenstation, Akkumulatoren und Gepäckaufzügen ebenfalls original erhalten und voll funktionstüchtig. Bahnsteige mit Überdachungen und Unterführung: Bahnsteige genietete Metallkonstruktion, Schmetterlingsdach mit Innenentwässerung, zu den Bahnsteigen führen zwei getrennte Personentunnel, je Bahnsteig zwei Treppenanlagen mit Granitstufen, Wandbekleidung auch hier aus Meißner Keramikplatten, Eingangsbauwerke aus Stahl-Glas-Konstruktion, auf den Bahnsteigen kleine eingeschossige Gebäude über langgestrecktem rechteckigen Grundriss mit Aufenthalts- und Diensträumen, an den Enden polygonal ausgebildet, Fassaden aus Klinkern. Einfriedung (Nebenanlage): Abgrenzung zwischen Gleisanlagen und Straße, bestehend aus breiten Klinkerpfeilern mit eingearbeiteten Reklamevitrinen, Abdeckung und Sockel aus grünlichem Kunststein sowie eisernen Zaunfeldern aus vernietetem Flachstahl. Aufenthaltsgebäude: für Eisenbahner mit Aufenthaltsräumen, Küche und Speisesaal | 09231235 |
| Direkt Bild zu diesem Denkmal hochladen | Verwaltungsgebäude, ehemals Telegrafenmeisterei, Bahnmeisterei und Wohnungen in den Obergeschossen, heute zum Bahnhof gehörend | Am Bahnhof 2a (Karte)                                        | 1935–1936                                                   | Klinkerbau in gleicher Gestaltung wie das Bahnhofsensemble, von städtebaulichem, baugeschichtlichem und geschichtlichem Wert. Breit gelagerter (11 Achsen) dreigeschossiger Klinkerbau aus Reduktionsbrand- bzw. Flammziegeln u. a. im Märkischen Verband, Fassade dekoriert mit Zierklinkerverbänden, Kreuzblumen und leicht hervorstehenden Bändern, Risalit mit Eingang, dieser mit Grünstein eingefasst, Traufgesims aus grünlichem Kunststein, Tür und Fenster dem Original nachempfunden, teilweise mit originaler Vergitterung, schlankes, über alle Etagen durchgehendes Treppenhausfenster über dem Hauseingang, an der Rückseite im rechten Winkel eingeschossiger Flügel, Walmdach, gleiche Gestaltung wie das Bahnhofsensemble, zwei Kellergeschosse, der untere als Luftschutzkeller errichtet, im Erdgeschoss Werkstatträume, im 1. Obergeschoss Büroräume, im 2. Obergeschoss Wohnungen. | 09231236 |
| Direkt Bild zu diesem Denkmal hochladen | Ehem. Lagerhaus | Am Bahnhof 4 (Karte)                                         | 1890                                                        | Breit gelagerter Klinkerbau, typische Industriearchitektur der Jahrhundertwende in sehr gutem Originalzustand von bau- und industriegeschichtlicher Bedeutung. Bei dem Kulturdenkmal handelt es sich um ein zweigeschossiges, voll unterkellertes Lagerhaus mit 2 × 8 Achsen. Es wurde im Jahre 1890 durch den Zwickauer Baumeister Amandus Hermann August Höffner entworfen und unter dessen Leitung errichtet. Bauherr und Auftraggeber waren die beiden Zwickauer Kaufleute Karl Hermann Gräßer sen. und Karl Hermann Gräßer jun., Inhaber der Fa. J. B. Gräßer, Glasfabrik und Glaswarenhandlungen Gros. Ursprünglich befand sich im Gebäude auch eine Markthelferwohnung. Die Klinkerfassaden sind für einen derartigen Zweckbau recht ansprechend gestaltet. Das langgestreckte Gebäude ist durch eine Lisenengliederung in acht Achsen unterteilt, die rechte und die zweite von links sind mit einem Tor versehen. Ansonsten befinden sich im Erdgeschoss große sechsteilige Segmentbogenfenster mit gestaltenden Ziegelstürzen und Schlusssteinen. Die Fensteröffnungen im Obergeschoss sind gleich gestaltet, bestehen aber aus jeweils zwei zweiteiligen, gekoppelten Fenstern. Bedingt durch die Geländegegebenheiten besteht der Sockel aus einem Streifen Granitbossen und einem keilförmig verlaufenden Unterbau aus polygonalem Bruchsteinmauerwerk. Die Rückseite des Gebäudes stellt sich dreigeschossig dar, weil hier das Kellergeschoss ebenerdig zugängig ist. Im Inneren beschränkt sich der Denkmalwert auf die historische Tragwerkskonstruktion in Form von genieteten Stahlstützen und die Stahl/Holz Treppenanlage mit einem Geländer aus filigranen Gussstäben. Sanierung 2006. | 09231237 |
| Direkt Bild zu diesem Denkmal hochladen | Ehem. Bahnpostamt mit Hintergebäuden, Pförtnerhaus und Einfriedung, heute Verwaltungsgebäude der Post mit erhaltener Schalterhalle | Am Bahnhof 5 (Karte)                                         | 1934–36                                                     | Breit gelagertes, dreigeschossiges Gebäude mit Hartbrandklinkern, gleiche Gestaltung wie das Bahnhofsensemble, von städtebaulichem, baugeschichtlichem und baukünstlerischem Wert. Inschrift zwischen den beiden Eingangstüren: „Dieses / Gebäude / wurde im / August / des Jahres / 1934 / begonnen / und im / August / 1936 / dem Jahr / der Olym / pischen / Spiele dem / Verkehr übergeben.“, Grundsteinlegung im Oktober 1934, dreigeschossig, 11 × 2 Achsen, regelmäßig angeordnete, sprossengeteilte Rechteckfenster dem Original nachempfunden, im Erdgeschoss annähernd doppelt so hoch wie in den beiden Obergeschoss, Sockel rünsteinschichtmauerwerk, Fassade aus Reduktionsbrand- bzw. Flammziegeln, Eingang mittig mit Muschelkalkeinfassung, links kleiner Nebeneingang, strenge Gliederung, interessantes Spannungsverhältnis zwischen Wandöffnung und Fassade, originale Vergitterung der Fenster im Erdgeschoss, im Inneren Schalterhalle erhalten, charakteristisches Beispiel der Architektur des Dritten Reiches, über den Eingängen Ziervergitterung des großen Oberlichtes, mittig Wappen der Stadt Zwickau, Hintergebäude ein- bis zweigeschossig, in den Hintergebäuden ursprünglich Packkammer, Sanitärbereiche, Verladung, Garagen und Werkstätten, durch die Anordnung der Gebäude entsteht ein großzügiger Innenhof, links an das Hauptgebäude anschließend verklinkerte Torsäule, schmiedeeisernes Schlupftor, weitere Torsäule, schmiedeeisernes Einfahrtstor und verklinkerte Mauer, hinter der Mauer frei stehendes Pförtnerhaus, eingeschossiger, verklinkerter Bau. | 09231238 |
| Direkt Bild zu diesem Denkmal hochladen | Wohn- und Geschäftshaus in Ecklage in offener Bebauung | Am Bahnhof 7 (Karte)                                         | 1868                                                        | Putzbau nach Entwurf des Zwickauer Baumeisters Gotthilf Ludwig Möckel, überformt, von personengeschichtlicher, baugeschichtlicher und städtebaulicher Bedeutung. Dreigeschossiger Putzbau, ursprünglich mit Kontor und Lagerräumen im Erdgeschoss, baulich überformt, aber noch viele Details des Möckel-Baus erhalten, Ecke polygonal ausgebildet, an der Südseite links viergeschossiger Seitenrisalit mit angedeutetem Stufengiebel, an der Nordseite Treppenhausvorbau ebenfalls mit Giebelaufbau in Möckel'scher Manier, Bleiglasfenster im Treppenhaus, interessanter Holzvorbau als Eingangsüberdachung in Form einer Laube, wenige zurückhaltende Putz-Stuck-Dekorationen, Mansardwalmdach, Fensteröffnungen mit Segmentbögen, Gurt- und Fensterbankgesims, Zwischentür im Erdgeschoss erhalten, bezeichnet an der Hausecke „PO“ für Paul Oberländer in einem fenstergroßen Wappen aus der Umbauphase von 1916, falsche Fassadenfarbgebung verfremdet die architektonische Gestaltung. | 09231239 |
| Direkt Bild zu diesem Denkmal hochladen | Mietshaus in Ecklage in offener Bebauung | Bachstraße 16 (Karte)                                        | 1893                                                        | zeittypischer Klinkerbau von baugeschichtlichem Wert. Dreigeschossiger orangeroter Klinkerbau, frei stehend, 5 × 2 Fensterachsen, Fenster seitlich mit Profilklinkern stabförmig eingefasst, im Erdgeschoss Segmentbogenfenster, waagerechte Fensterverdachungen in den Obergeschossen, halbkreisförmige muschelartige Stuckfüllung im 1. Obergeschoss, im 2. Obergeschoss Engelsköpfe in der Segmentbogenfüllung, Schiefer gedecktes Mansardwalmdach, profiliertes Trauf- und Gurtgesims | 09230058 |
| Direkt Bild zu diesem Denkmal hochladen | Mietshaus in halboffener Bebauung | Bachstraße 28 (Karte)                                        | 1894                                                        | architektonisch anspruchsvoller Klinkerbau von städtebaulicher und baugeschichtlicher Bedeutung. Orangeroter Klinkerbau, dreigeschossig mit zwei viergeschossigen Seitenrisaliten, fünf Fensterachsen, die rechte mit gekoppeltem Fenster, profiliertes Gurt- und Sockelgesims, durchgängig Rechteckfenster, im Erdgeschoss angedeuteter Segmentbogen aus braunen und gelben Klinkern mit Schlussstein, im 1. Obergeschoss waagerechte Fensterverdachungen und Dreieckgiebelverdachungen im Bereich der Seitenrisalite, im 2. Obergeschoss genau umgekehrt, Gliederungselemente und Fenstereinfassungen aus Sandstein, Zierelemente aus Stuck, in den Dreiecksgiebeln Darstellung von Frauen- und Männerköpfen, polygonaler Bruchsteinsockel, Schieferdach, neue Fenster dem Original nachempfunden. | 09230059 |
| Direkt Bild zu diesem Denkmal hochladen | Mietshaus in Ecklage | Bachstraße 32 (Karte)                                        | bez. 1888                                                   | zeittypischer Putzbau von städtebaulicher und baugeschichtlicher Bedeutung. Dreigeschossiger Putzbau, Eckhaus über abgewinkeltem Grundriss, Straßenfront in drei Flächen aufgeteilt mit 3 × 4 × 3 Fensterachsen, vierachsiger Mittelteil mit zweiachsigem Dacherker flankiert von zwei massiven Gaupen, hier im Erdgeschoss Hauseingang, Erdgeschoss mit Putznutung, Eckbetonung durch Quaderputz, im Erdgeschoss angedeutete Segmentbogenöffnungen, im 1. Obergeschoss waagerechte und Segmentbogenfensterverdachungen, horizontale Gliederung durch Putzbänder und profilierte Gesimse, Dacherker mit Lisenengliederung, zwei Rundbogenfenstern, Dreieckgiebel und kleinem Obelisk als oberen Abschluss. | 09230060 |
| Direkt Bild zu diesem Denkmal hochladen | Sachgesamtheit Kreiskrankenstift, bestehend aus den Einzeldenkmalen: altes Kreiskrankenstift (Werdauer Straße 7 – Objekt 09231001), ehemaliges Bettenhaus (später Pavillon der Knappschafts- und Berufsgenossenschaft, heute Kammermusiksaal des Robert-Schumann-Konservatoriums und ehemaliges Laboratoriumsgebäude und Isolierhaus (heute Robert-Schumann-Konservatorium) – Stiftstraße 10 – Objekt 09231295) sowie ehemaliger Operationssaal und Kinder- und Männerstation (heute Markthalle – Bahnhofstr. 2f – Objekt 09230067) | Bahnhofstraße 2f (Karte)                                     | 1845–1906 (mehrere Bauabschnitte)                           | weitgehend original erhaltener Gebäudekomplex in der Innenstadt Zwickaus von großer stadtgeschichtlicher, sozialgeschichtlicher und baugeschichtlicher Bedeutung (siehe auch Einzeldenkmalliste unter den angegebenen Anschriften und Objektnummern). Beschreibung der Einzeldenkmale siehe Einzeldenkmalliste. | 09301853 |
| Direkt Bild zu diesem Denkmal hochladen | Einzeldenkmal o. g. Sachgesamtheit: Ehemaliges Zwickauer Krankenhaus mit Pavillon, Operationsabteilung sowie ehemaliger Kinder- und Männerstation, Wirkungsstätte Heinrich Brauns (siehe auch Sachgesamtheit 09301853), heute Markthalle | Bahnhofstraße 2f (Karte)                                     | 1896–1898 (ehem. Operationssaal sowie Kinder- und ???)      | bedeutendstes Gebäude des heute noch existierenden Baubestandes des ehemaligen Kreiskrankenstiftes, ältestes Krankenhaus der Stadt Zwickau, stadtgeschichtlich und baugeschichtlich von großer Bedeutung, heute Nutzung als Laden und Markthalle. Pavillon mit Operationsabteilung, Kinder- und Männerstation, Wirkungsstätte Heinrich Brauns, heute Innenhof überdacht, Unterbringung des Norma-Ladens | 09230067 |
| Direkt Bild zu diesem Denkmal hochladen | Mietshaus in Ecklage in geschlossener Bebauung | Bahnhofstraße 4 (Karte)                                      | 1898                                                        | mit Laden, aufwändiger Neorenaissancebau von großer städtebaulicher, baugeschichtlicher sowie baukünstlerischer Bedeutung (zugehörig Stiftstraße 1). 1996 umfassend saniert und teilweise restauriert, großstädtisches markantes Gebäude in Ecklage mit polygonaler Eckausbildung, großer Ladenfront mit segmentbogenförmigen Schaufenstern, zurückversetzten Eingängen, viergeschossiger Eckerker ab erstem Obergeschoss auf Konsolsteinen mit Löwenköpfen zunächst über rechteckigem Grundriss, dann polygonal fortgesetzt, fortgesetzt im Dachbereich auf rundem Grundriss mit Kegeldach, Blendgiebel, Dacherker mit Stufengiebeln (leicht vereinfacht) sowie Dacherker mit Volutengiebeln, Fassade reich dekoriert mit porphyrfarbenem Werkstein, Fassade weiß glasierte Ziegelverblender, Neorenaissanceornamentik bzw. neogotischer Ornamentik so z. B. Palmetten, Fensterbrüstungen mit eingestellten Balustern, Zweischneuß usw., unterschiedliche Fensterformate – Rechteckfenster und Segmentbogenfenster, teilweise gebundene Fenster, zwei polygonale Erker ab erstem Obergeschoss mit Balkonen im dritten Obergeschoss, künstlerisch anspruchsvoll gestaltete originale Haustür – zweiflügelig, Glaseinsätze mit Ziervergitterung, geschnitzte Blumenornamentik, Würfelfries, gedrehte Säule am Oberlicht sowie Sprossenteilung, in der Vorhalle originale Fliesen u. a. Ornamentfliesen sowie Stuckdecke bemalt, oberer Wandbereich mit Fries, Deckengemälde mit Darstellung von Kastanienbäumen geprägt durch Jugendstil, zweiläufige Treppe mit schmiedeeisernem Geländer, heute im Treppenauge Fahrstuhl, Wohnungstüren, Stuckdecken und Zimmertüren original erhalten. | 09230068 |
| Direkt Bild zu diesem Denkmal hochladen | Mietshaus in Ecklage in geschlossener Bebauung | Bahnhofstraße 5 (Karte)                                      | 1873                                                        | mit Laden, städtebaulich markanter Putzbau, 1927 überformt, von architekturhistorischer und städtebaulicher Bedeutung. | 09230069 |
| Direkt Bild zu diesem Denkmal hochladen | Mietshaus in geschlossener Bebauung | Bahnhofstraße 6 (Karte)                                      | bez. 1898 (unterhalb des Erkers)                            | mit Laden, aufwändig gestalteter neobarocker Putzbau von baukünstlerischem, städtebaulichem und baugeschichtlichem Wert. Viergeschossiger Putzbau, sechs Achsen, Putzquaderung und aufwendige Putzstuckdekorationen (Medaillons, Girlanden und auch Fischdarstellungen) der gesamten Fassade, Pilastergliederung, mittig angeordneter Hauseingang mit zweiflügeliger geschnitzter Haustür mit Glaseinsätzen und Ziervergitterungen sowie gesprosstem Oberlicht, über dem rundbogig abschließendem Hauseingang zweigeschossiger Erker auf annähernd ovalem Grundriss mit reichen Putz-Stuck-Dekorationen u. a. Putti und florale Ornamentik, darüber Balkon mit Steinbrüstung, diese reich dekoriert ebenfalls mit Putz-Stuck-Dekorationen floraler Natur sowie Wappen, zurückgesetzt in einer Nische die Balkontür, diese nischenartige Vertiefung wird gerahmt von einem reich dekorierten Blendgiebel, Fenster unterschiedlicher Formen – Segmentbogen- bzw. Rundbogenfenster, Fensterbrüstungen dekoriert teilweise mit Balustern, die Schaufensterfront verändert, im 1. Obergeschoss Dreieckgiebelfensterverdachungen, bezeichnet 1898 unterhalb des Erkers. | 09230070 |
| Direkt Bild zu diesem Denkmal hochladen | Wohn- und Geschäftshaus in geschlossener Bebauung sowie jüdischer Betsaal im Hintergebäude | Bahnhofstraße 8 (Karte)                                      | 1898                                                        | markantes Gebäude in Klinkermischbauweise von baukünstlerischem, baugeschichtlichem und städtebaulichem Wert. Erdgeschoss roter Klinkersockel sowie Sandsteinverkleidung, alle drei Obergeschoss mit weiß glasierten Ziegeln verblendet, Architekturgliederung Sandstein, teilweise Überschlaggesimse, Fensterbrüstungen mit floraler Ornamentik, Fenster teilweise zu Gruppen zusammengefasst und bekrönt von Blendbögen, weiterhin Kielbögen über den Fenstern, kleiner polygonaler Balkon vor dem Dacherker, Bekrönung des Dacherkers nicht vollständig erhalten, beiderseits des Dacherkers zwei Schleppgauben – vermutlich vereinfacht, Kranzgesims ebenfalls mit pflanzlichen Dekorationen versehen, Fenster und Haustür nicht original, baukünstlerisch hochwertige Fassadenausbildung, ursprünglich Sitz der Jüdischen Gemeinde, im Hintergebäude befand sich der jüdische Betsaal, heute noch erhalten mit anderer Nutzung. | 09230071 |
| Direkt Bild zu diesem Denkmal hochladen | Wohn- und Geschäftshaus in geschlossener Bebauung | Bahnhofstraße 10 (Karte)                                     | 1897                                                        | architektonisch anspruchsvoller Putzbau in sehr gutem Originalzustand von städtebaulichem, baugeschichtlichem und baukünstlerischem Wert. Viergeschossig, sechs Achsen, Erdgeschoss mit großer Ladenfront, diese vermutlich leicht verändert, große Toreinfahrt rundbogig mit Schlussstein und Kopfdarstellung sowie aufwändig gestaltetes schmiedeeisernes Tor, originale Haustür – ebenfalls mit Schnitzereien reich dekoriert, Glaseinsätzen, kräftigem Kämpfer mit Würfelfries, unterschiedliche Fensteranordnung und Fensterformate – Rechteckfenster, Korbbogen- und Rundbogenfenster, alle Fenster mit zeittypischer Sprossenteilung, über den Fenstern waagerechte Fensterverdachungen bzw. Dreieckgiebel- und Segmentbogenverdachungen, einachsiger Erker über zwei Etagen auf zwei Konsolsteinen, reiche Putz-Stuck-Dekoration der Fassade, Fensterbank- und Gurtgesims, am Kranzgesims Konsolfries und Bezeichnung: „1897“, Dacherker mit Pyramidenstumpf abschließend – vereinfacht, auch die Gauben vereinfacht. Bleiglasfenster im Treppenhaus mit Glasmalerei. | 09230072 |
| Direkt Bild zu diesem Denkmal hochladen | Mietshaus in geschlossener Bebauung | Bahnhofstraße 12 (Karte)                                     | 1889                                                        | architektonisch anspruchsvolles Gebäude in sehr gutem Originalzustand von großer baugeschichtlicher, baukünstlerischer und städtebaulicher Bedeutung. Viergeschossig, sieben Achsen, Erdgeschoss und 1. Obergeschoss mit Sandsteinverkleidung, im Erdgeschoss Rundbogenfenster, mittig angeordneter Hauseingang – ebenfalls rundbogig abschließend mit originaler Haustür, am Kämpfer kleiner Konsolfries, Haustür mit Glaseinsätzen, seitlich große Tordurchfahrt mit zweiflügeligem Holztor und Ziervergitterung, großem rundbogigem Oberlicht, am Kämpfer ebenfalls Konsolfries, über der Tür Schlussstein mit Kopfdarstellung eines bärtigen Mannes, in der Mitte des Hauses einachsiger Erker über zwei Geschosse auf großen Konsolsteinen, an der Fensterbrüstung im zweiten Obergeschoss bezeichnet 1898, schlichtere profilierte Natursteingewände, Fenster bis zum 3. Obergeschoss alle original erhalten, lediglich im 4. Obergeschoss nicht vorbildgerecht erneuert sowie im Erdgeschoss in der rechten Haushälfte, Konsolfries am Kranzgesims, sechs kleine Gauben mit Satteldächern, mittig angeordneter Dacherker verändert, im Treppenhaus Bleiglasfenster mit Butzenscheiben erhalten, in der Ziervergitterung der Haustür bezeichnet AS. | 09230073 |
|                                         | Wohn- und Geschäftshaus in geschlossener Bebauung | Bahnhofstraße 14 (Karte)                                     | 1907                                                        | markanter Jugendstilbau in sehr gutem Originalzustand von großer baukünstlerischer, baugeschichtlicher und städtebaulicher Bedeutung. Breit gelagerter viergeschossiger Putzbau mit acht Fensterachsen, mittig angeordneter Erker über rechteckigem Grundriss über drei Etagen ab erstem Obergeschoss, im dritten Obergeschoss Erker mit Zierfachwerk, im Erdgeschoss Ladenfront aufwändig gestaltet, teilweise mit Putzquaderung, Putz-Stuck-Dekorationen mit Köpfen und Blattwerk, rundbogige Schaufenster, seitlich Tordurchfahrt mit angedeutetem Oberlicht mit Steingliederung und schmiedeeisernem Gitter, die Fenster des Gebäudes alle mit gesprossten Oberlichtern, in den Oberlichtern Farbglasscheiben, Fenster nicht vorbildgerecht erneuert, nur annähernd dem Vorbild entsprechend, schlichte Putz-Stuck-Dekorationen über der Ladentür bezeichnet 1994 für die Zeit der Sanierung, im Dachbereich leicht verändert, die Oberlichtfenster der Tordurchfahrt und des Ladeneingangs mit Bleiglasfenstern. | 09230074 |
| Direkt Bild zu diesem Denkmal hochladen | Wohn- und Geschäftshaus in Ecklage und geschlossener Bebauung | Bahnhofstraße 16 (Karte)                                     | 1907                                                        | markanter, architektonisch anspruchsvoller Putzbau in sehr gutem Originalzustand von baukünstlerischem, baugeschichtlichem und städtebaulichem Wert (zugehörig: Lutherstraße 2) markanter Eckbau mit polygonaler Eckausbildung, dort Laden, im Erdgeschoss Fenster und Türen mit Korbbögen bzw. Rundbögen abschließend, die Fassade belebt durch Erker über rechteckigem Grundriss über drei Geschosse ab erstem Obergeschoss, im oberen Bereich der Erker Zierfachwerk, an einen der Erker anschließend Loggien mit Säulen bzw. Pfeilern und Bögen, alle Fenster mit sprossengeteilten Oberlichtern und Farbglasscheiben in den Oberlichtern, Fenster vereinfacht, weiterhin erkerartiger Vorsprung in der Seitenstraße, dieser ebenfalls mit Zierfachwerk, Blendgiebel mit zurückhaltender Putz-Stuck-Dekoration, Fenster vorwiegend Rechteckfenster unterschiedlicher Formate und Anordnungen, teilweise als Drillingsfenster zusammengefasst mit gemeinsamer Sohlbank sowie Rundbogenfenster, am Dacherker bezeichnet 1907, Schleppgauben | 09230075 |
| Direkt Bild zu diesem Denkmal hochladen | Wohn- und Geschäftshaus in Ecklage in geschlossener Bebauung | Bahnhofstraße 17a (Karte)                                    | um 1910                                                     | städtebaulich markanter Putzbau mit anspruchsvoller Fassadengestaltung von baukünstlerischem, baugeschichtlichem und städtebaulichem Wert. Viergeschossiges Gebäude mit polygonaler bzw. halbrund ausgebildeter Ecke, zwei Erker über drei Geschosse auf segmentförmigem Grundriss bzw. polygonalem Grundriss mit Putz-Stuck-Dekorationen, aufwändiger Dacherker –vierachsig ebenfalls mit Putz-Stuck-Dekorationen und volutenartigem Abschluss, im Erdgeschoss Putzquaderung, großflächige Schaufenster mit Rundbogenabschluss, originale Haustür mit geschweiftem Kämpfer und gesprosstem Oberlicht. | 09230076 |
| Direkt Bild zu diesem Denkmal hochladen | Mietshaus mit Gaststätte in Ecklage in geschlossener Bebauung | Bahnhofstraße 18 (Karte)                                     | 1907                                                        | zeittypischer Putzbau mit repräsentativer Fassadenausbildung in sehr gutem Originalzustand von baugeschichtlichem, baukünstlerischem und städtebaulichem Wert. Viergeschossiger Putzbau mit polygonaler Eckausbildung, Eckerker ab erstem Obergeschoss auf rechteckigem Grundriss in das Dachgeschoss hineinreichend, an der Straßenfassade zur Bahnhofstraße weiterer Erker über drei Geschosse auf rechteckigem Grundriss verbunden mit Loggien mit Eisengittergeländern, unterschiedliche Fensterformate, vorwiegend Rechteckfenster, im Erdgeschoss Rundbogenfenster, ursprünglich sprossengeteilte Oberlichter, diese in den neuen Fenstern mit innenliegenden Sprossen, zurückhaltende Fassadendekoration mit abstrahierten Putz-Stuck-Dekorationen, Mansardwalmdach. | 09230077 |
| Direkt Bild zu diesem Denkmal hochladen | Mietshaus einer Dreierhausgruppe in geschlossener Bebauung (zugehörig Nr. 21b und 21c) | Bahnhofstraße 21 (Karte)                                     | 1892                                                        | mit Laden, Klinkerbau in zeittypischer Gestaltung von baugeschichtlichem und städtebaulichem Wert. Viergeschossig, fünf Achsen zur Straßenseite, Seitenrisalit, einfache Fassadengestaltung im Erdgeschoss, Schaufensterfront und Fassade vereinfacht, originale Haustür mit Ziervergitterung, Obergeschoss traditionelle Fenstergewände Sandstein mit Dreieckgiebelverdachung sowie waagerechter Fensterverdachung, Dach vereinfacht, Mansarddach, nachträgliche Balkonanbauten in angepasster Bauweise. | 09230078 |
| Direkt Bild zu diesem Denkmal hochladen | Mietshaus in geschlossener Bebauung, Mittelhaus einer Dreierhausgruppe (zugehörig Nr. 21 und 21c) | Bahnhofstraße 21b (Karte)                                    | 1894                                                        | mit Laden, zeittypisches Gebäude in Klinkermischbauweise in sehr gutem Originalzustand von baugeschichtlichem und städtebaulichem Wert. Erdgeschoss Sandsteinverkleidung, Obergeschosse roter Klinker, Mittelrisalit mit repräsentativem Eingang, Schlussstein mit Kopf eines bärtige Mannes dekoriert, darüber Balkon mit Eisengeländer, auch im zweiten Obergeschoss kleinerer Balkon, Fenster mit Natursteineinfassung sowie waagerechter Fensterverdachung, teilweise auch Dreieckgiebel- und Segmentbogenverdachung, verkröpftes Gurtgesims sowie Fensterbankgesimse, Dachbereich vereinfacht. | 09230079 |
| Direkt Bild zu diesem Denkmal hochladen | Mietshaus in geschlossener Bebauung, Teil einer Dreierhausgruppe (zugehörig Nr. 21 und 21b) | Bahnhofstraße 21c (Karte)                                    | 1891                                                        | mit Laden, traditioneller Klinkerbau, identisch mit Nummer 21, von städtebaulichem und baugeschichtlichem Wert. gleiche Gestaltung wie die Nummer 21, im Erdgeschoss Putzquaderungen, allerdings auch leicht verändert, Obergeschosse orangeroter Klinker, Fenstereinfassungen und Fensterverdachungen Sandstein, Dachbereich vereinfacht. | 09230080 |
|                                         | Mietshaus mit Pfarramt der Lutherkirche | Bahnhofstraße 22 (Karte)                                     | 1864                                                        | dreigeschossiger zeittypischer Putzbau, zur ursprünglichen Bebauung der Bahnhofstraße gehörend mit Pfarramt der Lutherkirche, dreigeschossig, Erdgeschoss nachträglich eingebaute Ladenfront mit großen Rechteckschaufenstern mit sprossengeteilten Oberlichtern, vermutlich um 1910, seitlich Hauseingang mit Segmentbogen abschließend, Gurtgesims und Fensterbankgesims, beide Obergeschoss sechs Achsen Segmentbogenfensteröffnungen, Natursteinfenstereinfassung der Fenster, im ersten Obergeschoss waagerechte Fensterverdachung sowie Verdachung mit Dreiecksgiebeln, Sohlbänke vorkragend auf volutenartigen Konsolsteinen, einfache Putzgliederung, Satteldach | 09230081 |
| Direkt Bild zu diesem Denkmal hochladen | Mietshaus | Bahnhofstraße 23 (Karte)                                     | 1863                                                        | schlichtes Mietshaus von städtebaulichem Wert. Haus nicht denkmalgerecht saniert, Fenster, Türen, Fußbodenbeläge, Putz Dachbereich. | 09230082 |
| Direkt Bild zu diesem Denkmal hochladen | Doppelmietshaus in geschlossener Bebauung | Bahnhofstraße 28; 28a (Karte)                                | 1894                                                        | original erhaltener Putzbau von baugeschichtlichem und städtebaulichem Wert. Dreigeschossiges breit gelagertes aus zwei Häusern bestehendes Gebäude, beide Gebäude identisch gestaltet, beide mit seitlichen Hauseingängen und original erhaltenen Haustüren mit Ziervergitterungen, Bossenquaderung im Erdgeschoss, erkerartige Vorsprünge sowie Erker ab erstem Obergeschoss über rechteckigem bzw. polygonalem Grundriss, zeittypische Putz-Stuck-Dekoration, profilierte Fenstereinfassungen mit waagerechter Verdachung, Rundbogenfenstern, Bekrönung fehlt, in den Oberlichtfenstern über den Türen Hausnummern, Beschriftung original erhalten, Dachbereich verändert, zweiachsiger Dacherker mit Zwillingsfenstern. | 09230083 |
| Direkt Bild zu diesem Denkmal hochladen | Mietshaus in geschlossener Bebauung und Gedenkstein für Hermann Max Pechstein (Ehrenbürger der Stadt Zwickau) | Bahnhofstraße 36 (Karte)                                     | 1857                                                        | mit Laden, personengeschichtlich bedeutsames Gebäude, Geburtshaus des Malers und Grafikers Max Pechstein. Geburtshaus des Zwickauer Künstlers Max Pechstein. Es wurde im Jahre 1857 durch den Zwickauer Baumeister C. Schubert entworfen und unter dessen Leitung errichtet. Im Erdgeschoss befinden sich zwei Ladengeschäfte und eine Durchfahrt. Links neben der Durchfahrt ist eine Gedenktafel angebracht. | 09230085 |
| Direkt Bild zu diesem Denkmal hochladen | Mietshaus in geschlossener Bebauung, ehemals Wohnhaus des Gelbgießers Wilhelm Kiele | Bahnhofstraße 47 (Karte)                                     | 1867 errichtet                                              | baukünstlerisch anspruchsvolles Wohnhaus von baugeschichtlicher und personengeschichtlicher Bedeutung. Eichenhaustor mit geschnitzter Eule. | 09230087 |
| Direkt Bild zu diesem Denkmal hochladen | Heute Pension mit Gaststätte, ursprünglich Hotel mit Gaststätte | Bahnhofstraße 51 (Karte)                                     | 1867 errichtet                                              | originaler Putzbau mit filigraner Putz-Stuck-Dekoration von baugeschichtlichem, baukünstlerischem und städtebaulichem Wert. 5 × 8 Achsen, dreigeschossig, Putzfassade, Ecke rund ausgebildet, Fenster vertikal zu Gruppen zusammengefasst mit Putz-Stuck-Einfassungen sowie filigranen Putz-Stuck-Dekorationen, floralen Ornamenten, über dem Hauseingang Darstellung eines Uhus als Sinnbild der Gaststättenbezeichnung, Dachbereich verändert. | 09230088 |
| Direkt Bild zu diesem Denkmal hochladen | Feste Ausstattung der Hotelgaststätte sowie des Eingangsbereiches des Hotels | Bahnhofstraße 58 (Karte)                                     | 1928 (Ausstattung der Vorhalle)                             | original erhaltene Ausstattung aus der Umbauzeit 1928 von künstlerischem und geschichtlichem Wert. Das Hotel wurde 1868 als Schankwirtschaft und Wohnhaus gebaut und gehörte zur frühen Bebauung der Bahnhofsvorstadt. 1911 kaufte Paul Huhndorf die Gastwirtschaft. Seitdem befindet sich das zum Hotel umgebaute Gebäude im Familienbesitz.1912 erfolgte eine 1. Modernisierung, 1928 wurde die heutige Innenausstattung eingebaut und das Gebäude aufgestockt. Durch eine Reko-Maßnahme im Jahr 1966 wurde die Fassade geglättet und das Dachgeschoss ausgebaut. Damit kommt dem Gebäude selbst kein Denkmalwert mehr zu. Die Ausstattung blieb jedoch unverändert erhalten. 1992 erfolgte eine komplette Sanierung des Hauses unter Beibehaltung der Ausstattung von 1928 in der Vorhalle und den Gasträumen im Erdgeschoss. Ausstattung Vorhalle: ockerfarbene Marmorverkleidung der Wände, kaminartige Heizungsverkleidung, Marmorfußböden, Pendeltüren und Haustür mit Glaseinsätzen und teilweise mit Glasätzungen (Inschriften), geschmiedeter Handlauf. Ausstattung Gastraum: Holzvertäfelung der Wände, evtl. von Möbel Bauer, Wanduhr vermutlich Uhren-Hahn, Pendeltüren mit Glaseinsätzen und geätzten Inschriften, Bleiglasfenster zwischen Rezeption und Gastraum, Parkettfußböden, Stuckdecken. | 09300828 |
| Direkt Bild zu diesem Denkmal hochladen | Mietshaus in geschlossener Bebauung | Bahnhofstraße 60 (Karte)                                     | 1888                                                        | mit Laden, breit gelagerter Klinkerbau von baugeschichtlichem und städtebaulichem Wert. Viergeschossig, acht Achsen, Erdgeschoss Laden – Reste davon original, seitlich Toreinfahrt mit Rundbogen abschließend, schmiedeeisernes Gitter, Gurtgesims – Naturstein, Sandstein sowie weitere Sandsteingliederungen, ansonsten roter Klinker, einfache Rechteckfenster mit Schlusssteinen, diese Schlusssteine dekoriert mit Löwenköpfen bzw. weiblichen Köpfen, teilweise waagerechte Fensterverdachungen auf volutenartigen Konsolsteinen, ebenso vorkragende Sohlbänke, ansonsten schlichte Fassadenausbildung. | 09230089 |
| Direkt Bild zu diesem Denkmal hochladen | Ehemaliges Beamtenwohnhaus I der königlich sächsischen Staatseisenbahn, später Reichsbahnamt, dann Verwaltungsgebäude | Bahnhofstraße 69 (Karte)                                     | 1890                                                        | markanter, städtebaulich dominanter Putzbau in Bahnhofsnähe von stadtgeschichtlicher, verkehrsgeschichtlicher und städtebaulicher Bedeutung. Breit lagernder Putzbau, Mittelflügel dreigeschossig mit elf Achsen, zwei Seitenflügel viergeschossig mit jeweils fünf Achsen, flach geneigte Walm- bzw. Satteldächer, im Erdgeschoss Rundbogenfenster, ansonsten regelmäßig angeordnete Rechteckfenster, im 1. Obergeschoss mit waagerechter Fensterverdachung bzw. Dreieckgiebelverdachung, Hauseingang mittig, Gurtgesims zwischen Erdgeschoss und 1. Obergeschoss sowie zwischen 3. und 4. Obergeschoss an den Seitenflügeln, Fassade vereinfacht. | 09301978 |
| Direkt Bild zu diesem Denkmal hochladen | Wohnhaus in offener Bebauung | Brunnenstraße 1 (Karte)                                      | 1876                                                        | eines der wenigen original erhaltenen Zeugnisse dieser Bauzeit, von großer baugeschichtlicher und baukünstlerischer Bedeutung. Zweigeschossiger Putzbau mit Mittelrisalit, sechs Achsen, Mittelrisalit zweiachsig, zweiachsiger Dacherker mit Dreieckgiebel mit kleinem Medaillon, Dacherker flankiert von zwei Gauben mit Satteldach, Erdgeschoss des Hauses Putznutung, verkröpftes Gurtgesims, Obergeschoss Lisenen mit Putznutung, waagerechte Fensterverdachungen bzw. Dreieckgiebelverdachung, zeittypische Putz-Stuck-Ornamentik, Satteldach. | 09230099 |
| Weitere Bilder                          | Lutherkirche mit Ausstattung und umgebender Grünanlage mit gepflasterter Zufahrt sowie Denkmal für die Gefallenen beider Weltkriege | Brunnenstraße 24 (Karte)                                     | 1902–1906                                                   | markantestes Bauwerk der Zwickauer Bahnhofsvorstadt, einer der bedeutendsten Bauten aus der Zeit des Jugendstils im Zwickauer Raum 44 m langer und 30 m breiter, monumentaler Ziegelbau mit äußerer Sandsteinverkleidung und einer Vielzahl schmückender Tier- und Pflanzendarstellungen im Jugendstil nach Entwurf der Dresdner Architekten Rudolf Schilling und Julius Graebner; vorwiegend Dresdner Künstler gestalteten den Schmuck der Kirche. Der 65 m hohe Turm mit auf halber Höhe mit umlaufender Galerie und aufgesetztem, 6 m hohem, vergoldetem Kreuz ist mit überlebensgroßen Figuren der vier Evangelisten verziert. Bemerkenswert sind das Hauptportal mit überlebensgroßen Sandsteinfiguren des Apostels Paulus und des Reformators Martin Luther (nach Modellen von Bildhauer Friedrich Offermann ausgeführt durch die Werkstatt Zehme & Pietsch), sowie das Sandsteinrelief mit Martin Luther, wie er 1522 vom Zwickauer Rathausaltan predigt (ausgeführt durch Gustav Walther nach dem Modell des Bildhauers Heinrich Wedemeyer). Das wertvolle Altarbild schuf 1905 der Maler Fritz von Uhde, es zeigt Jesus einen Kellerraum betretend und die dort Befindlichen segnend und sie umwerbend, in das Licht der Sonne und der Freiheit hinauszutreten. Die Glasgemälde lieferten die Dresdner Werkstätten Hofmann, Gebr. Liebert und Urban. Das Kirchenschiff ist innen 22 m lang, 14 m breit und 18 m hoch. Etwa 850 Menschen finden hier einen Sitzplatz. Auf der Nordseite befindet sich ein 3,5 m breites Seitenschiff mit Empore (150 Sitzplätze), auf der Südseite ein 2,5 m breites ohne Empore. Das Tonnengewölbe aus Stahlbeton führte die Berliner Bauunternehmung Boswau & Knauer aus. Die beiden Wandbilder „Die vier Evangelisten“ stammen von dem Dresdner Maler Paul Rößler, die Engel aus Gips neben dem Altar von August Schreitmüller und die in der Gießerei Milde & Co. ausgeführten Bronzereliefs von Bildhauer Hans Hartmann-McLean. Außerdem sind erwähnenswert die übrigen Bildhauerarbeiten an der Fassade von Johann Brodt, der Altar der Sakristei von Gebr. Kästner und Wesche & Ramcke, das Altargerät von Otto Wege und die Orgel von Gebr. Jehmlich, sämtlich aus Zwickau. Die drei stählernen Glocken läuten – maschinell betrieben – im Klang gis-h-d, sind 4,0 und 2,25 sowie 1,5 Tonnen schwer und wurden vom Bochumer Verein gegossen. Das Denkmal für die Gefallenen beider Weltkriege besitzt einen einfachen Steinsockel mit der Inschrift „Die Toten zweier Weltkriege mahnen“ und als Bekrönung eine Art Feuerschale. | 09230101 |
| Direkt Bild zu diesem Denkmal hochladen | Wohnhaus in Ecklage in halboffener Bebauung | Brunnenstraße 25 (Karte)                                     | 1859                                                        | neogotischer Putzbau in hervorragendem Originalzustand von großer baugeschichtlicher Bedeutung. Zweigeschossig, fünf Achsen, Mittelrisalit mit zurückversetztem Hauseingang, zweiflügelige Haustür mit neogotischem Zierrat u. a. Zweischneuß, Nischen, Überschlaggesimse über Fenstern und Haustür, Segmentbogen- bzw. Rechteckfenster, verkröpftes Fensterbankgesims zwischen Erdgeschoss und Obergeschoss, Putznutung im Erdgeschoss, unter den Fenstern im Erdgeschoss Putz-Stuck-Dekorationen in neogotischer Formensprache, dekoriertes Kranzgesims, dreiachsige Flügelbau in der Helene-Heymann-Straße, reich dekorierter Giebel, Satteldach, zweiachsiger Dacherker mit Satteldach. | 09230100 |
| Direkt Bild zu diesem Denkmal hochladen | Mietshaus in Ecklage in halboffener Bebauung | Brunnenstraße 33 (Karte)                                     | 1899                                                        | mit Laden, viergeschossiger, städtebaulich markanter Klinkerbau in gutem Originalzustand. Viergeschossig, Ecke polygonal ausgebildet mit Eckrisalit und Laden, orangegelber Klinker, Werkstein – Fassadendekoration u. a. profilierte Gewände und waagerechte Fensterverdachungen sowie Verdachungen mit Segmentbögen, der Aufbau an der Ecke reduziert ebenso der Traufbereich, leer stehend 2004 | 09230102 |
| Direkt Bild zu diesem Denkmal hochladen | Mietshaus in geschlossener Bebauung (siehe auch Carolastraße 4 und 6) | Carolastraße 2 (Karte)                                       | 1888                                                        | zeittypisches Gebäude in Klinkermischbauweise von baugeschichtlichem und städtebaulichem Wert. Dreigeschossig, fünf Achsen, ausgebautes Dachgeschoss, Erdgeschoss Putz teilweise mit Putzquaderung, profiliertes Gurtgesims, Obergeschosse roter Klinker mit orangerotem Klinker dekoriert sowie blau glasierten Ziegelflächen an den Fensterbrüstungen, gleiche Gestaltung Mansardgeschoss, Fenster und Türen entstellend verändert. | 09248138 |
| Direkt Bild zu diesem Denkmal hochladen | Mietshaus in Ecklage in geschlossener Bebauung | Carolastraße 2a (Karte)                                      | 1886                                                        | mit Laden, zeittypischer Klinkerbau mit leicht verändertem Erdgeschoss von städtebaulichem und baugeschichtlichem Wert. Dreigeschossig, Ecke viergeschossig, polygonale Eckausbildung, in der Ecke Laden, Eckrisalit, Sockel Putzquaderung, Erdgeschoss neue Klinker, Obergeschosse orangeroter und gelblicher Klinker mit Sandsteineinfassungen, Sandsteinfenstergewänden und Verdachungen sowie Zierelementen, Gauben verändert. | 09230103 |
| Direkt Bild zu diesem Denkmal hochladen | Mietshaus in geschlossener Bebauung | Carolastraße 4 (Karte)                                       | 1888                                                        | (siehe auch Carolastraße 2 und 6) zeittypisches Gebäude in Klinkermischbauweise von baugeschichtlichem und städtebaulichem Wert. Dreigeschossig, fünf Achsen, ausgebautes Dachgeschoss, Erdgeschoss Putz teilweise mit Putzquaderung, profiliertes Gurtgesims, Obergeschosse roter Klinker mit orangerotem Klinker dekoriert sowie blau glasierten Ziegelflächen an den Fensterbrüstungen, ebenso ist auch das Mansardgeschoss ausgebildet, Fenster und Türen entstellend verändert, im Erdgeschoss die Putzgliederung verändert. | 09248139 |
| Direkt Bild zu diesem Denkmal hochladen | Mietshaus in geschlossener Bebauung | Carolastraße 6 (Karte)                                       | 1888                                                        | Teil einer Dreierhausgruppe (siehe auch Carolastraße 2 und 4), qualitätvolles Wohnhaus in Klinkermischbauweise. Viergeschossig, fünf Achsen, Rechteckfenster im Erdgeschoss, im Obergeschoss Segmentbogenfenster, Erdgeschoss Putz mit Nutung und Quaderung, Hauseingang zurückgesetzt, originale zweiflügelige Haustür mit Oberlicht, Obergeschoss roter Klinker und gelbe Klinkerornamente, Fenster nicht original, ansonsten guter Originalzustand, baugeschichtlicher Wert. | 09231778 |
| Direkt Bild zu diesem Denkmal hochladen | Mietshaus in geschlossener Bebauung | Carolastraße 10 (Karte)                                      | 1888                                                        | architektonisch anspruchsvoll gestalteter Putzbau in sehr gutem Originalzustand von städtebaulichem und baugeschichtlichem Wert. Dreigeschossig mit ausgebautem Dachgeschoss, Putzfassade, im Erdgeschoss mit Putzquaderung, profiliertes Gurtgesims, Obergeschosse mit aufwändig profilierten Fenstereinfassungen sowie Fensterverdachungen mit waagerechtem Gebälk bzw. Segmentbogenverdachung, die Fensterbrüstungen teilweise mit Balustern verziert, originale zweiflügelige Haustür mit Glaseinsätzen und Diamantquadern besetzt, im Erdgeschoss Rechteckfenster, beide Obergeschoss Segmentbogenfenster, Mansardgeschoss Rundbogenfenster, dort zierliche Putzfelder mit Putzstuckrahmung. | 09230104 |
| Direkt Bild zu diesem Denkmal hochladen | Mietshaus in halboffener Bebauung, Teil eines Doppelmietshauses (zugehörig Stiftstraße 15) | Carolastraße 11 (Karte)                                      | 1912                                                        | zeittypischer, filigran dekorierter Putzbau in sehr gutem Originalzustand, von baugeschichtlichem und städtebaulichem Wert. Über annähernd quadratischem Grundriss errichteter dreigeschossiger Putzbau, mittig leicht vorspringender Erker über zwei Etagen – einachsig, Erker dekoriert mit zeittypischen Putz-Stuck-Dekorationen mit abstrahierten Pflanzenornamenten, Fenster dem Original nachempfunden mit gesprossten Oberlichtern aber keiner originalen Profilierung, einachsiger Dacherker mit volutenartigem Abschluss, ebenfalls mit filigraner Putz-Stuck-Dekoration. | 09230105 |
| Direkt Bild zu diesem Denkmal hochladen | Mietshaus in Ecklage in geschlossener Bebauung | Carolastraße 12 (Karte)                                      | 1890                                                        | markantes, architektonisch anspruchsvolles Wohngebäude in Klinkermischbauweise von großer städtebaulicher sowie baugeschichtlicher Bedeutung. Singuläre Gestaltung, viergeschossig, im Erdgeschoss: bossierte Kunststeine, Korbbogenfensteröffnungen sowie mittig angeordnete Toreinfahrt – ebenfalls mit Korbbogen abschließend, Schlusssteine mit Köpfen besetzt (weiblichen und männlichen bärtigen Köpfen), sehr gute Nachbildung der Originalfenster sowie des Tores, Obergeschoss: gelber Klinker, die Fenstereinfassungen und Fassadendekoration mit Kunststein- oder Natursteinplatten mit farbiger Marmorierung, Dreieckgiebelverdachungen im ersten Obergeschoss, zweites Obergeschoss Fenstereinfassungen mit Ohrung bekrönt von Masken, ebenfalls ausgebautes Mansardgeschoss, bezeichnet am Mittelrisalit mit der Initiale „CR“, im ersten Obergeschoss kleiner Balkon auf segmentbogenförmigem Grundriss, Haustüren und Wohnungstüren mit originalen Glasätzungen, ebenso im Erdgeschoss originale Windfangtür, zweiflügelig mit hohem Oberlicht und Glaseinsätzen, teilweise noch mit Glasätzungen. | 09230106 |
| Direkt Bild zu diesem Denkmal hochladen | Mietshaus in geschlossener Bebauung | Carolastraße 14 (Karte)                                      | 1894                                                        | traditionelles Gebäude in Klinkermischbauweise in sehr gutem Originalzustand von städtebaulichem und baugeschichtlichem Wert. Viergeschossig, fünf Achsen, Sockel Polygonmauerwerk Porphyrtuff, Erdgeschoss Putznutung, Eingang zurückversetzt mit Stufen, Obergeschoss roter Klinker Werkstein, Fenstereinfassungen und Verdachungen im ersten Obergeschoss, Halterungen für die Balkonkästen aus Schmiedeeisen, traditionelle Gestaltung, traditionelle Putz-Stuck-Dekoration, am Kranzgesims kleine Hängeplatten. | 09230107 |
| Direkt Bild zu diesem Denkmal hochladen | Mietshaus in geschlossener Bebauung | Carolastraße 20 (Karte)                                      | 1896                                                        | aufwändig gegliederter Putzbau in sehr gutem Originalzustand von baukünstlerischem, baugeschichtlichem und städtebaulichem Wert. Historismusfassade in anspruchsvoller Gestaltung, fünf Achsen, viergeschossig, Erdgeschoss Putznutung, Eingang leicht zurückversetzt mit originaler zweiflügeliger Haustür mit Glaseinsätzen und Ziervergitterung, Obergeschosse mit Putzbändern und profilierten Gurtgesimsen und Mäanderfries dekoriert, Kranzgesims mit Konsolfries, Fensterverdachungen durch waagerechtes Gebälk, Dreieckgiebel und Segmentbögen, mittig angeordnet im ersten und zweiten Obergeschoss Balkone mit Steinbrüstungen auf großen Konsolsteinen, ebenfalls die Fensterbrüstungen im ersten Obergeschoss mit Balustern versehen, Gauben verändert. | 09230108 |
| Direkt Bild zu diesem Denkmal hochladen | Mietshaus in halboffener Bebauung, Teil eines Doppelmietshauses (mit Nr. 23) | Carolastraße 21 (Karte)                                      | 1906                                                        | mit umfangreicher bauzeitlicher Ausstattung, zeittypischer Putzbau von baugeschichtlichem und städtebaulichem Wert. Ziegelmauerwerk verputzt, an der Ecke und der Fassade leicht vorkragende Erker über segmentbogenförmigem Grundriss, Fenster in unterschiedlichen Formaten, teilweise schmale Fenster bzw. Rechteckfenster seitlich angeordnet, Hauseingang leicht zurückversetzt, sehr hoch, mit gesprosstem Oberlicht, im Inneren originale Wohnungseingangstür, kein Foto wegen Sanierung, bauzeitliche Wohnungseingangs-, Windfang- und Zimmertüren, 1 originaler Kachelofen, schönes schmiedeeisernes Treppengeländer und Reste der originalen Treppenhausfassung. | 09231397 |
| Direkt Bild zu diesem Denkmal hochladen | Mietshaus in halboffener Bebauung, Teil eines Doppelmietshauses (mit Nr. 21) | Carolastraße 23 (Karte)                                      | 1907                                                        | zeittypischer Putzbau mit originaler Innenausstattung von baugeschichtlichem und städtebaulichem Wert. Dreigeschossiger Putzbau, Hauseingang seitlich, schlichte und leicht veränderte Fassade, im Inneren qualitätvolle Innenausstattung erhalten: Wohnungstüren, Zimmertüren, einige Kachelöfen. Die Wohnungen sind große mit geräumigen Fluren. Die Zimmer der Straßenseite bilden jeweils Enfilade. | 09302851 |
| Direkt Bild zu diesem Denkmal hochladen | Mietshaus in geschlossener Bebauung | Carolastraße 24 (Karte)                                      | 1898                                                        | mit Laden, architektonisch anspruchsvoller Putzbau in sehr gutem Originalzustand von baukünstlerischem, baugeschichtlichem und städtebaulichem Wert. Breit gelagerter Putzbau, sieben Achsen, viergeschossig, Erdgeschoss Putzquaderung, seitlich angeordnete Tordurchfahrt, rundbogig, zweiflügelig mit Oberlicht mit originaler Tür, Geschäftsetage mit Laden und Ladentür sowie großen Fenstern (vermutlich ehemalige Werkstatt mit Laden), Obergeschosse Glattputz, Fenstergewände mit Ohrung mit neobarocken Formelementen u. a. geschweiften Fensterverdachungen, Dreieckgiebelverdachungen und Verdachung durch waagerechtes Gebälk, mittig angeordnete Balkone im ersten und zweiten Obergeschoss, im ersten Obergeschoss auf volutenartigen Konsolsteinen mit Akanthusblättern und Köpfen versehen, das Geländer als durchbrochene Steinbalustrade ausgebildet, im zweiten Obergeschoss ebenfalls Balkon auf großen volutenartigen Konsolsteinen mit schmiedeeisernem geschweiften Geländer, weitere Putz-Stuck-Dekorationen, Tordurchfahrt mit Terrazzoboden und der Inschrift „Salve“ dazu Kreuzgratgewölbe mit Gurtbögen, vorgelagerten Pilastern in der Tordurchfahrt, Hoftür ebenfalls original erhalten sowie Zwischentür, diese mit Glasätzungen, im Treppenhaus originale Fliesen aus der Erbauungszeit, zweiläufige gewendelte Treppe zumindest im Erdgeschoss, in den Obergeschoss zweiläufige Treppe gerade, schmiedeeisernes Treppengeländer mit Holzhandlauf, Wohnungstüren vermutlich Nachbau der originalen Wohnungstüren unter teilweiser Verwendung der originalen Glaseinsätze, diese teilweise mit Glasätzungen, in der Tordurchfahrt über dem Tor Inschrift: „Mein Haus, meine Burg“ sowie Wappen mit den Initialen „CR“ für den Baumeister. | 09230109 |
| Direkt Bild zu diesem Denkmal hochladen | Doppelmietshaus in offener Bebauung | Carolastraße 30; 32 (Karte)                                  | 1910                                                        | architektonisch anspruchsvoller Putzbau in gutem Originalzustand mit markanten Balkonen und Erkern, baugeschichtlich von Bedeutung. Dreigeschossig, breit gelagert, zwei identische Gebäude mit jeweils mittig angeordnetem Erker mit unterschiedlichen Fensteröffnungen, teilweise Drillingsfenster bzw. im Erdgeschoss Rundbogenfenster, alle mit sprossengeteilten Oberlichtern, die Fenster sind dem Original nachempfunden, seitlich der Erker originale Balkone mit Eisengeländern, große Balkontüren mit geschweiften Kämpfern, ebenfalls gesprossten Oberlichtern, Mansardwalmdach, Schleppgauben, über den Balkonen ebenfalls im Dachbereich Balkone mit Eisengeländer, Dachbereich leicht verändert bei Sanierung in den 1990er Jahren. | 09230110 |
| Direkt Bild zu diesem Denkmal hochladen | Sparkassengebäude | Crimmitschauer Straße 1 (Karte)                              | 1936–1937                                                   | mit Travertin verkleidetes repräsentatives Gebäude in für Zwickau singulärer architektonischer Gestaltung von großer baugeschichtlicher und städtebaulicher Bedeutung. Dreigeschossiger, sachlich gestalteter Zweckbau über rechteckigem Grundriss, regelmäßig angeordnete schlanke Rechteckfenster, im Erdgeschoss an der Eingangsseite und im 1. Obergeschoss an der Giebelseite besonders hohe Rechteckfenster – im Obergeschoss mit schmalen vorgelagerten Balkonen, wichtige Gestaltungselemente der Fassade sind das spannungsvolle Wand-Öffnungs-Verhältnis, weiterhin die Reihung der unterschiedlich großen Rechteckfenster und die Sandsteinverkleidung der Fassade, heute gläserner Eingangsvorbau, der ursprüngliche repräsentative Eingangsbereich mit überlebensgroßen Plastiken – Darstellung einer Bäuerin und eines Bauern mit Ähren bzw. Sichel in den Händen erhalten (deutliche Einflüsse der Kunst des Dritten Reiches spürbar), seitlich schließt sich ein neuer eingeschossiger Anbau mit abgerundeter Ecke an, ebenfalls mit Sandsteinverkleidung, mit Stadtwappen dekoriert, der als Verbinderbau zu einem Neubau dient, der Neubau und der neue Verbinderbau stehen nicht unter Denkmalschutz. | 09231293 |
| Direkt Bild zu diesem Denkmal hochladen | Mietshaus in geschlossener Bebauung | Crimmitschauer Straße 3 (Karte)                              | 1886                                                        | traditionelles Wohnhaus in Klinkermischbauweise von städtebaulichem und baugeschichtlichem Wert. Dreigeschossig, vier Achsen, Erdgeschoss und Sockel Putz, leicht vereinfacht im Erdgeschoss, Obergeschosse orangeroter Klinker, traditionelle Fenstereinfassungen und -verdachungen, originale Haustür, Dachaufbauten leicht verändert. | 09231297 |
| Direkt Bild zu diesem Denkmal hochladen | Mietshaus in halboffener Bebauung | Crimmitschauer Straße 7 (Karte)                              | 1907–1908                                                   | ehemaliges Wohn- und Bürogebäude des Zwickauer Baumeisters Karl Frey, aufwändig gestalteter Putzbau, von baugeschichtlichem, personengeschichtlichem und städtebaulichem Wert. Ehemals Wohnhaus und Bauplatz des bedeutenden Zwickauer Baumeisters Karl Frey. Bei dem Kulturdenkmal handelt es sich um ein dreigeschossiges Wohn- und Geschäftshaus mit Hochparterre, ausgebautem Dachgeschoss, Anbau und Einfriedung. In der Mitte der Fassade befindet sich ein dreiachsiger Erker auf rechteckigem Grundriss über zwei Etagen, abschließend durch Balkon. Die Straßenfassade weist die für die Bauzeit charakteristischen Putzstuckdekorationen auf. Bemerkenswert sind die bauzeitlichen Fenster mit gesprossten Oberlichtfenstern, die ein wichtiges Gestaltungselement der Fassade darstellen. Neben sich kreuzenden Sprossen sind auch strahlenförmig angeordnete Sprossen anzutreffen. Teilweise befinden sich in den Oberlichtfenster originale Buntglasscheiben. Die originale Haustür sowie die Bürotür blieben original erhalten. Der Büroeingang befindet sich in einem seitlichen zweigeschossigen Anbau. Die Fenster im 1. Obergeschoss dieses Anbaus weisen ebenfalls Buntglasscheiben auf. Das Haus wurde im Jahre 1907 durch den Zwickauer Baumeister Karl Frey entworfen und unter dessen Leitung errichtet. Karl Frey, Sohn und Nachfolger des bedeutenden Zwickauer Baumeisters Hugo Frey schuf sich mit dem Gebäude sein eigenes Büro-, Kontor- und Wohnhaus. Die bemerkenswerte Fassadengestaltung und die hohe Qualität des Treppenhauses sowie der Innenraumgestaltung sind als Referenz für das Baugeschäft zu betrachten. Insgesamt ist das Haus im Äußeren wie im Inneren für seine Bauzeit als besonderer Vertreter anzusehen. | 09231300 |
| Direkt Bild zu diesem Denkmal hochladen | Mietshaus in Ecklage in geschlossener Bebauung | Crimmitschauer Straße 13 (Karte)                             | 1895                                                        | mit Laden, zeittypischer Klinkerbau in sehr gutem Originalzustand, von städtebaulichem und baugeschichtlichem Wert. Breit gelagerter, dreigeschossiger roter Klinkerbau mit originalen Zierelementen, teilweise mit farbigen Klinkern dekoriert, Gurtgesims aus verputzten Ziegeln, Haustür verändert, Toreinfahrt nicht original erhalten, Dachbereich etwas reduziert, Sockel Polygonmauerwerk, z. Z. leer stehend. | 09231301 |
| Direkt Bild zu diesem Denkmal hochladen | Mietshaus in geschlossener Bebauung | Crimmitschauer Straße 15 (Karte)                             | 1901                                                        | repräsentativer Putzbau in sehr gutem Originalzustand von baugeschichtlichem Wert. Axial ausgerichteter, dreigeschossiger Putzbau mit vierachsigem Dacherker mit Voluten, flankiert von zwei Schleppgauben, mittig angeordneter Hauseingang: mit seitlicher Sandsteinverkleidung, originale Haustür, Dreieckgiebelverdachung, schlichte, profilierte Fenstereinfassungen (Sandstein) – im 2. Obergeschoss mit Kielbögen. | 09231302 |
| Direkt Bild zu diesem Denkmal hochladen | Sachgesamtheit: Wohnanlage mit vorgelagerter Grünanlage (alle Sachgesamtheitsteile) | Crimmitschauer Straße 17; 19; 21; 23; 25; 27; 29; 31 (Karte) | 1953–1954                                                   | Mehrfamilienhäuser mit Tordurchfahrt, Arkaden und Erkern in zeittypischer Gestaltung in sehr gutem Originalzustand, von baugeschichtlichem Wert. Grünanlage: einfache Wiesenfläche, wichtig für das Erscheinungsbild der Wohnanlage, wichtiges Element des sozialen Wohnungsbaus ist die Einbettung der Wohnhäuser in großzügige Grünanlagen, originale Bepflanzung nicht erhalten, Wohnanlage: auf winkelförmigem Grundriss dreigeschossige bzw. iergeschossige Putzbauten mit Satteldächern, Erkern und Balkonen, mit zweifarbigem Putz, an den Fensterbrüstungen des Erkers Sgraffiti-Blumenornamente, Rechteckfenster in einfacher Reihung, im Dach Liegefenster. | 09231304 |
| Direkt Bild zu diesem Denkmal hochladen | Mietshaus in Ecklage in halboffener Bebauung | Emilienstraße 10 (Karte)                                     | 1894                                                        | ursprünglich mit Laden und Bäckerei, städtebaulich markanter Klinkerbau von baugeschichtlichem Wert. Dreigeschossiger, an der Ecke viergeschossiger, roter Klinkerbau auf winkelförmigem Grundriss mit polygonaler Eckausbildung, Eckrisalit mit Pyramidenhelm, ursprünglich an der Ecke Laden, heute zu Wohnung umgebaut, Erdgeschoss Segmentbogenfenster, erstes Obergeschoss Rechteckfenster, zweites Obergeschoss Segmentbogenfenster, profiliertes Kranzgesims, die Fensterverdachungen und Fenstergewände in aufwändiger Gestaltung, am Eckrisalit u. a. Gaffkopf und Dreieckgiebelverdachung, ansonsten Fenster mit profilierten Klinkern eingefasst, in Bogenfeldern über den Fenstern des 1. Obergeschoss Muscheln und Gaffköpfe, Satteldach mit einfachen Gauben. | 09230288 |
| Direkt Bild zu diesem Denkmal hochladen | Mietshaus in halboffener Bebauung, ehemaliges Verwaltungsgebäude | Emilienstraße 24 (Karte)                                     | 1903                                                        | Wohn- und Verwaltungsgebäude der ehemaligen Eisengießerei Richard Stiehler, später Zwickauer Eisen- und Stahlgießerei Kurt Kunstmann, markanter Klinkerbau von bau- und ortshistorischer Bedeutung. Dreigeschossiger, repräsentativer Klinkerbau mit Risalit (viergeschossig – Frontispiz mit Drillingsfenster), Erker: an der Ecke ab erstem Obergeschoss über rechteckigem Grundriss, im Dachbereich polygonal fortgesetzt, dort mit Zierfachwerk, fehlende Bekrönung, Fensteröffnungen: Erdgeschoss Segmentbogenfensteröffnungen, ansonsten Rechteckfenster, teilweise als gebundene Fenster zusammengefasst mit profilierten Fenstergewänden, waagerechte Fensterverdachungen im ersten Obergeschoss bzw. an den Risaliten, im zweiten Obergeschoss Kielbogenfensteröffnungen, Fenster mit sprossengeteilten Oberlichtern, Haustür: erneuert, Sockel: bossierte Natursteinquader, Dachgeschoß: Mansardwalmdach mit Schleppgauben, Bauherr und ehemaliger Eigentümer war die Fa. Eisengießerei Richard Stiehler die später in die Zwickauer Eisen- und Stahlgießerei Kurt Kunstmann überging, daraus ergibt sich eine ortshistorische Bedeutung des Bauwerkes, Sanierung 2000. | 09230289 |
| Direkt Bild zu diesem Denkmal hochladen | Villa | Gutwasserstraße 6 (Karte)                                    | 1882                                                        | gründerzeitlicher Putzbau in gutem Originalzustand, von bauhistorischer Bedeutung Über winkelförmigem Grundriss mit Seitenrisalit, Putzquaderungen im Sockelbereich, verkröpftes, profiliertes Gurtgesims, Kranzgesims teilweise mit Hängeplatten versehen, Fenstereinfassungen profiliert, waagerechte Fensterverdachungen bzw. Dreieckgiebel- und Segmentbogenverdachungen, auch dort Würfelfriese, markanter Erker am Eckrisalit auf großen geschweiften Kragkonsolen, eingeschossig über rechteckigem Grundriss mit kannelierten Pilastern, Fenster nicht vorbildgerecht erneuert, Hauseingang hofseitig mit einläufiger Freitreppe und schmiedeeisernem Geländer, Haustür original – zweiflügelig mit Glaseinsatz, Kämpfer mit Eierstabfries, rundbogiges Oberlicht, über dem Hauseingang im ersten Obergeschoss Wintergarten mit Drillingsfenster mit feststehendem Kämpfer und Pfosten aus Holz, Bleiglasfenster, im Inneren: Treppenhausfliesen aus der Erbauungszeit, über dem Treppenansatz zwei Gurtbögen, im unteren Teil des Treppenhauses Holzverkleidung, Treppe einläufig gewendelt. | 09230387 |
| Direkt Bild zu diesem Denkmal hochladen | Mietshaus in Ecklage in geschlossener Bebauung | Gutwasserstraße 10 (Karte)                                   | 1875                                                        | sehr gut erhaltener Historismusbau von baukünstlerischer, städtebaulicher und baugeschichtlicher Bedeutung Breit gelagerter Bau über rechteckigem Grundriss mit Eckrisalit sowie Seitenrisaliten, 5 × 5 Achsen, zweigeschossig, Sockel verändert, Fenstereinfassungen mit Pilastern, Segmentbogenverdachungen im Erdgeschoss und waagerechte Fensterverdachungen im Obergeschoss, Sohlbänke auf volutenartigen Kragsteinen, Seitenrisalite mit Dreieckgiebelverdachungen, im Giebelfeld florale Ornamentik, ebenfalls in den Bogenfeldern am Eckrisalit florale Putz-Stuck-Dekorationen, Eckquaderungen, profiliertes Kranzgesims, teilweise mit Würfelfries, Mansardwalmdach, im Dachbereich Dachliegefenster und entstellende Gaube, Fenster nicht dem Original entsprechend. | 09230388 |
| Direkt Bild zu diesem Denkmal hochladen | Mietshaus in halboffener Bebauung in Ecklage, mit Hintergebäude und Einfriedung | Gutwasserstraße 11 (Karte)                                   | 1882                                                        | architektonisch bemerkenswerter sowie städtebaulich markanter Gründerzeitbau in sehr gutem Originalzustand. Breit gelagerter Putzbau mit Segmentbogenfensteröffnungen im Erdgeschoss, ansonsten Rechteckfenster, Eckrisalit mit sandsteinverblendetem Erker über polygonalem Grundriss, im Dachgeschoss als Balkon mit steinerner Brüstung fortgesetzt, aufwendig gestaltete Fassade, verschiedene Friese, Kranzgesims mit Würfelfries, Seitenrisalit mit großer Tordurchfahrt mit originalem mehrflügeligem Holztor, Fensterachsen durch flankierende kannelierte Pilaster aus Sandstein hervorgehoben, Sandsteinfensterverdachungen, teilweise waagerechte Fensterverdachungen bzw. Segmentbogenverdachungen, Sockel Porphyrtuff und bossierte Sandsteinquader, Erdgeschoss Putzquaderung, diese mit Diamantquadern besetzt, flach geneigtes Walmdach, Gauben verändert mit Ausnahme der aufwendigen Gauben mit Sandsteinverblendung am Eckrisalit, im Inneren Reste der originalen Ausstattung wie Wohnungstüren und Stuck, Einfriedung: ähnlich gestaltet wie der Sockel, ebenfalls im unteren Bereich mit Porphyrplatten verkleidet, darüber bossierte Sandsteinquader, schmiedeeiserner Zaun. | 09230389 |
| Direkt Bild zu diesem Denkmal hochladen | Mietshaus in halboffener Bebauung | Gutwasserstraße 13 (Karte)                                   | 1878                                                        | Gründerzeitbau in sehr gutem Originalzustand, ursprünglich frei stehend, von baukünstlerischer, bauhistorischer und städtebaulicher Bedeutung. Neoklassizistischer Putzbau, ursprünglich frei stehender, vermutlich vierachsiger Bau über drei Geschosse, nachträglich um vier Achsen erweitert und mit dem Nachbarhaus zusammengefügt, Erdgeschoss mit streifenförmigen, abwechselnd erhabenen Putzflächen sowie Putznutungen, verkröpftes Gurtgesims, Pilastergliederung, Mittelrisalit – ebenfalls mit Pilastern zwischen den Fensterachsen im ersten und zweiten Obergeschoss, teilweise Segmentbogenfensteröffnungen, Fenstergewände im ersten Obergeschoss profiliert mit waagerechter Fensterverdachung, Fenster erneuert, Dachbereich leicht verändert, neue Balkonanbauten an der Hofseite, sehr gut saniert, lediglich die Fenster nicht vorbildgerecht. | 09230390 |
| Direkt Bild zu diesem Denkmal hochladen | ehemaliges Gartenhaus mit Park und Einfriedung sowie Steinbank im Garten, heute Kindergarten | Gutwasserstraße 21 (Karte)                                   | 1921                                                        | ehemaliges Gartenhaus zur Villa Scheringerstraße 1/3 traditioneller Bau mit versachlichter Gestaltung, vor allem dem Mansardwalmdach, im Sinne der Reformarchitektur aus dem ersten Viertel des 20. Jahrhunderts, Entwurf und Ausführung durch Firma Th. Keller, in Anlehung an die Villa von Lossow und Kühne; der weiträumige Garten mit bemerkenswertem Baum- und Buschbestand sowie älterer, originaler Einfriedung und Steinbank, baugeschichtlich und gartengeschichtlich bedeutend | 09230391 |
| Direkt Bild zu diesem Denkmal hochladen | Mietshaus in halboffener Bebauung, Teil einer Dreierhausgruppe (zugehörig Nr. 11 und 13) | Helene-Heymann-Straße 9 (Karte)                              | 1893                                                        | zeittypischer Klinkerbau von städtebaulichem Wert Streichung: sehr einfach, ohne größere baugeschichtliche oder städtebauliche Bedeutung, denkmalgerecht saniert, mit dem Original nachempfundenen Fenstern, dreigeschossig, fünf Achsen, waagerechte Fensterverdachungen im ersten Obergeschoss | 09230397 |
| Direkt Bild zu diesem Denkmal hochladen | Mietshaus in geschlossener Bebauung, Teil einer Dreierhausgruppe (zugehörig Nr. 9 und 13) | Helene-Heymann-Straße 11 (Karte)                             | 1892                                                        | zeittypischer Klinkerbau von städtebaulichem Wert Streichung: sehr einfach, ohne größere baugeschichtliche oder städtebauliche Bedeutung, denkmalgerecht saniert, mit dem Original nachempfundenen Fenstern, dreigeschossig, fünf Achsen, waagerechte Fensterverdachungen im ersten Obergeschoss | 09230399 |
| Direkt Bild zu diesem Denkmal hochladen | Mietshaus in halboffener Bebauung, Teil einer Dreierhausgruppe (zugehörig Nr. 9 und 11) | Helene-Heymann-Straße 13 (Karte)                             | 1891                                                        | zeittypischer Klinkerbau, sehr schlicht, von städtebaulichem Wert. Sehr einfach, Fassadenoberfläche falsch behandelt, Fenster nicht vorbildgerecht, schlichte Gestaltung, ohne gestalterische Besonderheiten | 09230400 |
| Weitere Bilder                          | Ehemaliges Postgebäude, mit Einfriedung, Nebengebäude und Grünanlage | Humboldtstraße 1 (Karte)                                     | bez. 1882                                                   | Einstiges Post- und Telegraphenamt; repräsentativer, architektonisch bemerkenswerter Klinkerbau von baukünstlerischer, ortsgeschichtlicher und städtebaulicher Bedeutung. Bei dem Kulturdenkmal handelt es sich um das ehemalige Kaiserliche Post- und Telegraphenamt, einen ursprünglich zweigeschossigen, im Jahre 1883/1884 nach Plänen des Kaiserlichen Postbaurats Gorth aus Dresden im Stil der Neorenaissance errichteten Bau. 1905/1907 wurde in Angleichung an den Bestand ein zweites Obergeschoss aufgesetzt. Es handelt sich um einen gelben Ziegelrohbau mit zahlreichen plastischen Zierelementen und Gliederung in Sandstein. Mittelrisalit und Eckrisalite der Schaufassade werden durch aufgesetzte Neorenaissancegiebel betont und sind reich geschmückt mit Obelisken, Voluten, Girlanden und Muscheln. Im Mittelrisalit liegt der repräsentative Haupteingang mit geschwungener Freitreppe. Das Rundbogenportal ordnet sich in einen strengen, antikisierenden Rahmen. Die beiden reich verzierten Türflügel mit den schmiedeeisernen Ziergittern sind ebenso erhalten wie der verzierte Kämpfer, ehem. Oberlichtverglasungen mit Ziergitter und Uhr fehlen allerdings wie die Verglasung der oberen Türflügel und die Kandelaber auf den Postamenten am Treppenaufgang. Der ursprünglich, ca. 40 cm hohe kunstgeschmiedete Zierzaun entlang des Gebäudes an der Humboldtstraße ist ebenfalls nicht mehr vorhanden. (Dies alles wurde im Rahmen der durchgeführten Sanierungsmaßnahmen freigelegt bzw. wiederhergestellt.) Die Hofseite des Gebäudes ist in gleicher Weise gegliedert, jedoch sind hier die Schmuckformen wesentlich sparsamer als an der Straßenfront eingesetzt, um das Dachgeschoss für Büro- und Arbeitsräume nutzen zu können, wurde es in den 1970er-Jahren ausgebaut und erhielt damit ein anderes Aussehen als das Dachgeschoss der Straßenfront. Die eigentlich repräsentativen Bereiche im Inneren des Gebäudes bilden das bauzeitliche Foyer mit den anschließenden Fluren und Treppenhäusern, die allerdings durch geänderte Nutzungsansprüche in den 1950er Jahren in ihrem Erscheinungsbild sehr nachteilig verändert wurden. Bauzeitliche Farbfassungen konnten im Rahmen von Befunduntersuchungen noch nachgewiesen werden. (Bis auf die beiden gusseisernen Säulen konnte die erbauungszeitliche Farbfassung leider nicht wieder freigelegt bzw. rekonstruiert werden. Sie wurde für eine spätere Freilegung konserviert.). Die Treppenhäuser mit den eisernen Freitreppen, den Guss-Säulen und den aufwändig gestalteten Treppengeländern blieb nahezu unverändert erhalten und vermitteln aufgrund ihrer Größe und Gestaltung ein beeindruckendes Raumgefühl. Mit der Erweiterung des Postamtes 1906/1907 dürften die Hintergebäude komplett entstanden sein. Sie orientieren in ihrer Massengliederung auf den angrenzenden Schwanenteichpark und vermitteln den Eindruck einer schlossartigen Anlage. Sie bilden mit dem Hauptgebäude ein Gesamtensemble und schließen einen Wirtschaftshof ein. Die Zufahrten in den Komplex liegen links und rechts des Hauptgebäudes und werden durch Toranlagen aus Sandsteinelementen abgeschlossen. Städtebaulich bemerkenswert ist die Zugehörigkeit des Baues zum Ensemble des ehemaligen Albertplatzes (heute Platz der Deutschen Einheit) mit Amt- und Landgericht sowie ehem. Gerhart-Hauptmann-Gymnasium. | 09230401 |
| Weitere Bilder                          | Ehemaliges Bankgebäude mit Einfriedung zur Parkseite, später Postamt | Humboldtstraße 3 (Karte)                                     | 1902–1903                                                   | baukünstlerisch bemerkenswertes Gebäude mit Sandsteinverkleidung, von städtebaulichem, ortsgeschichtlichem und baukünstlerischem Wert. Bei dem Kulturdenkmal handelt es sich um ein dreigeschossiges ehemaliges Bank- und Wohngebäude. Es wurde im Jahre 1901 durch den Zwickauer Baumeister Curt Zaeuner entworfen, im darauffolgenden Jahr unter dessen Leitung errichtet und am 28. März 1903 seiner Bestimmung übergeben. Im Erdgeschoss befand sich die Reichsbankstelle Zwickau als Nebenstelle der Reichsbank Chemnitz mit ihren Geschäftsräumen. Im 1. und 2. Obergeschoss befand sich je eine hochherrschaftliche Etagenwohnung. Im Jahre 1924 wurde durch das Baubüro der Reichsbank Zwickau in eigener Regie ein eingeschossiger, zweiachsiger Anbau mit Dachterrasse an der Südseite des Gebäudes errichtet. Nach dem Zweiten Weltkrieg bis in das Jahr 2000 wurde das Gebäude durch die Deutsche Post genutzt. Die Fassaden weisen eine hochwertige Sandsteinverkleidung in entstehungszeittypischer Gestaltung auf. Der Anbau fügt sich harmonisch an den Grundkörper an, so dass er sich nicht als spätere Zutat darstellt. Die Fenster und Türen sind fast vollständig im Original erhalten, lediglich die Haupteingangs- und Nebeneingangstür wurden erneuert. Im Inneren haben sich die bauzeitliche Architektur und Ausstattung, insbesondere Grundrisse, Treppenhaus, Wohnungseingangs- und Zimmertüren samt originaler Beschläge, Stuckdecken und Parkettböden nahezu komplett erhalten. Besonders erwähnenswert sind die im Original erhalten gebliebenen Bleiglasfenster im Treppenhaus. Von hohem Denkmalwert sind zudem die erhaltenen Reste der schmiedeeisernen Einfriedung in typischen Jugendstilformen, die Laterne über dem Eingang und die Kellerfenstergitter. Insgesamt zeugen die verwendeten Materialien in ihrer sorgfältigen handwerklichen Verarbeitung vom hohen Qualitätsanspruch der damaligen Bauherrschaft. Das Gebäude mit seinen zugehörigen Freiflächen und der historischen Grundstückseinfriedung liegt zugleich innerhalb des sich flächenhaft ausdehnenden Kulturdenkmals Schwanenteichpark. | 09230402 |
| Direkt Bild zu diesem Denkmal hochladen | Mietshaus in offener Bebauung | Konradstraße 1a (Karte)                                      | 1899                                                        | zeittypischer Klinkerbau von städtebaulichem Wert. Ähnliche Gestaltung wie die gegenüberliegenden Gebäude, dreigeschossig, sechs Achsen, einfache Fassadengestaltung, hellroter Klinker, Sockel dunkelroter Klinker, Binderschichten aus gelbem Klinker, getrepptes Gurtgesims aus gelbem und rotem Klinker, über den Fenstern Bögen aus gelbem Klinker, in den Bogenfeldern Stuckdekorationen bzw. vorgefertigte Dekorationen, Kranzgesims mit Würfelfries bzw. Zick-Zack-Fries, zweiachsiger Dacherker, schlichte Fassadengestaltung, im Erdgeschoss evtl. zugesetzte Einfahrt | 09230445 |
| Direkt Bild zu diesem Denkmal hochladen | Mietshaus in geschlossener Bebauung | Konradstraße 2 (Karte)                                       | 1899                                                        | Dreigeschossiger Klinkerbau von städtebaulichem und baugeschichtlichem Wert. Dreigeschossig, sechs Achsen, Mittelrisalit zweiachsig, orangeroter Klinker mit gelben Klinkerornamenten abgesetzt, Fenster dem original entsprechend nachgebildet, dreiachsiger Dacherker mit Bekrönung, Satteldach. | 09230446 |
| Direkt Bild zu diesem Denkmal hochladen | Mietshaus in geschlossener Bebauung | Konradstraße 4 (Karte)                                       | 1888                                                        | Teil eines gleich gestalteten Straßenzuges von städtebaulichem und baugeschichtlichem Wert. Ähnliche Gestaltung wie das Nachbarhaus mit originaler Haustür. | 09230447 |
|                                         | Wohnhaus in offener Bebauung | Konradstraße 5 (Karte)                                       | 1888                                                        | schlichter Klinkerbau von baugeschichtlichem Wert. Villenartiges Gebäude über annähernd quadratischem Grundriss, 4 × 4 Achsen, schlichte Fassadengliederung, Sockel Polygonmauerwerk aus Granit, Fassade dunkelroter Klinker, einfache Rechteckfenster teilweise mit Schlusssteinen mit Diamantquaderung, Natursteingurtgesims, Kranzgesims mit Würfelfries aus Klinkern, sehr schöne originale Haustür: reich verziert, zweiflügelig mit Glaseinsätzen, Eierstabfries, kleinen Pilastern u. a. Dekorationen, originale Windfangtür, heute noch originale Fenster aus der Erbauungszeit, sehr hohes Mansardwalmdach, Gauben teilweise mit Pyramidenhelm. | 09230448 |
| Direkt Bild zu diesem Denkmal hochladen | Mietshaus in geschlossener Bebauung | Konradstraße 6 (Karte)                                       | 1887                                                        | Teil eines zeitgleich entstandenen Straßenzuges, Klinkerbau, von städtebaulichem und baugeschichtlichem Wert. Gleiche Gestaltung wie die Nachbarhäuser, vollkommen gleiche Dachgestaltung wie die Nummer 4, originale Haustür. | 09230449 |
|                                         | Mietshaus in halboffener Bebauung, Teil eines Doppelmietshauses (siehe auch Lutherstraße 20) | Konradstraße 7 (Karte)                                       | 1928                                                        | typischer Wohnhausbau der 1920er Jahre in sehr gutem Originalzustand, von baugeschichtlichem Wert. Dreigeschossiger Putzbau, 4 × 3 Achsen, an der Giebelseite dreigeschossiger Erker – in das Dachgeschoss hineinreichend, unterschiedliche Farbgestaltung der Fassade, nach Befund restauriert, Erdgeschoss porphyrfarben, Obergeschoss hellgelb mit porphyrfarbenen Bändern, über den Fenstern im Erdgeschoss Schlussstein (fackelartig), dazu einfache expressionistische Putz-Stuck-Dekorationen, Mansardwalmdach, Biberschwanzdoppeldeckung. | 09231827 |
| Direkt Bild zu diesem Denkmal hochladen | Mietshaus in geschlossener Bebauung | Konradstraße 8 (Karte)                                       | 1902                                                        | architektonisch anspruchsvoller Klinkerbau in sehr gutem Originalzustand von baugeschichtlichem Wert. Dreigeschossig, sechs Achsen, Segmentbogenfenster in allen Etagen, dunkelroter und hellroter Klinker mit grün glasierten Ziegelelementen und gelben Klinkern als Fenstereinfassungen, ebenfalls Klinkerprofilsteine an den Fenstern, Teile der Fassade zurückversetzt bzw. hervorgehoben, Rundbogentür, interessanter Stufengiebel, zweiachsig, Satteldach, Schleppgauben. | 09230451 |
| Direkt Bild zu diesem Denkmal hochladen | Mietshaus in geschlossener Bebauung | Konradstraße 10 (Karte)                                      | 1902                                                        | Teil eines zeitgleich entstandenen Straßenzuges von städtebaulichem und baugeschichtlichem Wert. Dreigeschossig, sechs Achsen, hellroter Klinker, gelber Klinker als Gestaltungselement z. B. Fenstereinfassung, Kranzgesims und Binderschicht, Segmentbogenfenster, Tür zurückversetzt, ebenfalls mit Segmentbogenöffnung, zweiachsiger Dacherker mit Krüppelwalmdach und Rundbogenfenstern, flankiert von jeweils zwei Schleppgauben. | 09230452 |
| Direkt Bild zu diesem Denkmal hochladen | Ehemalige Freimaurerloge, heute Mietshaus in offener Bebauung | Lutherstraße 1 (Karte)                                       | 1908                                                        | architektonisch bemerkenswerter Putzbau in außergewöhnlicher Gestaltung in hervorragendem Originalzustand von baukünstlerischer und baugeschichtlicher sowie geschichtlicher Bedeutung. Zweigeschossiger Putzbau über rechteckigem Grundriss, Fassade durch Pilaster gegliedert, über dem zweiten Obergeschoss Kranzgesims, darüber über die gesamte Hausfläche Dacherker, Gebäude wirkt dreigeschossig, Fassade dekoriert mit blau glasierten Keramikeinleger in unterschiedlichen Formen und Mustern, Fenster dem Original nachempfunden, teilweise restauriert, mit gesprossten Oberlichtern, Fenstererker in der Mitte des ersten Obergeschoss, im Erdgeschoss original erhaltene Führungen für die Rollläden, in der Hausmitte großer eiserner Fahnenmast, Walmdach, Schleppgauben, seitlich Dacherker ebenfalls mit Walmdach. | 09230624 |
| Direkt Bild zu diesem Denkmal hochladen | Mietshaus in halboffener Bebauung, Teil eines Doppelmietshauses (zugehörig Bahnhofstraße 16), mit seitlicher Einfriedung | Lutherstraße 2 (Karte)                                       | 1907                                                        | qualitätvoller Putzbau mit Fachwerkzierelementen in gutem Originalzustand von baugeschichtlichem und städtebaulichem Wert. Dreigeschossiger Putzbau mit Putzquaderung im Erdgeschoss und teilweise auch im ersten Obergeschoss, ab ersten Obergeschoss Hausecke erkerartig ausgebildet auf polygonaler Grundfläche mit Zierfachwerk, Fenster mit sprossengeteilten Oberlichtern dem Original nachempfunden, Hauseingang zurückversetzt, im Erdgeschoss Laden, Dachhäuschen und Gaupen mit Fenstererkern, Einfriedung: Reste der Einfriedung, Pforte und Tor sowie eine Mauer. | 09230625 |
| Direkt Bild zu diesem Denkmal hochladen | Mietshaus in Ecklage | Lutherstraße 3 (Karte)                                       | 1908                                                        | markanter Eckbau mit Schmuckelementen im Jugendstil, typisch für das beginnende 20. Jahrhundert, vor allem baugeschichtlich bedeutend | 09230626 |
| Direkt Bild zu diesem Denkmal hochladen | Mietshaus in halboffener Bebauung, Teil eines Doppelmietshauses (zugehörig Nr. 6), mit Resten der seitlichen Einfriedung, Hintergebäude 1997 abgebrochen | Lutherstraße 4 (Karte)                                       | 1907                                                        | zeittypischer Putzbau in gutem Originalzustand von städtebaulichem und baugeschichtlichem Wert. Dreigeschossiger Putzbau, fünf Achsen, Erdgeschoss und Teile des ersten Obergeschoss mit Putzquaderung ansonsten Glattputz, einfache Fensterverdachungen, Überschlaggesimse, Fenster mit sprossengeteilten Oberlichtern dem Original nachempfunden, ähnliche Gestaltung wie die benachbarten Gebäude, Dacherker polygonal zweiachsig, kein Zierfachwerk, Schleppgauben, Mansardwalmdach. | 09230627 |
| Direkt Bild zu diesem Denkmal hochladen | Mietshaus in Ecklage in geschlossener Bebauung, Teil eines Doppelmietshauses (zugehörig Nr. 4) | Lutherstraße 6 (Karte)                                       | 1907                                                        | städtebaulich markanter Putzbau von baugeschichtlichem Wert. Ähnliche Gestaltung wie das Nachbarhaus, nur Fassade aufwändiger gestaltet durch risalitartige Vorsprünge, Erker, polygonale Eckausbildung, Putzquaderung wie bei den Nachbarhäusern im Erdgeschoss und Teilen des ersten Obergeschoss, Erker dreigeschossig, ab 1. Obergeschoss über rechteckigem Grundriss, Rechteckfenster, sprossengeteilt, dem Original nachempfunden, originale Haustür, markanter volutenartiger Dacherker, zweiachsig mit zeitgemäßen Putz-Stuck-Dekorationen im Giebelfeld, zweiter Dacherker in der Seitenstraße in ähnlicher Gestaltung, Schleppgauben. | 09230628 |
| Direkt Bild zu diesem Denkmal hochladen | Mietshaus in Ecklage in geschlossener Bebauung | Lutherstraße 8 (Karte)                                       | 1899                                                        | Breit lagernder, städtebaulich markanter Klinkerbau von baukünstlerischer, städtebaulicher und baugeschichtlicher Bedeutung. Dreigeschossig, breit lagernd, polygonale Eckausbildung, Sockel porphyrfarben geputzt, Fassade gelber Klinker, Gurtgesims Porphyr, Fenstereinfassungen profiliert, alle in Kunststeinporphyr, aufwändige volutenartige Fensterverdachungen, Bogenfeld mit Putz-Stuck-Dekorationen, unter den Fensterbrüstungen des ersten Obergeschoss Putti mit Masken, Ecke viergeschossig, polygonal ausgebildet, mit Pyramidenstumpf abschließend, vermutlich vereinfacht, ursprünglich möglicherweise Ladentür im Erdgeschoss, heute nicht mehr erhalten. | 09230629 |
| Direkt Bild zu diesem Denkmal hochladen | Mietshaus, Teil eines Doppelwohnhauses (zugehörig Nr. 8) | Lutherstraße 10 (Karte)                                      | 1900                                                        | architektonisch anspruchsvoller Klinkerbau in sehr gutem Originalzustand von baukünstlerischer, städtebaulicher und baugeschichtlicher Bedeutung. Gleiche Gestaltung wie das Eckhaus, ebenfalls sehr guter Originalzustand, Mansardwalmdach. | 09230630 |
| Direkt Bild zu diesem Denkmal hochladen | Mietshaus in Ecklage in halboffener Bebauung, Teil eines Doppelmietshauses (siehe auch Werdauer Straße 22) | Lutherstraße 11 (Karte)                                      | 1912                                                        | mit Laden, architektonisch bemerkenswerter Putzbau des Architekten Gustav Hacault, mit hervorragender Innenausstattung in sehr gutem Originalzustand von baukünstlerischer, baugeschichtlicher und städtebaulicher Bedeutung. Breit lagernder, dreigeschossiger Putzbau, im Erdgeschoss mit Putzquaderung, Obergeschoss Glattputz mit zurückhaltenden Putz-Stuck-Dekorationen, Fenster alle mit gesprossten Oberlichtern in unterschiedlichen Formaten, Sprossen der Oberlichterfenster bilden teilweise Rhomben, im Erdgeschoss Korbbogen- und Rundbogenfensteröffnungen, Eingänge aufwändig hervorgehoben, Erker über rechteckigen bzw. segmentbogenförmigen Grundrissen auf kräftigen Konsolsteinen, Dacherker teilweise mit Balkonen und französischen Balkonen, Giebel mit Putz-Stuck-Dekorationen u. a. laufender Hund, Mansardwalmdach, im Inneren aufwändig gestaltete an den Kubismus erinnernde Putz-Stuck-Decken in sehr unterschiedlicher Gestaltung, originale Zimmertüren, Treppenhaus unverändert aus der Bauzeit erhalten, leer stehend, in sehr schlechtem Erhaltungszustand. | 09230631 |
| Direkt Bild zu diesem Denkmal hochladen | Mietshaus in halboffener Bebauung, Teil eines Doppelmietshauses (zugehörig Nr. 15) | Lutherstraße 13 (Karte)                                      | 1898                                                        | gründerzeitlicher Putzbau mit aufwändiger Fassadendekoration in herausragendem Originalzustand von baukünstlerischer, baugeschichtlicher und städtebaulicher Bedeutung. Reich gegliederte Fassade, Sockel Glattputz mit Bossenquaderung an den Ecken, originale Ziervergitterungen an den Kellerfenstern, Erdgeschoss Putznutung und Mäanderfries zwischen den Fenstern, Zwillingsfenster und Rechteckfenster mit profilierten Fenstergewänden, Segmentbogenverdachungen sowie waagerechte Fensterverdachungen, in den Bogenfeldern der Fensterverdachungen verziert mit Muscheldarstellungen sowie Fruchtkörben, Reliefs zwischen den Fenstern des ersten und des zweiten Obergeschoss mit Darstellung von Putti und Medaillons, Pilaster, teilweise kanneliert mit aufwändigem Dekor, Giebelseite ebenfalls reich dekoriert in ähnlicher Gestaltung wie die Straßenfassade, die Fensterbrüstung im ersten Obergeschoss mit Balustern dekoriert, über den Fenstern im 2. Obergeschoss neben waagerechten Fensterverdachungen auch geschweifte Fensterverdachungen mit Büsten, Hausecke überhöht, Mansardwalmdach, im Inneren original erhaltene Stuckdecken. | 09230632 |
| Direkt Bild zu diesem Denkmal hochladen | Mietshaus in geschlossener Bebauung, Teil eines Doppelmietshauses (zugehörig Nr. 13) | Lutherstraße 15 (Karte)                                      | 1898                                                        | aufwändig gegliederter Putzbau in sehr gutem Originalzustand von baukünstlerischer, baugeschichtlicher und städtebaulicher Bedeutung. Fünf Achsen, dreigeschossig, Erdgeschoss Putznutung sowie Mäanderfries zwischen den Fenstern, Rundbogenfenster im Erdgeschoss, Eingangstüröffnung ebenfalls durch Rundbogen abgeschlossen, Haustür mit hohem Oberlicht, zurückversetzt mit zweistufiger Treppe, erstes Obergeschoss Fenstergewände vermutlich abgearbeitet und nur noch in Reststücken erhalten, hervortretende Sohlbänke auf kräftigen Konsolsteinen, Fensterverdachungen durch Dreieckgiebel und Segmentbögen, in den Bogenfeldern Muschelmotive, zweites Obergeschoss mit waagerechter Fensterverdachung, profiliertes Kranzgesims, zweiachsiger Dacherker mit Pilastern, Girlanden und Löwenköpfen dekoriert, Dachausbildung verändert, Fenster dem Original nachempfunden. | 09230633 |
| Direkt Bild zu diesem Denkmal hochladen | Mietshaus in halboffener Bebauung, Teil eines Doppelmietshauses (siehe auch Konradstraße 7) | Lutherstraße 20 (Karte)                                      | 1927                                                        | typischer Wohnhausbau der 1920er Jahre in sehr gutem Originalzustand, von baugeschichtlichem Wert. Mit dem Wohnhaus Konradstraße 7 ein einheitlich gestaltetes Ensemble bildend, dreigeschossiger Putzbau auf annähernd rechteckigem Grundriss mit zeittypischer strenger Fassadendekoration u. a. durch aufgeputzte Bänder, im Erdgeschoss über den Fenstern abstrahierte Darstellung von Fackeln, Fenster mit kräftigen aufgeputzten Gewänden, im Obergeschoss Putznutung sowie expressionistische Putz-Stuck-Dekoration, hohes Mansardwalmdach mit Biberschwanzdoppeldeckung, Fenster dem Original nachempfunden. | 09231830 |
| Direkt Bild zu diesem Denkmal hochladen | Mietshaus mit Einfriedung in Ecklage in offener Bebauung | Mittenzweistraße 13 (Karte)                                  | 1913                                                        | markanter Putzbau in sehr gutem Originalzustand von bauhistorischer und städtebaulicher Bedeutung. Dreigeschossiger Putzbau mit polygonaler Eckausbildung im Erdgeschoss, der Putz sowie die Putzabfärbungen und die Fenster original erhalten, an beiden Fassaden zweigeschossige Erker über rechteckigem Grundriss ab erstem Obergeschoss, darüber jeweils zweiachsige Dacherker mit Mansarddach, Rechteckfenster – teilweise breit lagernd mit gesprossten Oberlichtern, mehrflügelig, Kastenfenster teilweise von Putzpilastern eingefasst, Fensterbrüstungen des ersten Obergeschoss als Putzspiegel ausgebildet, hohes Mansardwalmdach, Einfriedung: einfache, massive Werksteinzaunspfeiler mit Holzlattenzaun. | 09248112 |
|                                         | Einzeldenkmal der Sachgesamtheit Schwanenteichpark: Freilichtbühne, bestehend aus zwei Eingangsgebäuden, Zuschauerrängen sowie Bühne | Parkstraße (Karte)                                           | 1957                                                        | von Zwickauer Bürgern im Rahmen des nationalen Aufbauwerkes errichteter Komplex von kulturhistorischer und ortsgeschichtlicher Bedeutung (siehe Sachgesamtheit 09301889, gleiche Anschrift). Das Freilichttheater im Schwanenteichpark wurde durch Zwickauer Bürger im Rahmen des Nationalen Aufbauwerks (NAW) in 23.000 freiwilligen und unentgeltlichen Arbeitsstunden errichtet und am 23. August 1957 eingeweiht. Sowohl im Park, als auch gegenüberliegend an der Parkstraße steht jeweils ein repräsentatives Eingangsbauwerk, beides Putzbauten über gebogenen Grundflächen. Abgeschlossen werden diese durch niedrige, mit Schiefern gedeckte Walmdächer. Das Eingangsbauwerk an der Parkstraße ist zweigeschossig. Dessen Erdgeschoss wird geprägt durch eine mittig angeordnete Säulenhalle mit fünf Arkaden. Im Obergeschoss wurden über den Scheitelpunkten der Arkaden je ein Rechteckfenster angeordnet. Die seitlichen Wandflächen sind dagegen nicht durchfenstert und weisen auch keine anderen Gliederungselemente auf. Die Fassade wird bestimmt durch den spannungsvollen Wechsel ungeteilter Wandflächen und dem durch Arkaden und Rechteckfenster hervorgehobenen Mittelteil. An die Nordostseite des Gebäudes schließen die Zuschauerränge an. Durch die ebenfalls mittig angeordnete hohe Säulenhalle können die Zuschauer zu den Sitzreihen gelangen. Gegenüber, sich zum Park durch eine ebenfalls mittig angeordnete Säulenhalle öffnend, befindet sich das zweite Eingangsbauwerk des Freilichttheaters. Die Parkfassade ist regelmäßig gegliedert. Beiderseits der dreischiffigen Säulenhalle wurden hohe Rechteckfenster angeordnet. Auch diese Fassade wird bestimmt durch ein spannungsvolles Wand-Öffnungs-Verhältnis. Die Südfassade dieses Gebäudes bildet zugleich die Kulisse der halbrunden, von niedrigen Mauern eingefassten Bühne. Auch bei dieser fand das bereits beschriebene Gestaltungsprinzip der mittig durch Arkaden geöffneten Fassade, die von ungeteilten Wandflächen gerahmt wird, Anwendung. Sieben wandhohe Arkaden prägen die Südseite des Gebäudes. Das Freilichttheater ist ein herausragendes Beispiel der Nachkriegsarchitektur in der DDR, woraus sich dessen überregionale baugeschichtliche Bedeutung ableitet. Durch die architektonisch anspruchsvolle Gestaltung erlangt diese Anlage zudem eine große baukünstlerische Bedeutung. Das Freilichttheater ist auch denkmalwürdig, weil es sich hierbei um eine singuläre Anlage (Einzelentwurf) in sehr gutem Originalzustand handelt. | 09230774 |
|                                         | Verwaltungsgebäude mit kleiner, vorgelagerter Grünanlage in Ecklage | Parkstraße 4 (Karte)                                         | 1935                                                        | markanter, an der Ecke konisch ausgebildeter Putzbau von baugeschichtlichem und städtebaulichem Wert. Viergeschossiges Gebäude mit konisch ausgebildeter Ecke, mittig angeordnete repräsentative Fensterachse mit französischen Balkons, im Erdgeschoss großer Balkon mit Eisengeländer, beiderseits des Balkons Sgraffiti des Zwickauer Bildhauers Edmund Schorisch: Darstellung, die Bezug nimmt auf die Nutzung des Gebäudes als Verwaltungsgebäude der Wohnungsbaugesellschaft – eine Mutter mit Kind, ein Architekt im Gespräch mit ihr sowie der Zimmermann und Architekt mit einer Bauzeichnung in der Hand, unterhalb des Balkons weitere bildliche Darstellung – Silhouette des historischen Zwickaus mit der Darstellung von Dom und Gewandhaus, der Moderne verpflichteter Bau mit Theumaer Schiefer-Verblendung des Sockels, originale Haustür, Tordurchfahrt mit Eisengitter zum Innenhof, symmetrisch angeordneten Rechteckfenstern, im Erdgeschoss schmale Rechteckfenster, in den Obergeschossen breit lagernde Fensteröffnungen, vorgelagert kleine Grünanlage, eingefasst von Mauern aus Theumaer Schiefer, originale Bepflanzung heute nicht mehr erhalten. | 09230779 |
| Direkt Bild zu diesem Denkmal hochladen | Einzeldenkmale der Sachgesamtheit Schwanenteichpark: Schwanenteich (ehemals Großer Teich) und Fontäne, Langer Teich, Denkmal für den Bürgermeister Lothar Streit, Kriegerdenkmal für die im Ersten Weltkrieg gefallenen Soldaten und Offiziere des 133er Regimentes, Gedenkstätte für die Opfer des Faschismus (Begräbnisort für 320 Lagerinsassen, die in Außenlagern des KZ Flossenbürg umkamen) und Bootsausleihstation (siehe Sachgesamtheit 09301889, gleiche Anschrift) | Parkstraße 5a (Karte)                                        | 1901 (Denkmal für Lothar Streit)                            | bedeutsame Bestandteile des Landschaftsparks von stadtgeschichtlicher Bedeutung. - Lothar-Streit-Gedenkstein: quadratischer geschliffener Granitblock auf zweistufigem Sockel mit porträtgetreuem Reliefbildnis auf einem Medaillon aus Bronze und Inschrift: „LOTHAR STREIT / EHRENBUERGER / OBERBUERGERMEISTER / 1860–1898“, ursprünglich mit Sandsteinsäulen und schmiedeeisernem Zaun eingefasst, am 25. mai 1901 enthüllt. Lothar Streit weihte 1894 in seiner Funktion als Bürgermeister der Stadt Zwickau die erste elektrische Straßenbahn Sachsens in Zwickau ein. - Kriegerdenkmal für die im Ersten Weltkrieg gefallenen Soldaten und Offiziere des 133er Regimentes: Denkmal aus Rochlitzer Porphyr über dreieckigem Grundriss mit drei überlebensgroßen Soldatenfiguren an den Ecken und Eisernem Kreuz als oberer Abschluss, welches von Pyramideneichen eingefasst ist. Es steht auf einem quadratischen Sockel aus rötlichem Erzgebirgsgranit mit zwei umlaufenden Stufen. Die Denkmalweihe fand am 2. April 1922 statt. Auf der dem Tech zugewandten Seite Inschrift: „DEN IM / WELTKRIEG FÜRS / VATERLAND GEBLIEBENEN / KAMERADEN / DES / KGL. SÄCHS. 9. INF.-REGTS. NR. 133 / KGL. SÄCHS. RES.-INF.-REGTS. NR. 133 / KGL. SÄCHS. LANDW.-INF.-REGTS. NR. 133 / ZUM EHRENDEN / GEDÄCHTNIS“. Seitlich angeordnet zwei Bänke aus Rochlitzer Porphyr. - VDN-Mahnmal: Seit dem 11. September 1948 steht am Schwanenteich im Stadtpark nahe dem Zwickauer Zentrum, ein „Mahnmal für die Opfer des Faschismus“. An dieser Stelle waren bereits am 12. August 1945 die Urnen von 320 umgekommenen und ermordeten Häftlingen aus dem KZ – Außenlager im Werk Horch und Mülsen St. Micheln feierlich beigesetzt worden. Der symbolische erste Spatenstich für das Mahnmal erfolgte am 30. Mai 1948 anlässlich einer Großkundgebung mit 5000 Teilnehmern. Beigesetzt wurden hier auch die Urnen von fünf Zwickauer Opfern des NS – Regimes. In den 1960er Jahren entstand an der Stelle der alten Gedenkanlage, die abgerissen wurde, eine neu gestaltete Anlage. Denkmalweihe am 12. September 1965, Inschrift: „DEN TOTEN / ZUR EHRE / DEN LEBENDEN / ZUR MAHNUNG“ - Ehemaliger Musikpavillon: runder Pavillon auf acht schlanken, Stahlsäulen, Flachdach, ursprünglich verschiebbare Glaswände, angeblich ein Plagiat des Pavillons auf dem Gelände des Berliner Messeamtes, der nach Entwürfen von Prof. Dr. Poelzig errichtet wurde, 1994 abgebrochen. - Bootsausleihstation: Um 1925/30 vermutlich errichtet. Holzständerbau mit innerer Ziegelausfachung, außen Stülpschalung mit abgerundeten Bohlen. Rechteckiger Grundriss, eingeschossig mit niedrigem Walmdach mit Aufschieblingen. Qualitätvolle aufgedoppelte Türen sowie originale Holzklappläden mit Lüftungsschlitzen. Durch fehlende Bauakten lässt sich die ursprüngliche Nutzung, der Produzent und die Erbauungszeit des Holzhauses nicht bestimmen. Vermutlich diente es als Schalter für die Bootsausleihe, möglicherweise auch als Imbiss und Aufenthaltsraum. Mit großer Wahrscheinlichkeit waren ursprünglich im Gebäude öffentliche Toiletten untergebracht. - Die zwischenzeitlich (2015) nacherfasste Trafostation/Umformerstation von 1927, errichtet durch das Städtische Elektrizitätswerk, an der Ecke Humboldtstraße/Reichenbacher Straße wurde 2016 abgebrochen. | 09231201 |
| Direkt Bild zu diesem Denkmal hochladen | Sachgesamtheit Schwanenteichpark mit folgenden Einzeldenkmalen: Landschaftspark mit Schwanenteich (ehemals Großer Teich) und Fontäne, Langem Teich (siehe Einzeldenkmal 09231201, Parkstraße 5a), Schwanenbrunnen (siehe Einzeldenkmal 09231387, Alte Reichenbacher Straße) sowie Allee entlang der Humboldtstraße (Gartendenkmale), Denkmal für den ehemaligen Bürgermeister Lothar Streit, Kriegerdenkmal für die im Ersten Weltkrieg gefallenen Soldaten und Offiziere des 133er Regimentes, Denkmal zum Gedenken an 320 Lagerinsassen, die im Außenlager Zwickau des KZ Flossenburg umgekommen waren (VDN-Denkmal), Bootsausleihstation (Holzhaus) (siehe Einzeldenkmal 09231201, Parkstraße 5a) und Freilichtbühne (siehe Einzeldenkmal 09230774, Parkstraße), [Störelement Tennisplatz (Parkstraße 7, Flurstück-Nr. 1376/7 und 1394/2)] | Parkstraße 5a (Karte)                                        | 1850                                                        | unter Einbeziehung mittelalterlicher Fischteiche aus der Mitte des 15. Jahrhunderts vom Hofgärtner Eduard Petzold ab 1850 angelegter Landschaftspark von gartenkünstlerischer, sozialgeschichtlicher und landschaftsprägender Bedeutung. Unmittelbar den Stadtkern tangierende, älteste und größte gestaltete Parkanlage Zwickaus, die mit Grün- und Wasserflächen 41,5 ha umfasst. Ursprünglich befanden sich an gleicher Stelle fünf mittelalterliche Teiche, die ab 1473 auf Anregung der Ratsherren Martin Römer und Hans Federangel angelegt wurden (erhalten blieben der Große Teich und der Lange Teich). Der von Hofgärtner Eduard Petzold Mitte des 19. Jahrhunderts angelegte Landschaftspark stellt eine der frühesten öffentlichen Parkanlagen in Petzolds Schaffen dar, für die er zwei Entwürfe (1850 und 1866) lieferte und deren Ausführung er, beginnend bereits vor Übergabe der Entwürfe, anleitete. Einzeldenkmale: Lothar-Streit-Gedenkstein (siehe Objekt 09231201): quadratischer geschliffener Granitblock auf zweistufigem Sockel mit porträtgetreuem Reliefbildnis auf einem Medaillon aus Bronze und Inschrift: „LOTHAR STREIT / EHRENBUERGER / OBERBUERGERMEISTER / 1860–1898“, ursprünglich mit Sandsteinsäulen und schmiedeeisernem Zaun eingefasst, am 25. Mai 1901 enthüllt. Streit weihte 1894 in Zwickau die erste elektrische Straßenbahn Sachsens ein. Kriegerdenkmal für die im Ersten Weltkrieg gefallenen Soldaten und Offiziere des 133er Regimentes (siehe Objekt 09231201): Denkmal aus Rochlitzer Porphyr über dreieckigem Grundriss mit drei überlebensgroßen Soldatenfiguren an den Ecken und Eisernem Kreuz als oberer Abschluss, welches von Pyramideneichen eingefasst ist. Es steht auf einem quadratischen Sockel aus rötlichem Erzgebirgsgranit mit zwei umlaufenden Stufen. Die Denkmalweihe fand am 2. April 1922 statt. Auf der dem Teich zugewandten Seite Inschrift: „DEN IM / WELTKRIEG FÜRS / VATERLAND GEBLIEBENEN / KAMERADEN / DES / KGL. SÄCHS. 9. INF.-REGTS. NR. 133 / KGL. SÄCHS. RES.-INF.-REGTS. NR. 133 / KGL. SÄCHS. LANDW.-INF.-REGTS. NR. 133 / ZUM EHRENDEN / GEDÄCHTNIS“. Seitlich angeordnet zwei Bänke aus Rochlitzer Porphyr. VDN-Mahnmal (siehe Objekt 09231201): Seit dem 11. September 1948 steht am Schwanenteich im Stadtpark nahe dem Zwickauer Zentrum, ein „Mahnmal für die Opfer des Faschismus“. An dieser Stelle waren bereits am 12. August 1945 die Urnen von 320 umgekommenen und ermordeten Häftlingen aus dem KZ – Außenlager im Werk Horch und Mülsen St. Micheln feierlich beigesetzt worden. Der symbolische erste Spatenstich für das Mahnmal erfolgte am 30. Mai 1948 anlässlich einer Großkundgebung mit 5000 Teilnehmern. Beigesetzt wurden hier auch die Urnen von fünf Zwickauer Opfern des NS – Regimes. In den 1960er Jahren entstand an der Stelle der alten Gedenkanlage, die abgerissen wurde, eine neu gestaltete Anlage. Denkmalweihe am 12. September 1965, Inschrift: „DEN TOTEN / ZUR EHRE / DEN LEBENDEN / ZUR MAHNUNG“ Musikpavillon (abgebrochen 1994): runder Pavillon auf acht schlanken, runden Stahlstützen, Flachdach, ursprünglich verschiebbare Glaswände, angeblich ein Plagiat des Pavillons auf dem Gelände des Berliner Messeamtes, der nach Entwürfen von Prof. Dr. Poelzig errichtet wurde, 1994 abgebrochen. Bootsausleihstation, Parkstraße 5a (siehe Objekt 09231201): Vermutlich um 1925/30 errichteter, rechteckiger Holzständerbau mit innerer Ziegelausfachung und Stülpschalung mit abgerundeten Bohlen außen, eingeschossig mit niedrigem Walmdach mit Aufschieblingen. Qualitätvolle aufgedoppelte Türen sowie originale Holzklappläden mit Lüftungsschlitzen. Durch fehlende Bauakten lässt sich die ursprüngliche Nutzung, der Produzent und die Erbauungszeit des Holzhauses nicht bestimmen. Vermutlich diente es als Schalter für die Bootsausleihe, möglicherweise auch als Imbiss und Aufenthaltsraum. Mit großer Wahrscheinlichkeit waren ursprünglich im Gebäude öffentliche Toiletten untergebracht. Freilichtbühne, Parkstraße (siehe Objekt 09230774): Das Freilichttheater im Schwanenteichpark wurde durch Zwickauer Bürger im Rahmen des Nationalen Aufbauwerks (NAW) ab Oktober 1955 in 23.000 freiwilligen und unentgeltlichen Arbeitsstunden errichtet und am 23. August 1957 eingeweiht. Die in die südwestliche Ecke des Schwanenteichparks hinein gebaute Freilichtbühne gilt als die schönste Anlage des Nationalen Aufbauwerks in Zwickau. Sowohl im Park, als auch gegenüberliegend an der Parkstraße weist jeweils ein markantes Bauwerk über gebogenem Grundriss auf den Eingangsbereich hin. Es handelt sich um Putzbauten, deren Fassaden durch offene Arkaden, rechteckige bzw. quadratische Fensteröffnungen, Porphyrgewände und Säulen aus Granit geprägt werden. Die schlichten Walmdächer ohne jeglichen Dachaufbau sind schiefergedeckt. Das Eingangs-/Kassen-/Technikgebäude an der Parkstraße ist zur Straße hin zweigeschossig. Das Erdgeschoss wird bestimmt durch eine mittig angeordnete Säulenhalle mit fünf Arkaden straßen- und vier Arkaden innenseitig. Über den Scheitelpunkten der straßenseitigen Arkaden befindet sich im Obergeschoss je ein nahezu quadratisches Fenster. Die seitlichen Wandflächen sind geschlossen und weisen keine Gliederungselemente auf. Der spannungsvolle Wechsel von ungeteilten Wandflächen und dem durch Arkaden und Fenstern – nach innen nur durch Arkaden – hervorgehobenen Mittelteil prägt die Fassaden maßgeblich. An die Nordostseite des Gebäudes schließt sich das, u. a. durch die mittig angeordnete hohe Säulenhalle zu erreichende, durch Großgrün umschlossene Oval der Zuschauerränge/Sitzreihen an. Es handelt sich um eine höhengestaffelte Anlage mit einfachen Bankkonstruktionen. Gegenüber, sich zum Park durch eine ebenfalls mittig angeordnete Säulenhalle öffnend, befindet sich das markante Eingangs-/Bühnenbauwerk des Freilichttheaters. Die Parkfassade ist regelmäßig gegliedert und durch ein spannungsvolles Wand-Öffnungs-Verhältnis bestimmt. Den Mittelteil prägt die dreischiffige Säulenhalle, seitlich davon bestimmen hohe Rechteckfenster das Bild. Die von sieben wandhohen Arkaden geprägte Südfassade des Gebäudes bildet zugleich die Kulisse der halbrunden, von niedrigen Bruchsteinmauern eingefassten Bühne. Auch bei dieser Fassade fand das bereits beschriebene Gestaltungsprinzip der mittig durch Arkaden geöffneten Fassade, die von ungeteilten Wandflächen gerahmt wird, Anwendung. Das Freilichttheater ist ein herausragendes Beispiel der DDR-Architektur der 1950er Jahre, woraus sich dessen überregionale baugeschichtliche Bedeutung ableitet. Durch die architektonisch anspruchsvolle Gestaltung erlangt diese Anlage zudem eine große baukünstlerische Bedeutung. Das Freilichttheater ist auch denkmalwürdig, weil es sich hierbei um eine singuläre Anlage (Einzelentwurf) in sehr gutem Originalzustand handelt. Schwanenbrunnen Parkteil Alte Reichenbacher Straße (siehe Objekt 09231387): Der Teil des Parkes wurde durch das Anlegen eines neuen Abschnittes der Reichenbacher Straße vom ursprünglichen Schwanenteichpark abgetrennt, ist aber in seiner Anlage mit dem alten Baumbestand, dem Brunnen, der Pergola, der Treppenanlage und der Vase im Original erhalten und gehört nach wie vor zu den Schwanenteichanlagen, Sockel der Plastik, Brunnenbecken und Säulen der Pergola aus Muschelkalk, drei Schwäne (im Zweiten Weltkrieg wurden die Schwäne eingeschmolzen und 1945 konnten sie dank einer Stiftung wiederhergestellt werden) und Wasserausläufe der Fontäne aus Bronze, Bronzetafel mit Inschrift: „Diesen Brunnen stiftete Albin Ad. Barth in den Jahren 1932 und 1945 den Bürgern der Stadt Zwickau/Sachsen“, runder Brunnen mittig angeordnet umgeben von einer Pergola aus zwei halbrunden Teilen bestehend sowie Freitreppe im Süden und Einfassungsmauer mit Blick zum Schwanenteichpark, heute Blick auf das VVN-Ehrenmal, Großgrün und Rhododendren von der Ursprungsbepflanzung erhalten, Großgrün größtenteils Eichen, auch Esche und Ahorn Der Schwanenteichpark – Beschreibung der Anlage: · SachsenGrün. Historische Gärten und Parks. hg. v. Staatliche Schlösser, Burgen und Gärten Sachsens, S. 151, 153: Der Schwanenteichpark ist die älteste und größte gestaltete Parkanlage Zwickaus. Mit Grün- und Wasserflächen umfasst er 41,5 ha. Ursprünglich befanden sich an gleicher Stelle fünf mittelalterliche Teiche, die ab 1473 auf Anregung der Ratsherren Martin Römer und Hans Federangel angelegt wurden. Erhalten blieben der Große Teich und der Lange Teich. Der Name der ab 1850 von Eduard Petzold geschaffenen Parkanlage leitet sich ab von Schwänen, die auf den Teichen beheimatet waren. Die Finanzierung der im Park befindlichen Denkmale und Erholungsbauten erfolgte durch Stiftungen, Privatpersonen und Vereine. Die topographischen Standortverhältnisse wurden durch Geländeabsenkungen in Folge des Steinkohleabbaus verändert. Im 20. Jh. erhielt der Park den Charakter eines „Volksparks“ durch die Errichtung einer Freilichtbühne, eines Tiergeheges, einer Bootsanlegestation sowie der Einordnung von Spiel- und Sportgeräten und der Beleuchtung. Das „Schwanenschloß“ wurde 1993 abgebrochen, wodurch ein wichtiger Bezugspunkt der Anlage verloren ging. · Rohde, Michael: Von Muskau bis Konstantinopel. Dresden 1998, S. 125 ff: Am 27. Juli 1850 wurde vom Rat der Stadt Zwickau auf Veranlassung des Industriellen Fikentscher beschlossen, die Umgebung des Schwanenteichs (Großer Teich) als Parkanlage durch den damals „Großherzoglichen Hofgärtner“ (von 1844 bis 1852) des Großherzogtums Sachsen-Weimar-Eisenach Eduard Petzold gestalten zu lassen. Als ausführenden Gärtner hatte Petzold Julius Hartwig aus Weimar mitgebracht. Es sollte eine „Stadtpromenade“ angelegt werden, die Petzold zu einem „Volksgarten“ erweitern wollte. Dies sollte durch das Einbeziehen „aller schönen Punkte der Umgebung durch passende Lichtungen (in die) öffentliche Anlage“ geschehen. Den zentralen Punkt der Anlage bildete das 1836 erbaute „Schwanenschloß“. Von hier aus bestanden wichtige Sichtachsen zu den nordöstlich gelegenen Gebäuden der Stadt. Die Wege umrunden den Teich, erschließen das Gelände in geschwungenen Linien, führen zu drei Landungsplätzen und leiten zu langgezogenen Dämmen. Der ostseitige ist zur Stadt hin durch eine Weißdorn-Allee begrenzt, wofür er (Petzold) rot- bzw. rosablühende Crataegus oxyacanth „Rúbra Pléna“ vorsah. Die Pflanzungen schirmen den Park von der näheren Umgebung ab, bilden Parkräume und dienen hauptsächlich als Kulisse für die vielen Blickbahnen. Innerhalb der Anlage bot Petzold z. B. auf der Südseite eine Sichtbeziehung über eine Art Tal an, die er durch zwei „Ruheplätze mit Bänken“ fasste (S. 25). Nach Ausscheiden des Gärtners Julius Hartwig betraute Petzold den Kunstgärtner Seidel mit der Leitung der Arbeiten in Zwickau. Dieser betrieb auch in einem durch Petzold oberhalb des Schwanenteiches gekauften Grundstück eine Handelsgärtnerei. 1853 wurde auf dem Ostdamm eine Crataegus-Allee angepflanzt. Es wurden 84 Bäume mit einer Stammhöhe von 2m in 50 cm Abstand gepflanzt. Diese Bäume sollten nicht allzu hoch werden, um wichtige Blickbeziehungen nicht zu behindern. 1866 erhielt Petzold einen weiteren Auftrag, nachdem er anlässlich eines Privatbesuches in Zwickau auf Pflegemängel des Parks hingewiesen hatte. Petzold erstellte ein Gutachten zum Schwanenteichpark (siehe Stadtarchiv: StA Zwickau, 1865, Sig. III n/3 Nummer 26 IV Bl. 100 – 107 r). Aus diesem Gutachten geht hervor, dass Petzold eine Erweiterung der Anlage in nördlicher und östlicher Richtung (im Anschluss an die Weißdorn-Allee bis zur damals als „Gürtelstraße“ bezeichneten und konzipierten heutigen Humboldtstraße) plante. Im alten Parkteil dominieren Weiden, Eschen oder Sumpfeichen („Gehölze des Auencharakters“). Im stadtnahen neuen Bereich kommen zusätzlich Koniferen hinzu. Neben Hinweisen zur Bepflanzung enthielt das Petzoldsche Gutachten von 1866 auch Hinweise zur Unterhaltung der Anlage. · Bretschneider, Christa: Denkmalpflegerische Rahmenzielstellung für den Schwanenteichpark Zwickau. 1991. Kulturhistorische Bedeutung der Parkanlage: Der Schwanenteichpark, in seiner ursprünglichen Gestaltungsform und Nutzung, ist beispielhaft für die Gartenkunst des 19. Jh., er vereint in sich alle Merkmale eines Stadtparks seiner Entstehungszeit. Der Park war ein Gelände beschaulicher Nutzung, ästhetischer Betrachtung und Kommunikation, der gestaltet um ein repräsentatives, auch für große Feste geeignetes Parkrestaurant, das Schwanenschloß, eine Verbindung gemeinsamer ästhetischer und leiblicher Genüsse bot. Die um besagtes Restaurant als Hauptblickpunkt innerhalb des Parks im Wesentlichen landschaftlich gestaltete Anlage enthält, im Gegensatz zu vergleichbaren Anlagen dieser Zeit, nur einen regelmäßig gestalteten Abschnitt in Form einer Allee. Die Wege erschließen, unter Einbeziehung der Crataegusallee umrundend die Anlage und laden ein zu beschaulichem Spazieren und Erleben der dargebotenen Parkräume. Diese, Mitte des vorigen Jahrhunderts (19. Jh.) von Eduard Petzold in Zwickau geschaffene Anlage, in ihrer ursprünglichen Form begrenzt auf das Gelände um den Schwanenteich, entspricht mit ihrer schlichten landschaftlichen Gestaltung, die bis unmittelbar an die Terrasse der Restauration – Sitzplatz zum gesehen zu werden und zum Sehen auf die Stadt und die umgebende Landschaft heranreicht, den Idealen einer Stadt- und Volksparkanlage ihrer Zeit, obgleich sie im Gegensatz zu zeitgleichen Anlagen anderer Gestalter weder Zonierungen noch intensiver gestaltete Parkbereiche aufwies. Allein die Crataegusallee am Ostdamm des Teiches kann als regelmäßig gestalteter Teil bezeichnet werden. Die Anlage stellt eine der frühesten öffentlichen Parkanlagen in E. Petzold's Schaffen dar, für die er zwei Entwürfe (1850 und 1866) lieferte und deren Ausführung er, beginnend bereits vor Übergabe der Entwürfe, anleitete. Im Laufe ihres Bestehens wurde die Anlage durch epochale Einbauten (Denkmäler, Freizeiteinrichtungen, veränderte Wegeführungen, Straßenquerung) zwar stark verändert, jedoch lassen sich auch heute noch, besonders südlich und westlich des Teiches ursprüngliche Gestaltungsformen erkennen. Seit 1935 gibt es auch formale Gestaltungsabschnitte, so die Anlagen am Schwanenbrunnen und am Musikpavillon. Besondere Akzente setzen Skulpturen. Der vorgenannte Schwanenbrunnen am Nordeingang sowie Steinbock, Kraniche und Vase. Weiterhin Denkmale wie das für die Gefallenen des Zwickauer Regimentes der 133er im Ersten Weltkrieg, das bereits vor 1912/13 eingebrachte Denkmal für Lothar Streit, Bürgermeister der Stadt, ... und das VVN-Mahnmal. Wegeführung und Sichtbeziehungen verändert, Gehölzbestand verwachsen (1991). Ehemaliges „Schwanenschloß“, Parkrestaurant (abgebrochen 1993): Als zweigeschossige Ausflugsgaststätte nach italienischem Vorbild noch vor dem Anlegen der Parkanlagen 1836 auf dem damaligen Hopfenberg errichtet und am 25. September feierlich mit einem glanzvollen Ball eingeweiht. 1854 fanden erste bauliche Erweiterungen statt. 1902/03 Errichtung einer vorgestellten Säulenkolonnade, dadurch Vergrößerung des Saales im Obergeschoss und Veränderung der Dachform. Von 1950 bis 1977 Nutzung als Kulturhaus des VEB Grubenlampenwerke und Arbeitervarieté. Ab 1977 Kinder- und Jugendfreizeitzentrum. 1993 auf Grund des schlechten Bauzustandes abgebrochen. Eine adäquate Wiederbebauung des Standortes ist für die Wirkung des Schwanenteichparkes als Gesamtkunstwerk von großer Bedeutung. Die zwischenzeitlich (2015) nacherfasste Trafostation/Umformerstation von 1927, errichtet durch das Städtische Elektrizitätswerk, an der Ecke Humboldtstraße/Reichenbacher Straße wurde 2016 abgebrochen. | 09301889 |
| Direkt Bild zu diesem Denkmal hochladen | Ehemaliges Verwaltungsgebäude (zugehörig Nr. 4), heute Wohnhaus | Parkstraße 6 (Karte)                                         | 1935                                                        | schlichter, zeittypischer Putzbau von bauhistorischer Bedeutung. ähnliche Gestaltung wie der Kopfbau der Anlage, dreigeschossig, vier Achsen, breit gelagerte Rechteckfenster, Sockel Theumaer Schiefer – lagerhaftes Bruchsteinmauerwerk, Haustür und Fenster erneuert, Satteldach, Haus gehörte zur ehemaligen Verwaltung der Wohn- und Siedlungsgesellschaft. | 09231714 |
| Direkt Bild zu diesem Denkmal hochladen | Gründerzeitvilla mit Einfriedung und Garten, ehemals Fabrikantenvilla des Bergdirektors & Markscheiders C.F.M. Schencke | Parkstraße 20 (Karte)                                        | 1880–1881                                                   | erbauungszeitlich reich gegliederter Neorenaissancebau, nach Umbauten in klassizistischer Grundhaltung, guter Originalzustand, von bauhistorischer und städtebaulicher Bedeutung. 1881 als Wohnvilla für den Bergdirektor und Markscheider C. F. M. Schencke erbaut, 1916 Erwerb durch Kaufmann Sallmann Schocken, 1917 Umbauten mit wesentlichen Grundriss-/Fassadenänderungen, Anbau einer Veranda, 1931 Einbau einer Pförtnerwohnung im Kellergeschoss, 1934 Umbauten zur Wohnungstrennung, 1950/51 Übergang der im Haus durch Dr. Poppert errichteten privaten Augenklinik in städtischen Besitz (HBK), 1992 Rückbau der Klinikeinrichtung, Umbau zu einem Büro/Verwaltungsgebäude (TÜV Sachsen), seit mehreren Jahren leerstehend. Zweigeschossiger unterkellerter Putzbau auf rechteckig L-förmigem Grundriss, schiefergedecktes Mansarddach, ehemals reich gegliederte Fassade im Stil der Neorenaissance, durch die Beseitigung zahlreicher Architekturelemente beim Umbau 1917 wird eine strenge Fassadengliederung mit klassizistischer Grundhaltung erreicht. Schaufassade zum Schwanenteichpark mit vorgelagerter Terrasse und dreiachsigem Mittelrisalit, dieser mit Balkon und bekrönendem dreieckigem Schmuckgiebel, darin figuralen Darstellungen vermutlich vom Zwickauer Bildhauer Karl Rudolf Mosebach ausgeführt, vollplastische, lebensgroße Figuren mit Bezug zum Bergbau: Bergarbeiter mit Hunt, Grubenarbeiter, Geometer sowie Schutzgöttin des Bergbaus. | 09230776 |
|                                         | Villa mit Einfriedung und Garten, heute Elimgemeindehaus | Parkstraße 22 (Karte)                                        | 1875                                                        | Historismusvilla mit bemerkenswerten Details von architekturhistorischer Bedeutung. Sitz der Elimgemeinde. Zweigeschossiger Putzbau über unregelmäßigem Grundriss, Sockel Porphyrtuff, verschiedene Erker und Balkone beleben das Erscheinungsbild des Hauses. Die eingeschossigen Erker über rechteckigem Grundriss an den Hausecken werden gestützt durch kniende Bergknappen (leicht überlebensgroße Vollplastiken auf großen Konsolsteinen). Dem Mittelrisalit wurde ein zweigeschossiger polygonaler Erker vorgelagert. Der seitlich angeordnete Hauseingang wurde mit einem Wettervorbau versehen, über dem sich ein Balkon befindet. Eine kurze Treppe erschließt den Hauseingang. Die Haustür sowie die Fenster wurden nicht vorbildgerecht erneuert. Auch die Fassade wurde leicht vereinfacht. Einfriedung: Eisenzaun mit Sockel aus Theumaer Schiefer. | 09230777 |
| Direkt Bild zu diesem Denkmal hochladen | Villa mit Einfriedung und Garten | Parkstraße 24 (Karte)                                        | 1900                                                        | architektonisch anspruchsvoller, recht moderner Klinkerbau mit Sandsteinverblendungen, von architekturhistorischer Bedeutung. Durch Jugendstil und art déco geprägter zweigeschossiger Klinkerbau (rote Klinkerverblender) mit Sandsteingliederungselementen (Gesimse, teilweise Verkleidungen mit unterschiedlichen Gestaltungselementen u. a. Lebensbaum am Giebel und tropfenartigen Gestaltungselementen, recht schlichte Fensterverdachungen, seitlich polygonaler Erker ab erstem Obergeschoss mit Welscher Haube abschließend), Gebäude durch Walmdach abgeschlossen. Einfriedung: Schmiedeeiserner Zaun mit Polygonmauerwerkssockel, großes Tor mit Zaunpfeilern. | 09230778 |
| Direkt Bild zu diesem Denkmal hochladen | Fabrikantenwohnhaus mit Einfriedung | Parkstraße 38 (Karte)                                        | 1886                                                        | zeittypischer Klinkerbau von regionalhistorischer und baugeschichtlicher Bedeutung. Ehemaliges Fabrikantenwohnhaus des Bauherren und Fabrikanten Zwieger (Eigentümer einer chemischen Appreturfabrik und Seifensiederei), später in Eigentum Hermann Geipels des Zwickauer Besteck- und Metallwarenfabrikanten, zweigeschossiger Bau mit eingeschossigem Flügelbau mit Drempel, gelber Klinker, Sockel verputzt, Gurt- und Fensterbankgesimse, Werksteinfenstereinfassungen, polygonaler Erker, Zwillingsfenster, Satteldächer, leicht geschweift mit Leergespärre, die ursprünglichen offenen Eingangsvorbauten bzw. Veranden heute massiv, Einfriedung: Eisenzaun. | 09299875 |
| Direkt Bild zu diesem Denkmal hochladen | Mietshaus in halboffener Bebauung in Ecklage, Teil eines Doppelmietshauses (zugehörig Nr. 35) | Reichenbacher Straße 33 (Karte)                              | 1893                                                        | ursprünglich mit Laden, städtebaulich markanter Putzbau von bauhistorischer Bedeutung. Dreigeschossig, polygonale Eckausbildung, Sandsteinschichtmauerwerk am Sockel, Putzquaderung im Erdgeschoss, Gurtgesims, Fensterbankgesims, waagerechte Fensterverdachung bzw. Dreieckgiebelverdachung, polygonale Eckausbildung mit zweigeschossigem Erker ab erstem Obergeschoss auf volutenartigen Konsolsteinen, Ecke viergeschossig. | 09231568 |
| Direkt Bild zu diesem Denkmal hochladen | Mietshaus in halboffener Bebauung, Teil eines Doppelmietshauses (zugehörig Nr. 33) | Reichenbacher Straße 35 (Karte)                              | 1892                                                        | markanter Putzbau von städtebaulichem und baugeschichtlichem Wert. Gleiche Gestaltung wie das Nachbargebäude. | 09231569 |
| Direkt Bild zu diesem Denkmal hochladen | Verwaltungsgebäude und Maschinenhaus der ehemaligen Grubenlampen- und Maschinenfabrik Friemann u. Wolf, Produzent von Grubenlampen | Reichenbacher Straße 62; 64; 66; 68 (Karte)                  | 2. H. 19. Jh.                                               | Baukomplex von großem stadtgeschichtlichem und industriegeschichtlichem Wert. Maschinenhaus: eingeschossiges typisches Maschinenhausgebäude, roter Klinker, Mansarddach, Giebel mit Rundbogenfensteröffnungen, Draufseite mit Rechteckfenstern original erhalten, Verwaltungsgebäude: viergeschossiger Putzbau in Ecklage, Mittelrisalit, große repräsentative Toreinfahrt mit Portalgewände, als Schlussstein symbolische Darstellung einer Grubenlampe, seitlich im Portal zwei Nischen ebenfalls mit Grubenlampendarstellung, großes bauzeitliches Eisentor mit aufwändigen Dekorationen, Tor ist versenkbar, Tordurchfahrt original erhalten, die Pfeilervorlagen mit ornamentalen Eisendekorationen, originale Türen, Fabrikanlage bedeutsam für die Stadt Zwickau als größter Produzent der Bergbaugrubenlampe, Gebäude Nummer 7e, 7, 8b und 9a im Jahre 2001 abgebrochen, Verwaltungsgebäude Teilabbruch 2003 lt. UDSB. | 09231571 |
| Direkt Bild zu diesem Denkmal hochladen | Mietshaus in halboffener Bebauung | Robert-Blum-Straße 2 (Karte)                                 | 1894                                                        | mit Laden, architektonisch qualitätvoller Klinkerbau in sehr gutem Originalzustand von städtebaulichem und baugeschichtlichem Wert. Dreigeschossig über gewinkeltem Grundriss, Sockel Putzquaderungen, ansonsten die Fassade orangeroter Klinker mit Putz-Stuck-Dekorationen u. a. aufgeputzten Pilastern mit Diamantquadern besetzt ebenso die Fensterbrüstungen mit Diamantquadern besetzt, waagerechte Fensterverdachungen mit Dreieckgiebelverdachungen, in den Dreieckfeldern Kopfdarstellungen bzw. Wappen und florale Ornamentik, Fenster dem Original nachempfunden. | 09230855 |
| Direkt Bild zu diesem Denkmal hochladen | Ehemaliges Wohn- und Kontorgebäude einer kleinen Firma, heute Wohnhaus | Robert-Blum-Straße 7 (Karte)                                 | 1867 (Kontorhaus)                                           | Putzbau mit außergewöhnlichen Putz-Stuck-Dekorationen von bauhistorischer Bedeutung. Zweigeschossiger Putzbau mit Rechteckfenstern, fünf Achsen, ausgebautes Dach mit vier Achsen und Voluten, seitlich Giebel mit Dreieckgiebel und gebundener Fensterachse im Giebeldreieck, dort Rundbogenfenster, ansonsten Rechteckfenster, Fenster mit sprossengeteilten Oberlichter dem Original nachempfunden, die Fassade dekoriert, an den Fensterbrüstungen des ersten Obergeschoss reiche florale Dekorationen Putz-Stuck sowie Vögel, Fenster der Mittelachse mit gedrehtem Putz-Stuck-Ornament sowie stilisierter Pflanze im Bogen über dem Fenster. | 09230856 |
| Direkt Bild zu diesem Denkmal hochladen | Wohnhaus in ehemals geschlossener Bebauung | Robert-Blum-Straße 11 (Karte)                                | 1868                                                        | kleiner gründerzeitlicher Putzbau in sehr gutem Originalzustand von städtebaulichem und baugeschichtlichem Wert. Wohngebiet wird heute noch geprägt von den kleinen zweigeschossigen gründerzeitlichen Putzbauten, die in anderen Städten des Regierungsbezirkes Chemnitz sehr selten anzutreffen sind. Zweigeschossig, vier Achsen, profiliertes Gurtgesims, Erdgeschoss mit Putznutung, originale Tür mit schmalem gesprosstem Oberlicht, zweiachsiger Dacherker vereinfacht mit Satteldach flankiert von zwei neuen Gauben. | 09230857 |
| Direkt Bild zu diesem Denkmal hochladen | Mietshaus in geschlossener Bebauung | Robert-Müller-Straße 1a (Karte)                              | 1879                                                        | original erhaltener Gründerzeitbau von städtebaulichem und baugeschichtlichem Wert. Dreigeschossig, fünf Achsen, Erdgeschoss Putznutung, Sockel Polygonmauerwerk, Eingang seitlich mit dem Original nachempfundener Haustür, Segmentbogenfenster im Erdgeschoss, ansonsten Rechteckfenster, profiliertes Gurtgesims, waagerechte Fensterverdachung im ersten Obergeschoss bzw. Dreieckgiebel und Segmentbogenverdachung, vorkragende Sohlbänke mit volutenartigen Konsolsteinen, zweites Obergeschoss mit einfachen Fenstereinfassungen, profiliertes Kranzgesims, Satteldach, zwei Gauben mit Satteldach. | 09231583 |
| Direkt Bild zu diesem Denkmal hochladen | Mietshaus in geschlossener Bebauung | Robert-Müller-Straße 3 (Karte)                               | 1879                                                        | Gründerzeitbau, baulich überformt und vereinfacht von städtebaulichem Wert. Dreigeschossig, fünf Achsen, ursprünglich zweigeschossig, Erdgeschoss Putznutung, Eingang seitlich, Fenster und Türen überformt, als Teil des Gründerzeitensembles von städtebaulichem Wert. | 09231584 |
| Direkt Bild zu diesem Denkmal hochladen | Mietshaus in geschlossener Bebauung | Robert-Müller-Straße 5 (Karte)                               | 1878                                                        | vereinfachter und überformter Gründerzeitbau von städtebaulichem Wert. Aufgestockt, daher heute dreigeschossig, sechs Achsen, Erdgeschoss mit angedeuteter Putznutung, Segmentbogenfenstern, mittig angeordnetem Hauseingang, Fenster und Türen erneuert, Haus an und für sich komplett überformt aber wichtig aus städtebaulichen Gründen als Teil dieses gut erhaltenen Stadtquartiers. | 09231585 |
| Direkt Bild zu diesem Denkmal hochladen | Mietshaus in geschlossener Bebauung | Robert-Müller-Straße 7 (Karte)                               | 1875                                                        | gründerzeitlicher Putzbau von baugeschichtlichem und städtebaulichem Wert in sehr gutem Originalzustand. Zweigeschossig, sechs Achsen, Mittelrisalit mit Hauseingang, originaler zweiflügeliger Holztür, Rahmenfüllungstür mit schmalem gesprosstem Oberlicht, Hauseingang zurückversetzt, Sockel Polygonmauerwerk, Erdgeschoss Putzquaderung und Putznutung, profiliertes Gurtgesims, Obergeschoss mit waagerechter Fensterverdachung am Mittelrisalit mit Dreieckgiebelverdachung, dreiachsiger Dacherker mit Dreieckgiebel, Satteldach. | 09230860 |
| Direkt Bild zu diesem Denkmal hochladen | Ehemalige Amtshauptmannschaft, heute Landratsamt | Robert-Müller-Straße 8 (Karte)                               | 1892                                                        | repräsentatives Verwaltungsgebäude von regionalhistorischer und bauhistorischer Bedeutung. Bei der Sanierung 1997/98 wurde die originale Deckenmalerei im Sitzungssaal freigelegt und restauriert. Breit gelagerter repräsentativer Bau mit bossierten Putzquadern im Sockelbereich und originalen Gittern, Eingang seitlich mit reichen Ziervergitterungen und Sachsenwappen nachgebildet, Fenster dem Original nachempfunden, im Erdgeschoss Rechteckfenster, im Obergeschoss Rundbogenfenster mit aufwändigen Fenstereinfassungen, Sockel auch mit bossierten Sandsteinquadern, Mansarddach, zwei Seitenrisalite mit aufwändigen originalen Dacherkern mit Segmentbogenabschluss, Sitzungssaal mit qualitätvoller Ausmalung u. a. bemalte Stuckdecke und Sachsenwappen, Fassade ursprünglich Klinker, seit 1939 überputzt. | 09230861 |
| Direkt Bild zu diesem Denkmal hochladen | Mietshaus in geschlossener Bebauung | Robert-Müller-Straße 10 (Karte)                              | 1882                                                        | architektonisch qualitätvoller Gründerzeitbau in sehr gutem Originalzustand von baugeschichtlichem und städtebaulichem Wert. Dreigeschossig, sechs Achsen, Sockel Polygonmauerwerk, Erdgeschoss Putznutung sowie Putzfelder, Eingang mittig zurückversetzt mit Treppe, Fenstergewände und Portal Sandstein, originale Haustür, zweiflügelig, Rahmenfüllungstür u. a. mit Diamantquadern besetzt, schmales gesprosstes Oberlicht, profiliertes Sandsteingurtgesims, regelmäßige Anordnung der Rechteckfenster in den Obergeschossen ebenfalls mit Sandsteinfenstereinfassungen, vorkragenden Sohlbänken auf volutenartigen Konsolsteinen, waagerechte Fensterverdachungen, Dachbereich verändert, profiliertes Kranzgesims. | 09231832 |
| Direkt Bild zu diesem Denkmal hochladen | Mietshaus in geschlossener Bebauung | Robert-Müller-Straße 11 (Karte)                              | 1877                                                        | gründerzeitlicher Putzbau in gutem Originalzustand von baugeschichtlichem und städtebaulichem Wert. Heute wieder zweigeschossig, sechs Achsen, Mittelrisalit über zwei Achsen, Eingang am Mittelrisalit zurückversetzt mit originaler Haustür, mit zweiflügeliger Füllungstür, schmales Oberlicht gesprosst, Segmentbogenfenster im Erdgeschoss, erstes Obergeschoss Rechteckfenster mit waagerechter Fensterverdachung und Dreieckgiebelverdachung, am Mittelrisalit vorkragende Sohlbänke auf volutenartigen Konsolsteinen mit Akanthusblatt dekoriert, heute wieder Satteldach mit zweiachsigem Dacherker, Haus ursprünglich aufgestockt, heute wieder zurückgebaut dem Original entsprechend. | 09231833 |
| Direkt Bild zu diesem Denkmal hochladen | Mietshaus in geschlossener Bebauung | Robert-Müller-Straße 12 (Karte)                              | 1888                                                        | architektonisch anspruchsvoller Putzbau von baukünstlerischer, baugeschichtlicher und städtebaulicher Bedeutung. Dreigeschossig, sieben Achsen, Putz mit Putz-Stuck-Dekorationen und Putzbänder, Tordurchfahrt seitlich mit Rundbogenöffnung, Schlussstein mit bärtigem Mann, neben dem Tor Sandsteinsockel Polygonmauerwerk, Fenster annähernd dem Original nachempfunden, aufwändige Fenstergewände im ersten Obergeschoss, Sandstein, mit waagerechter Fensterverdachung bzw. kräftig vortretenden Segmentbogenverdachungen mit Schwandarstellung im Bogenfeld sowie Medaillons mit floralen Dekorationen, im zweiten Obergeschoss waagerechte Fensterverdachungen als Schlussstein drei bärtige Köpfe, Seitenrisalit flankiert von Pilastern mit Nutung, Dachbereich verändert, Kranzgesims reich ausgebildet u. a. mit Konsolsteinen sowie an einem Fries, der an den Eierstabfries erinnert, nur breiter gezogen, oval, in der Mitte der Fassade aufwändiger original erhaltener Fahnenhalter, schmiedeeisern mit Drachen am Anfang. | 09230862 |
| Direkt Bild zu diesem Denkmal hochladen | Mietshaus in geschlossener Bebauung | Robert-Müller-Straße 13 (Karte)                              | 1877                                                        | mit Laden, gründerzeitlicher Putzbau in sehr gutem Originalzustand von baugeschichtlichem und städtebaulichem Wert. Zweigeschossig, sechs Achsen, Mittelrisalit über zwei Achsen, dort Hauseingang, leicht zurückversetzt mit einläufiger Treppe, originaler Haustür mit schmalem gesprosstem Oberlicht, Haustür zweiflügelig, Putznutung im Erdgeschoss, seitlich Laden mit einem Schaufenster, Obergeschoss mit waagerechter Fensterverdachung, am Mittelrisalit Dreieckgiebelverdachung auf Konsolsteinen, zwei vorkragende Sohlbänke, ebenfalls auf geschweiften Konsolsteinen mit Akanthusblatt dekoriert, zweiachsiger Dacherker mit Dreieckgiebel, Satteldach, Dachliegefenster. | 09230863 |
| Direkt Bild zu diesem Denkmal hochladen | Mietshaus in geschlossener Bebauung | Robert-Müller-Straße 14 (Karte)                              | 1893                                                        | repräsentativer Klinkerbau in sehr gutem Originalzustand von städtebaulichem und baugeschichtlichem Wert. Viergeschossig, sechs Achsen, orangeroter Klinker, Eingang seitlich mit bemerkenswertem Türportal mit Löwenkopf als Schlussstein, die Toreinfahrt zweiflügelig mit Oberlicht dem Original nachempfunden, ebenso die Fenster annähernd dem Original, Fenster mit neobarocken Fenstereinfassungen mit Schlussstein, über zwei Fenstern im ersten Obergeschoss Segmentbogenverdachung, im Bogenfeld Medaillon mit den Initialen „TS“ bzw. der Baudatierung 1893, Mansarddach mit veränderten Gauben. | 09230864 |
| Direkt Bild zu diesem Denkmal hochladen | Mietshaus in Ecklage in geschlossener Bebauung | Robert-Müller-Straße 18 (Karte)                              | 1874                                                        | mit Laden, Putzbau mit qualitätvoller Jugendstil-Ladenausstattung eines Fleischerladens, von bauhistorischer und städtebaulicher Bedeutung. Breit gelagerter dreigeschossiger Putzbau, 7 × 5 Achsen, Erdgeschoss Putznutung, Putz vermutlich erneuert, originale Ladentür, Fenster verändert, Obergeschoss Fenster jeweils in der Senkrechten zusammengefasst durch einheitliche Putzbänder, zwischen den Fenstern des ersten und des zweiten Obergeschoss Putz-Stuck-Dekorationen u. a. Blattdarstellungen, an der Ecke aufgeputzte Pilaster, Dachbereich verändert, im Laden Wandfliesen Jugendstil in sehr guter Qualität erhalten, über der Ladentür Putz-Stuck-Dekoration Darstellung eines Ochsenkopfes in Medaillon. | 09230865 |
| Direkt Bild zu diesem Denkmal hochladen | Mietshaus mit Ausmalungen im Treppenhaus | Robert-Müller-Straße 22 (Karte)                              | 1874                                                        | schlichter Putzbau mit bemerkenswerter Ausmalung von Vorhalle und Erdgeschossbereich des Treppenhauses. Qualitätvolles Tor mit geschliffenen Scheiben original aufgearbeitet sowie Tordurchfahrt mit gründerzeitlicher Ausmalung, restauriert (bildliche Darstellung), Mietshaus sollte später aus der Denkmalliste gestrichen werden, nur Ausmalung bleibt Denkmal. | 09230866 |
| Direkt Bild zu diesem Denkmal hochladen | Mietshaus in geschlossener Bebauung | Robert-Müller-Straße 27 (Karte)                              | 1876                                                        | um 1911 überformter Gründerzeitbau mit qualitätvoller Fassadengestaltung von baugeschichtlichem und städtebaulichem Wert. Dreigeschossig, vier Achsen, Erdgeschoss Putznutung, mittig angeordneter Hauseingang leicht zurückversetzt mit zweiflügeligem originalem Tor mit Zahnschnittfries am Kämpfer und schmalem gesprosstem Oberlicht, im Erdgeschoss Segmentbogenfenster, ansonsten Rechteckfenster, Fassade 1911 überformt mit den entsprechenden floralen Dekorationen, Dachbereich verändert. | 09230868 |
| Direkt Bild zu diesem Denkmal hochladen | Mietshaus in geschlossener Bebauung | Robert-Müller-Straße 31 (Karte)                              | 1876                                                        | Putzbau mit anspruchsvoller Fassadengestaltung in sehr gutem Originalzustand von baugeschichtlichem Wert. Heute dreigeschossiger sechsachsiger Putzbau mit seitlich angeordneter Tordurchfahrt mit originalem Tor, Sockel Polygonmauerwerk, profiliertes Gurtgesims, aufgeputzte Pilaster, zarte Putz-Stuck-Dekorationen an den Fensterbrüstungen zwischen dem ersten und zweiten Obergeschoss, u. a. mit Zopfornamentik und Kränzen abstrahiert, Dacherker, Mansarddach mit Biberschwanzdeckung verändert, baulich verändert, ursprünglich gründerzeitlicher zweigeschossiger Bau aufgestockt und überformt, sehr schönes originales dreiflügeliges Tor mit Schnitzerei am Mittelflügel u. a. Früchte und Blattwerk. | 09230869 |
| Direkt Bild zu diesem Denkmal hochladen | Wohnhaus in halboffener Bebauung in Ecklage | Robert-Müller-Straße 38 (Karte)                              | 1869                                                        | gründerzeitlicher Putzbau in sehr gutem Originalzustand von baugeschichtlichem und städtebaulichem Wert. Teil einer zeitgleich gestalteten Wohnhauszeile, die selten im Regierungsbezirk Chemnitz in dieser Qualität erhalten ist, daher von großer städtebaulicher Bedeutung, ebenso von baugeschichtlicher Bedeutung. Zweigeschossiger Putzbau, 8 × 6 Achsen, über winkelförmigem Grundriss, Eingang in der Robert-Blum-Straße zurückversetzt mit einläufiger Treppe, im Erdgeschoss zarte Putznutung, profiliertes Kranzgesims, Obergeschoss mit waagerechten Fensterverdachungen mit schlichten profilierten Fenstereinfassungen, vorkragenden Sohlbänken auf Konsolsteinen, Fensterbrüstungen mit einfachen zierlichen Putzritzungen dekoriert, im Dachbereich vereinfacht und verändert, ebenso die Fenster vereinfacht, Satteldach, zweiachsiger Dacherker über dem Eingang mit Rundfenster im Giebeldreieck. | 09230870 |
| Direkt Bild zu diesem Denkmal hochladen | Fabrikantenvilla mit Nebengebäude, Orangerie, Park und Einfriedung | Scheringerstraße 1; 3 (Karte)                                | 1912                                                        | ehemalige Villa des Fabrikanten Carl Friedrich Leonhardt, architektonisch bemerkenswerter Bau der Reformarchitektur um 1910, dominiert von straßenseitigem Eingang mit Auffahrt sowie Gartensaal, Austritt und Brunnennische an der Rückseite, Fassadengestaltung mit stilisierten Elementen des Klassizismus und des Barock sowie Jugendstilmotiven, Architekten William Lossow und Max Hans Kühne (Dresden), überörtlich bedeutend, von bauhistorischem, baukünstlerischem, personengeschichtlichem und städtebaulichem Wert Aufwändig gestalteter Villenbau, wohl zu den bedeutendsten Architekturdenkmalen Zwickaus zählend; Der zweigeschossige, breit lagernde Putzbau über unregelmäßigem Grundriss besticht durch die reichhaltigen und qualitätvollen Fassaden-Gliederungselemente und die ausgewogenen Proportionen des Baukörpers. Beeindruckend ist der Eingangsbereich mit überdachter Auffahrt / Vorfahrt. Die Fassade wird gegliedert durch verschiedene Wandvorlagen, Lisenen und Pilaster aus Putz bzw. Sandstein, Flachreliefs, ein umlaufendes Fensterbankgesims zwischen dem Erdgeschoss und dem Obergeschoss sowie Fensteröffnungen, die sich durch ihre Form und ihre Größe unterscheiden. Durch deren Sprossenteilung, aber auch durch ihre Anordnung als Einzelfenster bzw. Fenstergruppe werden sie zu einem wichtigen Gestaltungselement der Fassade. Diese Wirkung wird noch verstärkt durch die erhaltenen Holzklappläden mit Lamellen an den Fenstern im Obergeschoss. An der Gartenseite sind dem Gebäude eingeschossige Veranden vorgelagert, die die gleichen Gestaltungselemente aufweisen. Auch über diesen befinden sich großzügige terrassenartige Balkone mit Steinbrüstungen. Den Abschluss des Hauses bildet ein gut proportioniertes Mansardwalmdach mit halbrund abschließenden, einzeln stehenden Gauben. Die zweiflüglige Haustür aus Eiche ist original erhalten. Die Füllungen der Tür sind mit qualitätvollen Schnitzereien versehen. Über der Tür befindet sich ein Sandsteinrelief mit zwei Putten und einem Wappen mit der Bezeichnung „ANNO 1912“. Im Inneren ist die qualitätvolle Ausstattung erhalten. Hierzu gehört das Speisezimmer mit originaler Wandvertäfelung, einem großen Spiegel aus facettierten Einzelteilen und eingearbeiteten Gemälden (Öl auf Leinwand – u. a. Kopie von Rembrandts Selbstbildnis mit Saskia), ein großzügig angelegtes Vestibül mit reicher Marmorausstattung. 1995 erfolgte eine teilweise Restaurierung des Treppenhauses, wobei dieses zum Teil eine Analogiefassung erhielt. 1996 erfolgte die Sanierung der Fassade und des Kupferdachs. Weiterhin wurde eine Tür freigelegt und restauriert. Die Füllungen dieser Tür waren mit Malereien versehen. 2001 folgte die Restaurierung eines Wandfrieses mit mythologischen Darstellungen (im Dachgeschoss im ehem. Mädchenzimmer). Nebengebäude über unregelmäßigem Grundriss mit zwei Garagen; Im Gebäude waren Wohnungen für Bedienstete untergebracht (u. a. Wohnung des ehemaligen Kraftwagenführers Paul Möckel). An dieses Gebäude schloss sich die Orangerie an, ein eingeschossiger Putzbau, der durch hohe sprossengeteilte Rundbogenfenster und ein hohes Mansarddach geprägt wird. Im Inneren dieses Gebäudes finden sich noch Reste der Ausmalung, die 1999 bei der Sanierung des Gebäudes teilweise restauriert wurden. Park von original erhaltener schmiedeeiserner Einfriedung eingefasst; alter Baumbestand, Rhododendren und Trennmauer mit ovalen vergitterten Durchbrüchen zwischen der gepflasterten Auffahrt zum Nebengebäude und dem Garten | 09230913 |
| Direkt Bild zu diesem Denkmal hochladen | Villa mit Kutscherhaus und Einfriedung | Scheringerstraße 2; 2a; 2b; 2c (Karte)                       | 1887                                                        | repräsentativer, architektonisch anspruchsvoller Historismusbau in sehr gutem Originalzustand, von personengeschichtlicher, städtebaulicher, baukünstlerischer und baugeschichtlicher Bedeutung Villa zweigeschossig über unregelmäßigem Grundriss mit Mittelrisalit straßenseitig; hier polygonaler Erker im Erdgeschoss; Die Fassade wurde mit gelben Klinkerverblendern versehen, die durch Sandsteinquaderung an den Ecken belebt wird. Auch der Erker wurde mit Sandsteinplatten verkleidet. Seitlich, gegenüber dem Hauseingang, befindet sich ein hölzerner Wintergartenanbau (möglicherweise nachträglich angefügt). Das Treppenhaus wird belichtet durch hohe schlanke Rundbogenfenster. An der Nord-West-Ecke des Hauses befindet sich ein dreigeschossiger Treppen-Turm über polygonalem Grundriss, dessen Haube allerdings nicht erhalten geblieben ist. Die Fensteröffnungen unterscheiden sich in Form und Größe. Neben Rechteckfenstern sind flache Segmentbogenfenster mit profilierten Fenstereinfassungen, teilweise mit waagerechten Fensterverdachungen anzutreffen. Über dem Mittelrisalit befindet sich ein kleines Zwerchhaus mit seitlichen Voluten. Den Hausabschluss bildet ein schiefergedecktes Mansardwalmdach. Einfriedung: Klinkerpfeiler mit Sandsteinabdeckung und Granitsockel, schmiedeeiserner verzierter Zaun, Natursteinsockel in Polygonalmauerwerk Hintergebäude ein- und zweigeschossig mit schiefergedecktem Mansarddach; Fassade mit gelben Klinkerverblendern verkleidet, die Hauskanten und die Segmentbogen-Fensteröffnungen werden durch rote Klinker betont. Weiterhin wird die Fassade durch umlaufende Binderschichten aus roten Klinkern gegliedert. Eine horizontale Gliederung bildet das Fensterbankgesims aus Sandstein im ersten Obergeschoss. Der Drempelbereich wird durch vorkragende Deckenbalkenköpfe und hölzerne Stützen unterhalb der Dachtraufe gestaltet. Das Dach wird geprägt von Dreiecksgauben. Bauherr war Wilhelm Otto Thost, um 1912 Rittergutsbesitzer auf Gut Schmochwitz bei Bautzen. Im Kutscherhaus wohnte der herrschaftliche Kutscher Johann Carl Müller, um 1912 sind hier der herrschaftliche Kutscher Friedrich Tomas und der Hausmann Anton Albrecht verzeichnet. | 09230914 |
| Direkt Bild zu diesem Denkmal hochladen | Mietshaus in geschlossener Bebauung | Scheringerstraße 8 (Karte)                                   | 1874                                                        | zeittypischer Gründerzeitbau von städtebaulichem und baugeschichtlichem Wert zweigeschossig, sieben Achsen, dreiachsiger Mittelrisalit, im Erdgeschoss Putznutung, die Fenster gestalterisch hervorgehoben durch vorkragende Sohlbänke, im Obergeschoss auf volutenartigen Konsolsteinen sowie Fensterverdachungen mit waagerechtem Gebälk, dreiachsiger Dacherker ohne Zierrat flankiert von je zwei kleinen halbrunden Blechgauben; Bewohner des Hauses war Julius Lange, der technische Direktor der Zwickauer Maschinenfabrik; Haus zwar in der Fassade original erhalten, jedoch Tür und Fenster nicht vorbildgerecht erneuert, schon vor 1990 überformt, Haus vernachlässigt und langjährig leer stehend | 09231835 |
| Direkt Bild zu diesem Denkmal hochladen | Mietshaus in geschlossener Bebauung | Scheringerstraße 11 (Karte)                                  |                                                             | mit Laden, seit seiner Erbauung Bäckerei, historisierender Putzbau von baukünstlerischem und städtebaulichem Wert. Dreigeschossig, sechs Achsen, davon Mittelrisalit über vier Achsen, seitlich angeordnet Tordurchfahrt mit originalem Tor und gesprosstem Oberlicht, verkröpftes und profiliertes Gurtgesims, Erdgeschoss Putzquaderung, ehemals Segmentbogenfenster im Erdgeschoss, nicht vorbildgerechte neue Fenster, entstellende Ladentür, Obergeschosse Rechteckfenster, Pilaster flankieren den Risalit, Fensterbankgesims, profilierte Fenstergewände mit waagerechten Fensterverdachungen im 1. Obergeschoss, am Mittelrisalit von Frauenköpfchen bekrönt, Fensterverdachungen im zweiten Obergeschoss mit Segmentbögen bzw. Dreiecksgiebeln, zwischen den Fenstern im zweiten Obergeschoss zwei quadratische Putzreliefs u. a. mit Frauenköpfen, Kranzgesims am Mittelrisalit mit Würfelfries, Sanierung 1994. | 09230915 |
| Direkt Bild zu diesem Denkmal hochladen | Mietshaus in geschlossener Bebauung | Scheringerstraße 12 (Karte)                                  | 1874                                                        | repräsentativer, gründerzeitlicher Putzbau in sehr gutem Originalzustand von städtebaulichem, baugeschichtlichem und baukünstlerischem Wert. Dreigeschossig, sieben Achsen, davon dreiachsiger Mittelrisalit, Erdgeschoss Putznutung, verkröpftes Gurtgesims, Fenstereinfassungen in den beiden Obergeschossen mit profilierten Fenstergewänden und waagerechten Fensterverdachungen, am Mittelrisalit im ersten Obergeschoss Segmentbogenfensterverdachung, im zweiten Obergeschoss Dreieckgiebelfensterverdachung, dreiachsiger Frontispiz mit Dreieckgiebel, im Giebelfeld Putz-Stuck-Dekorationen (Früchte, Lyra im Lorbeerkranz und Blattgirlanden), am Mittelrisalit zwischen den Fenstern im ersten Obergeschoss Putz–Stuck–Dekorationen (Engelsköpfe sowie Girlanden u. a.), Hauseingang seitlich und zurückversetzt mit Stufen, originale aufgearbeitete zweiflügelige Haustür mit Füllungen und Glaseinsätzen sowie geteiltem Oberlicht, Sanierung 2001. | 09230916 |
| Direkt Bild zu diesem Denkmal hochladen | Gardinenfabrik | Seilerstraße 1 (Karte)                                       | 1898                                                        | typische Industrieanlage eines besonders im Vogtland weit verbreiteten Industriezweiges von regionalgeschichtlicher Bedeutung. Der Gebäudekomplex zeigt in seinem äußeren Erscheinungsbild die typische Industriearchitektur der Jahrhundertwende. Diese charakteristischen und architektonisch gestalteten Fabrikgebäude prägten eine ganze Industrielandschaft, vor allem an den Textilstandorten des oberen Erzgebirges und im Vogtland. Die weiträumigen Webereigebäude stellen in ihrer Bauweise ganze Produktionsabläufe dar. Sie sind aus geschichtlicher, wissenschaftlicher und städtebaulicher Sicht bedeutsam. Die Bedeutung für die Umgebung und die Darstellung einer Epoche haben Bedeutung für eine Kulturlandschaft und einen hohen Erlebnis- und Erinnerungswert. Besondere architektonische Bedeutung besitzen die Außenfassaden in ihrer Gliederung, Fensterteilungen und Fenstergliederungen, sowie die mit Formsteinen unterschiedlich strukturierten Fassadenelemente. Schlichter Fabrikbau, baulich auch verändert, vor allem die Fensteröffnungen, keinerlei überregionale baugeschichtliche Bedeutung. | 09231152 |
| Direkt Bild zu diesem Denkmal hochladen | Mietshaus in geschlossener Bebauung | Spiegelstraße 1 (Karte)                                      | 1898                                                        | original erhaltener Klinkerbau von baugeschichtlichem und städtebaulichem Wert. Weiß glasierte Ziegel, Sockel rote Klinker, porphyrfarbene Kunststeinfenstereinfassungen- und Türeinfassungen, original erhaltene Haustür, Fenster dem Original nachempfunden, waagerechte Fensterverdachungen im ersten und zweiten Obergeschoss, die mittleren Fensterachsen durch Dreieckgiebel und besondere Fenstergrößen betont, zweiachsiger Dacherker, ebenfalls mit Kunststeinfenstereinfassung, beiderseits originale Gauben, ebenfalls mit Kunststeinverblendungen und Dreiecksgiebeln, Mansarddach. | 09230937 |
| Direkt Bild zu diesem Denkmal hochladen | Mietshaus in geschlossener Bebauung | Spiegelstraße 3 (Karte)                                      | 1900                                                        | städtebaulich und baugeschichtlich bedeutsamer Klinkerbau in sehr gutem Originalzustand. Dreigeschossig, sechs Achsen, orangeroter Klinker, Sockel gelber Klinker, Kunststeinfenstereinfassung und -gliederungselemente, profiliertes Gurtgesims, Segmentbogenfenster im Erdgeschoss, Haustür mittig, ebenfalls mit Segmentbogen abgeschlossen, originale Haustür, erstes Obergeschoss besonders betont u. a. durch Muscheldarstellungen in Blendbögen über den Fenstern, mittige Fensterachse mit Dreieckgiebelverdachungen im 1. Obergeschoss bzw. waagerechter Fensterverdachung im zweiten Obergeschoss, zweiachsiger Dacherker mit Dreieckgiebel und Rundfenster, beiderseits Gauben mit Natursteinverblendung, Mansarddach. | 09230938 |
| Direkt Bild zu diesem Denkmal hochladen | Mietshaus in geschlossener Bebauung | Spiegelstraße 5 (Karte)                                      | 1899                                                        | Mischbau mit Werksteinverblendung des Erdgeschosses von baugeschichtlichem und städtebaulichem Wert. Repräsentatives Gebäude, dreigeschossig, sechs Achsen, zweiachsiger Mittelrisalit, leicht vorspringend, Erdgeschoss Sandsteinquaderung, seitlich Tordurchfahrt, Obergeschosse profilierte Natursteinfenstereinfassungen mit Kielbögen, Fassade mit weiß glasierte Ziegeln in beiden Obergeschoss verblendet und mit grün glasierten Ziegeln dekoriert, zweiachsiger Dacherker flankiert von zwei Schleppgauben, Mansarddach. | 09230939 |
| Direkt Bild zu diesem Denkmal hochladen | Mietshaus in geschlossener Bebauung | Spiegelstraße 7 (Karte)                                      | 1899                                                        | repräsentativer Klinkerbau in sehr gutem Originalzustand von baugeschichtlichem und städtebaulichem Wert. Dreigeschossig, fünf Achsen, gelber Klinker mit grün glasierten Ziegeln dekoriert, seitlicher Risalit, Haustor seitlich, sehr schönes originales zweiflügeliges Holztor mit geschweiftem gesprosstem Oberlicht, Haustür bezeichnet AD 1899, Rundbogenfenster im Erdgeschoss, Obergeschoss Rechteckfenster mit kielbogenförmigen Fenstereinfassungen, Kunststein, Erker über rechteckigem Grundriss ab erstem Obergeschoss, bezeichnet 1899 an der Fensterbrüstung im zweiten Obergeschoss des Erkers, an der Fensterbrüstung im ersten Obergeschoss Initiale: S, Dacherker mit Satteldach, drei originale Gauben mit Bekrönung, Fenster ursprünglich mit gesprossten Oberlichtern, heute dem Original nachempfunden. | 09230940 |
| Direkt Bild zu diesem Denkmal hochladen | Mietshaus in halboffener Bebauung, Teil einer Hausgruppe (siehe auch Haus Nr. 10 und Lutherstraße 8 und 10) | Spiegelstraße 8 (Karte)                                      | 1899                                                        | gut erhaltener Klinkerbau von städtebaulichem und baugeschichtlichem Wert. Dreigeschossig, fünf Achsen, das Mietshaus bildet einen Teil eines Hausensembles in gleicher Gestaltung, daher großer städtebaulicher Wert, gelber Klinker, die Fenstereinfassungen und der Sockel durch porphyrfarbenen Kunststein abgesetzt, ebenfalls profiliertes Gurtgesims in der gleichen Abfärbung, Fensterachsen im ersten Obergeschoss besonders betont, unter den Sohlbänken Flachreliefs – zwei Putti eine Faunmaske haltend, über den Fenstern geschweifte Fensterverdachungen, im Bogenfeld über dem mittleren Fenster florale Putzstuckdekoration, zweiachsiger Dacherker, der mit dem Nachbarhaus eine Einheit bildet, drei Dacherker – ebenfalls original erhalten mit Muschelornament über den Fenstern, Mansarddach, Bekrönung des mit dem Nachbarhaus gemeinsamen Dacherker ebenfalls mit Muschel und Obelisk, originales Haustor seitlich. | 09230941 |
| Direkt Bild zu diesem Denkmal hochladen | Mietshaus in geschlossener Bebauung | Spiegelstraße 9 (Karte)                                      | bez. 1899                                                   | Breit gelagerter Klinkerbau von baugeschichtlichem und städtebaulichem Wert. Dreigeschossig, sieben Achsen, gelber Klinker, Sockel nachträglich mit Natursteinverkleidung, etwas seitlich versetzter Hauseingang mit originaler Haustür, zweiflügelig mit schmalem gesprosstem Oberlicht, Obergeschoss mit Natursteinfenstereinfassungen, Brüstungen mit Flachreliefs dekoriert, repräsentative Ausbildung der Fenster im ersten Obergeschoss mit Dreieckgiebelverdachung und Engelsköpfen im Giebelfeld, zweiachsiger Dacherker mit Balustrade als Bekrönung, sehr schöne originale neobarocke Gauben mit Natursteinverblendungen, Mansarddach. | 09230942 |
| Direkt Bild zu diesem Denkmal hochladen | Mietshaus in geschlossener Bebauung, Teil einer Hausgruppe (siehe auch Haus Nr. 8 sowie Lutherstraße 8 und 10) | Spiegelstraße 10 (Karte)                                     | 1899                                                        | repräsentativer Klinkerbau von großem städtebaulichen und baugeschichtlichen Wert. Gleiche Gestaltung wie das Nachbarhaus, mit der Hausnummer 8 eine Einheit bildend. | 09230943 |
| Direkt Bild zu diesem Denkmal hochladen | Mietshaus in geschlossener Bebauung | Spiegelstraße 11 (Karte)                                     | 1906                                                        | Breit lagernder Putzbau in gutem Originalzustand von städtebaulichem und baugeschichtlichem Wert. Erdgeschoss mit Putzquaderung, Glattputz in den Obergeschoss, die mittleren drei Fensterachsen in den Obergeschoss leicht zurückversetzt, Fenster ursprünglich mit gesprossten Oberlichtern – heute dem Original nachempfunden, mittig angeordneter Hauseingang mit originaler Haustür mit ebenfalls gesprosstem Oberlicht, volutenartiger Dacherker, beiderseits Schleppgauben original erhalten, Mansarddach. | 09230944 |
| Direkt Bild zu diesem Denkmal hochladen | Mietshaus in geschlossener Bebauung | Spiegelstraße 13 (Karte)                                     | 1907                                                        | Breit lagerndes Gebäude in Mischbauweise, von baugeschichtlichem und städtebaulichem Wert. Breit lagerndes Gebäude mit weiß glasierten Ziegeln, im Erdgeschoss-Bereich teilweise mit Kunststeinquaderung, Rundbogenfenster im Erdgeschoss, mittig angeordneter Hauseingang mit Aufwändiger Türeinfassung, mittig angeordneter Erker über rechteckigem Grundriss ab erstem Obergeschoss mit Zierfachwerk im zweiten Obergeschoss, Fenster mit sprossengeteilten Oberlichtern – dem Original nachempfunden, zweiachsiger Dacherker bezeichnet 1935 (für Umbau), am Erker bezeichnet 1907 (für Erbauungszeit), Dach vermutlich aufgestockt, durch Verschieferung optisch altes Erscheinungsbild weitgehend gewahrt. | 09230945 |
| Direkt Bild zu diesem Denkmal hochladen | Mietshaus in Ecklage in geschlossener Bebauung | Spiegelstraße 46 (Karte)                                     | 1884                                                        | städtebaulich bedeutsamer Putzbau in sehr gutem Originalzustand von baugeschichtlichem Wert. Dreigeschossig, 4 × 7 Achsen, Putznutung im Erdgeschoss, profiliertes Gurtgesims, Laden an der Ecke im Erdgeschoss, Kunststeinfenstereinfassungen in allen Geschossen, in den Obergeschoss teilweise zwei Fensterachsen zusammengefasst und gestalterisch hervorgehoben durch Dreieckgiebelverdachungen bzw. Segmentbogenverdachungen, volutenartige Konsolsteine unter Sohlbänken und Fensterverdachungen, profiliertes Gurtgesims, zweiachsiger Dacherker, Fenster nicht originalgetreu erneuert, Hauseingänge und Ladentüren zurückversetzt mit Treppe, Denkmalwert: baugeschichtlicher Wert auf Grund seiner singulären architektonischen Gestaltung in Zwickau. | 09230947 |
| Direkt Bild zu diesem Denkmal hochladen | Mietshaus in Ecklage in geschlossener Bebauung | Spiegelstraße 59 (Karte)                                     | 1886                                                        | mit Laden, repräsentativer städtebaulich bedeutsamer Putzbau von baugeschichtlicher Bedeutung. Breit gelagert, Ecke polygonal ausgebildet mit Laden, Putzquaderung im Erdgeschoss, Hauseingang leicht zurückversetzt mit originaler zweiflügeliger Haustür mit gesprosstem Oberlicht, profiliertes Gurtgesims, Fenster im ersten Obergeschoss betont u. a. durch Flachreliefs mit floralen Dekorationen unter den Fenstern, Fenstereinfassungen Kunststein, waagerechte Fensterverdachungen in beiden Obergeschoss, die Fenster am Eckrisalit im ersten Obergeschoss mit Dreieckgiebelverdachung über volutenartigen Konsolsteinen, Ecke überhöht, profiliertes Kranzgesims, Fenstereinfassungen Sandstein, dreiachsiger Dacherker | 09230949 |
| Direkt Bild zu diesem Denkmal hochladen | Mietshaus in geschlossener Bebauung | Stiftstraße 1 (Karte)                                        | 1898                                                        | aufwändig gestaltetes Gebäude in Klinkermischbauweise von baukünstlerischer, städtebaulicher und baugeschichtlicher Bedeutung. Breit gelagertes Gebäude, Erdgeschoss Putz mit Putznutung sowie neogotischer Ornamentik, seitlich angeordneter Toreinfahrt mit originalem Tor und gesprosstem Oberlicht, Segmentbogenöffnungen im Erdgeschoss – Zwillingsfenster mit Blendarkade, Obergeschosse Fenster jeweils zusammengefasst durch gemeinsame Fenstereinfassungen und Fensterverdachungen, teilweise flankiert von Säulen, die Fensterbrüstung teilweise mit eingestellten Balustern, Unter den Dreieckgiebelverdachungen Palmetten, Fensterbrüstungen dekoriert mit Wappen, aufwändige Treppengiebel bzw. Volutengiebel durch Segmentbögen abschließend, darin ebenfalls Palmetten, originale Gauben, weiß glasierte Ziegelverblender in beiden Obergeschoss, sehr guter Originalzustand, aufwändige Gestaltung, das Gebäude ist Bestandteil eines der markantesten und bedeutendsten Straßenzüge dieser Bauzeit in Zwickau, im Inneren zahlreiche Stuckdecken erhalten, ebenso Stuckdecken in der Tordurchfahrt sowie Schablonenmalerei, Treppenhaus nach Befund restauriert, originales Eisengeländer sowie Eisentreppe und erhaltene Wohnungseingangstüren. | 09230950 |
| Direkt Bild zu diesem Denkmal hochladen | Villa, später Augenklinik | Stiftstraße 1a (Karte)                                       | 1876                                                        | architektonisch anspruchsvoller Putzbau von städtebaulicher und baugeschichtlicher sowie ortsgeschichtlicher Bedeutung. Ehemalige Villa, ursprünglich mit sechs Achsen und Eckrisalit, später erweitert. Zweigeschossiger Putzbau, Eckrisalit dreigeschossig, Erweiterungsbau ebenfalls zweigeschossig mit halbrund vorspringendem Erker mit Sandsteinverkleidung, im Dachgeschoss polygonal fortgesetzt, mit Pyramidenhelm abschließend, welcher durch einen Eisenmast bekrönt wird, Dachgeschoss ausgebaut, im Obergeschoss aufwändige Fenstereinfassungen, mittig Balkon auf großen Kragkonsolen. | 09230772 |
| Direkt Bild zu diesem Denkmal hochladen | Mietshaus in geschlossener Bebauung, Teil eines Doppelwohnhauses (zugehörig Nr. 5) | Stiftstraße 3 (Karte)                                        | 1899                                                        | repräsentativer gründerzeitlicher Klinkerbau in sehr gutem Originalzustand von baukünstlerischer, städtebaulicher und baugeschichtlicher Bedeutung. Breit gelagerter orangegelber Klinkerbau, dreigeschossig, Fenster zu Fenstergruppen zusammengefasst, Natursteinfenstergewände, Natursteingliederung mit vorgelagerten Pilastern auf dreieckigem Grundriss, spitz zulaufende Fenster im Erdgeschoss Segmentbogenfenster, ansonsten Rechteckfenster, die Fassade belebt u. a. durch grün glasierte Ziegel, aufwändiger Dacherker, zweiachsig mit Natursteinverblendung Sandstein, hohes Mansarddach mit Schieferdeckung, Schleppgauben, originales, seitlich angeordnetes Tor mit großen Glaseinsätzen und zarter Sprossenteilung. | 09230951 |
| Direkt Bild zu diesem Denkmal hochladen | Mietshaus in Ecklage in geschlossener Bebauung, Teil eines Doppelwohnhauses (zugehörig Nr. 3) | Stiftstraße 5 (Karte)                                        | 1900                                                        | mit Laden, breit gelagerter Klinkerbau in sehr gutem Originalzustand von städtebaulichem, baukünstlerischem und baugeschichtlichem Wert. Breit gelagerter orangegelber Klinkerbau, dreigeschossig, polygonale Eckausbildung mit Eckrisalit, dort Laden, Schaufensterfront leicht verändert, seitlich angeordnetes breites Tor mit großen Glaseinsätzen und hohem Oberlicht, 2 markante zweiachsige Dacherker mit Blendgiebeln und Segmentbögen mit Sandsteinverkleidung, gleiche Dekoration wie das Nachbarhaus. | 09230952 |
| Direkt Bild zu diesem Denkmal hochladen | Ehemaliges Stadtgut mit späterer Einfriedung und Garten (Gartendenkmal), heute Verwaltungsgebäude | Stiftstraße 7 (Karte)                                        | 1715/1725                                                   | Breit gelagerter barocker Putzbau in sehr gutem Originalzustand von stadtgeschichtlicher und baugeschichtlicher Bedeutung. Einfriedung: Holzlattenzaun mit Pfeilern aus Theumaer Schiefer an der südlichen und östlichen Grundstücksgrenze, zweiflügliges Zugangstor aus Holz von Osten von der Stiftstraße, Garten: Hauptzugangsweg vom Zugangstor zum Gebäude sowie Fläche vor dem Gebäude mit Platten aus Theumaer Schiefer belegt, Altgehölzbestand aus u. a. Winter-Linden (Tilia cordata), Spitz-Ahorn (Acer platanoides), Berg-Ahorn (Acer pseudoplatanus) und Rhododendren, historische Gaslaternen (elektrifizierte Nachgüsse). | 09230953 |
| Direkt Bild zu diesem Denkmal hochladen | Ehemalige Maschinenhalle der Energie- und Verkehrsaktiengesellschaft Westsachsen mit erhaltenem Brückenkran | Stiftstraße 9 (Karte)                                        | 1893–1894                                                   | industriehistorisch bemerkenswertes Gebäude von baugeschichtlichem, stadtgeschichtlichem und technikgeschichtlichem Wert (Verwaltungsgebäude abgebrochen). In der Maschinenhalle befinden sich handgenietete Stahlfachwerkbinder sowie ein Zwei-Träger-Brückenkran mit Kettenantrieb. | 09230954 |
| Direkt Bild zu diesem Denkmal hochladen | Einzeldenkmal o. g. Sachgesamtheit: Ehemaliges Laboratoriums- und Isoliergebäude des Krankenstiftes, heute Robert-Schumann-Konservatorium und ehemaliges Bettenhaus des Kreiskrankenstiftes, später Pavillon der Knappschafts- und Berufsgenossenschaft, heute Kammermusiksaal des Robert-Schumann-Konservatoriums (siehe Sachgesamtheit 09301853) | Stiftstraße 10 (Karte)                                       | 1904-1906 (ehemaliges Laboratoriumsgebäude und Isolierhaus) | Bestandteil eines stadtgeschichtlich bedeutsamen, einheitlich gestalteten Gebäudeensembles in sehr gutem Originalzustand. Ehemaliges Laboratoriums- und Isoliergebäude: ehemals zum Kreiskrankenstift gehörig, im Inneren im Erdgeschoss originale Türen sowie Terrazzotreppen und Terrazzopodeste, ansonsten einfach. ehemaliges Bettenhaus des Kreiskrankenstiftes (ehemals unter Werdauer Straße 14 erfasst): Klinkerbau. | 09231295 |
| Direkt Bild zu diesem Denkmal hochladen | Mietshaus in Ecklage in geschlossener Bebauung, Teil eines Doppelmietshauses (zugehörig Carolastraße 11) | Stiftstraße 15 (Karte)                                       | 1911                                                        | städtebaulich markanter Jugendstilbau in sehr gutem Originalzustand von baukünstlerischer, städtebaulicher und baugeschichtlicher Bedeutung. Dreigeschossig, mit polygonaler und runder Eckausbildung, Rechteckfenster, zwei markante, die Fassade prägende Erker über rechteckigem Grundriss auf jeweils drei großen Konsolsteinen, zweiachsig mit reicher Putz-Stuck-Dekoration, Jugendstil, hohe zwei- bzw. dreiachsige Dacherker mit ovalem Fenster, im Giebel Zierfachwerk, im Dachbereich Mansarddach mit Schleppgauben, original erhaltene Haustür, in der Vorhalle im Treppenhaus originale Ausmalung, Terrazzoböden, originale Wohnungstüren, geätzte Scheiben, normales Treppengeländer in zeittypischer Gestaltung mit Holzhandlauf, Stuckdecke in der Vorhalle. | 09230955 |
| Direkt Bild zu diesem Denkmal hochladen | Eisenbahnviadukt der Strecke Chemnitz–Zwickau | Werdauer Straße (Karte)                                      | 1869                                                        | zeittypische markante achtjochige Eisenbahnbrücke, wichtiges Dokument der Verkehrsgeschichte. Mit Natursteinen verkleidetes achtjochiges Eisenbahnviadukt über die Wedauer Straße, Fahrbahnaufbau erneuert ebenso Geländer, Teile Natursteinporphyrtuff sowie Schiefer, die Pfeiler der Bögen im unteren Bereich mit dunkelrot glasierten Ziegeln verblendet. | 09231615 |
| Direkt Bild zu diesem Denkmal hochladen | Einzeldenkmale in o. g. Sachgesamtheit: Ehemaliges Kreiskrankenstift bestehend aus zwei Gebäudekomplexen, ein Putzbau (Dreiflügelanlage über U-förmigem Grundriss, Stiftstr. 7) sowie straßenbegleitender Klinkerbau (über winkelförmigem Grundriss, Werdauer Str. 7), Teile der Sachgesamtheit Kreiskrankenstift Zwickau (siehe auch Sachgesamt 09301853) | Werdauer Straße 7 (Karte)                                    | 1843–1845 (altes Kreiskrankenstift)                         | das ehemalige Kreiskrankenstift (Putzbau von 1845) ist das älteste Krankenhaus der Stadt Zwickau und eines der ältesten Sachsens, der Gesamtanlage kommt eine große geschichtliche sowie städtebauliche Bedeutung. Zu Stiftstraße 7: Putzbau, dreigeschossig, über U-förmigem Grundriss mit einfachen profilierten Fenstergewänden, Reihung von Rechteckfenstern, Quaderung an der Ecke, Walmdach, Mittelteil der Dreiflügelanlage mit repräsentativer Fassadenausbildung, Mittelrisalit mit Eckquadern, repräsentativen Eingang mit Pfeilern eingefasst und waagerechter Verdachung, in gleicher Gestaltung auch Treppenhausfenster mit großem Blendgiebel, in dieser Fassade die Fenster zu Zwillingsfenstern zusammengefasst. Werdauer Straße 7: straßenbegleitender Klinkerbau: Ziegelbau mit gelber Klinkerverblendung, Sockel Polygonmauerwerk, Erdgeschoss Segmentbogenfenster, Obergeschoss Rechteckfenster in regelmäßiger Reihung, Seiten- und Mittelrisalite, Dacherker, Gauben verändert, Walmdach, in der Stiftstraße grenzt an den Klinkerbau ein zweigeschossiger Holzerker auf Ziegelsockel, der Sockel verkleidet mit Polygonmauerwerk, der Erker ist original überliefert mit gusseisernen Säulen, die Flächen sind jedoch nachträglich verschlagen. Die Grundsteinlegung für das Kreiskrankenstift Zwickau erfolgte 1841 durch den Kreisdirektor Freiherr von Künßberg. 1845 wurde das Kreiskrankenstift im September offiziell eröffnet. Es bestand damals eindeutig aus dem Hauptbau (Putzbau) und einem zweigeschossigen Putzbau an der Werdauer Straße, wo sich damals auch der Haupteingang des Kreiskrankenstiftes befunden hatte. | 09231001 |
| Direkt Bild zu diesem Denkmal hochladen | Mietshaus in offener Bebauung in Ecklage, mit Vorgarten und Einfriedung | Werdauer Straße 11 (Karte)                                   | 1899                                                        | Teil eines zeitgleich entstandenen Straßenzuges, von baugeschichtlicher und städtebaulicher Bedeutung. Viergeschössiger markanter Klinkerbau mit polygonaler Eckausbildung, diese mit Laden, im Dachbereich aufwändig gestaltet, Fensterverdachungen u. a. durch Segmentbögen und Dreiecksgiebel. | 09231002 |
| Direkt Bild zu diesem Denkmal hochladen | Mietshaus in geschlossener Bebauung, Teil eines zeitgleich entstandenen Straßenzuges von städtebaulichem und baugeschichtlichem Wert | Werdauer Straße 13 (Karte)                                   | 1899                                                        | | 09231003 |
| Direkt Bild zu diesem Denkmal hochladen | Mietshaus in geschlossener Bebauung | Werdauer Straße 15 (Karte)                                   | 1898                                                        | mit Laden, zeittypischer, baulich leicht vereinfachter Klinkerbau von städtebaulicher Bedeutung. Erdgeschoss Ladenfront vermutlich verändert, Sockel Polygonmauerwerk, Toreinfahrt, weiß glasierte Ziegel, zeittypische Gestaltung, aufgestockt. | 09231005 |
| Direkt Bild zu diesem Denkmal hochladen | Mietshauses in halboffener Bebauung, Teil eines Doppelmietshauses (zugehörig Lutherstraße 11) | Werdauer Straße 22 (Karte)                                   | bez. 1912                                                   | repräsentativer Putzbau mit zeittypischem Putz-Stuck-Dekor, Werk des bedeutenden Zwickauer Architekten Gustav Hacault, baugeschichtlich von Bedeutung. Wertvolle Stuckdecken, dreigeschossiger Putzbau in gleicher Gestaltung wie das benachbarte Gebäude mit Putznutung im Erdgeschoss, seitlichem Hauseingang, um den Eingang Putz-Stuck-Dekorationen, florale Dekorationen, Masken und Putti, ab 1. Obergeschoss mittig angeordneter Erker über zwei Etagen auf großen Konsolsteinen über rechteckigem Grundriss, unregelmäßige Fensterformen und Fensteranordnungen, zumeist zu Gruppen zusammengefasst und von Dekorationselementen begrenzt u. a. Fruchtkörbe, die originalen Fenster nur noch teilweise erhalten, diese mit aufwändig sprossengeteilten Oberlichtfenstern, ausgebautes Mansarddach mit großem dominanten Dacherker und Blendgiebel, dort bezeichnet 1912. | 09231008 |
| Direkt Bild zu diesem Denkmal hochladen | Mietshaus in halboffener Bebauung | Werdauer Straße 24 (Karte)                                   | 1903                                                        | aufwändig gestalteter Klinkerbau von baukünstlerischer Bedeutung. Viergeschossig, annähernd quadratischer Grundriss, Eingang seitlich mit aufwändigem Türportal mit gebrochenem Dreieckgiebel, Sockel Porphyrtuffplatten, Erdgeschoss Rauputz mit einfachen Werksteinfenstereinfassungen, einfaches Gurtgesims, Obergeschosse weiß glasierte Ziegel, die Fensteröffnungen der Rechteckfenster mit waagerechtem Sturz mit Kielbogen dekoriert, die Fassade wird geprägt durch die massiven Erker ab 1. Obergeschoss über drei Geschosse, zwei Erker über drei Geschosse bzw. seitlich sogar vier Geschosse dort in den Dachraum hineinreichend, die Erker über rechteckigem Grundriss auf kräftigen getreppten Konsolsteinen, jeweils die Fensteröffnungen eingefasst von grün lasierten Pfeilern, dort am Erker kräftig vortretende Gesimse in Porphyrton, zeittypische Werksteindekorationen am Erker u. a. Zahnschnittfriese, an der Giebelseite aufwändiger Fachwerkziererker, nachträgliche Balkone seitlich, Türen nicht original, Fenster ebenso. | 09231009 |
| Direkt Bild zu diesem Denkmal hochladen | Mietshaus in Ecklage in geschlossener Bebauung | Werdauer Straße 25 (Karte)                                   | 1898                                                        | mit Laden, repräsentativer Kopfbau in aufwändiger Gestaltung von großer städtebaulicher, baugeschichtlicher sowie baukünstlerischer Bedeutung. Breit gelagerter, das Straßenbild prägender Eckbau mit polygonaler Eckausbildung, roter Klinker mit dunkelrot glasierten Binderschichten dekoriert, Fenster dem Original nachempfunden, Rechteckfenster im vierten Obergeschoss, Segmentbogenfenster, Dachbereiche verändert, aufwändiger Dacherker über drei Achsen, nachträgliche Balkone nicht denkmalgerecht erneuert, Eingangstor original, beiderseits des Hauseingangs an der Ecke Läden. | 09231010 |
| Direkt Bild zu diesem Denkmal hochladen | Mietshaus in geschlossener Bebauung | Werdauer Straße 26 (Karte)                                   | 1899                                                        | mit Laden, repräsentativer, aufwändig dekorierter Putzbau von baukünstlerischem und städtebaulichem Wert. Fünfgeschossig, acht Achsen, davon Mittelachse als gebundene Fensterachse, Erdgeschoss und 1. Obergeschoss von der restlichen Fassade durch kräftige Gesimse getrennt, Hauseingang mittig mit aufwändiger Verdachung u. a. Büste, Blätter und Früchte über dem Hauseingang, dort Rundfenster mit Verdachung, Fenster regelmäßig angeordnet, die Fenster im 2. und 3. Obergeschoss durch eine aufwändige Verdachung und Wappenkartuschen gestalterisch betont, die mittleren Fenster mit zwei Schwanendarstellungen flankierend vermutlich ein Wappen mit Krone, darüber im 4. Geschoss Blatt- und Kopfdarstellungen, unter der Verdachung der Fenster im 2. Obergeschoss Fische mit geschweiften Schwänzen die Wappenkartusche flankiert, Kranzgesims mit Eierstabfries. | 09231011 |
| Direkt Bild zu diesem Denkmal hochladen | Mietshaus in geschlossener Bebauung | Werdauer Straße 28 (Karte)                                   | 1900                                                        | repräsentativer Mischbau von großem städtebaulichem und baukünstlerischem Wert in sehr gutem Originalzustand. Schmaler, viergeschossiger Bau, fünf Achsen, mit hohem Kellergeschoss, Natursteinfenstereinfassungen, zeittypisch, Rechteckfenster im Erdgeschoss, Segmentbogenfenster, seitlich angeordnetem Hauseingang leicht zurückversetzt mit Treppe, originale zweiflügelige Holzhaustür mit Diamantquadern und Dreieckgiebelchen besetzt mit schmalem Oberlicht, ebenfalls von Natursteinplatten eingefasst und aufwändiger Verdachung mit waagerechtem Gebälk und Kielbögen, Stabprofilierungen und Bezeichnung: „ADoM1900.“, mittiger Dreieckerker über zwei Geschosse ab erstem Obergeschoss, Vorrichtungen für die Balkonkästen erhalten, Sockel- und Erdgeschoss mit Porphyrtuffplatten belegt, je drei Obergeschoss mit gelb glasierten Ziegeln, originale Fenster teilweise erhalten, einachsiger Dacherker mit Voluten. | 09231012 |
| Direkt Bild zu diesem Denkmal hochladen | Mietshaus in geschlossener Bebauung | Werdauer Straße 30 (Karte)                                   | 1901                                                        | Teil eines zeitgleich errichteten Straßenzuges von großem städtebaulichem und baugeschichtlichem Wert. Ähnliche Gestaltung wie das Nachbarhaus, es fehlt jedoch der Dreieckgiebel, die Haustür schon vom Jugendstil beeinflusst, das Spruchband über dem Hauseingang nicht vorhanden, die Sohlbänke an den Fenstern des 1. Obergeschoss entfernt. | 09231013 |
| Direkt Bild zu diesem Denkmal hochladen | Mietshaus in geschlossener Bebauung | Werdauer Straße 32 (Karte)                                   | 1902                                                        | Breit gelagertes Mehrfamilienhaus in Mischbauweise von großem städtebaulichem und baugeschichtlichem Wert. Breit gelagert mit sechs Achsen, davon eine Achse Erker und eine gebundene Fensterachse, wie die Nachbarhäuser Keller und Erdgeschoss mit Porphyrplatten belegt, Hauseingang annähernd mittig, originale Haustür nicht erhalten, Fenster verändert, mittig angeordneter Erker mit Natursteinplatten belegt über die drei Obergeschoss, Fassadengliederung erhalten, Obergeschosse weiß glasierter Ziegel. | 09231015 |
| Direkt Bild zu diesem Denkmal hochladen | Mietshaus in halboffener Bebauung | Werdauer Straße 34 (Karte)                                   | 1903                                                        | Teil eines geschlossen erhaltenen Straßenzuges von städtebaulichem und baugeschichtlichem Wert. Ähnliche Gestaltung wie die Nachbarhäuser, bemerkenswert: original erhaltene Haustür seitlich angeordnet sowie schöne Ziervergitterungen der Kellerfenster, Erker mittig angeordnet ab 1. Obergeschoss, einachsig über rechteckigem Grundriss als Holzerker in der 3. Etage fortgesetzt mit Schnitzereien. | 09231016 |
| Direkt Bild zu diesem Denkmal hochladen | Fabrikgebäude mit angebautem Flügel sowie hoher Heiste mit Einfriedung | Werdauer Straße 38 (Karte)                                   | 1894                                                        | zeittypischer Fabrikkomplex von großer baugeschichtlicher Bedeutung. Vorgelagerte Heiste, möglicherweise nachträglich, mit Polygonnatursteinmauerwerk, Bossenquadern, darüber Eisengitterzaun, Fabrikgebäude an der Werdauer Straße: dreigeschossig, breit gelagert mit Segmentbogenfensteröffnungen und Lisenengliederung, die Fassade abwechselnd gestaltet mit gelb glasierten Ziegeln bzw. roten Klinkern, teilweise originale Fenster und originale Eingangstür, in der Seilerstraße anschließende eingeschossige Fabrikhalle, roter Klinker mit gelben Klinkerbinder- und Läuferschichten, ebenfalls Lisenengliederung und Zahnschnittfries am Kranzgesims, Sockel Natursteinmauerwerk, Sockel aus verschiedenfarbigem Schiefer in unregelmäßigem Verbund. | 09231017 |